# Liste der Kulturdenkmale in Meerane

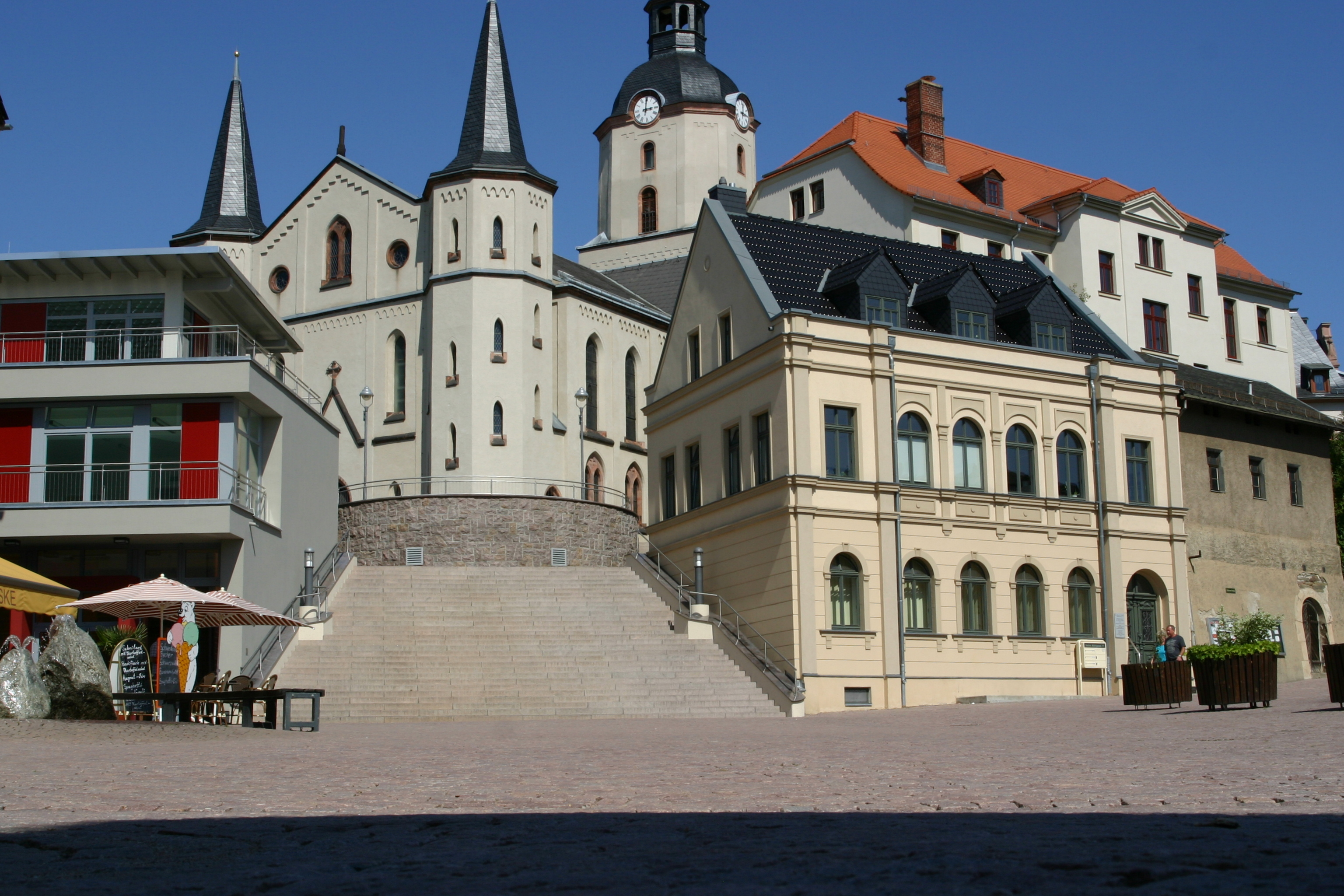
Höhlermuseum am Teichplatz

Die Liste der Kulturdenkmale in Meerane enthält die Kulturdenkmale in Meerane.
Diese Liste ist eine Teilliste der Liste der Kulturdenkmale in Sachsen.

## Legende
- Bild: Bild des Kulturdenkmals, ggf. zusätzlich mit einem Link zu weiteren Fotos des Kulturdenkmals im Medienarchiv Wikimedia Commons. Wenn man auf das Kamerasymbol klickt, können Fotos zu Kulturdenkmalen aus dieser Liste hochgeladen werden:
- Bezeichnung: Denkmalgeschützte Objekte und ggf. Bauwerksname des Kulturdenkmals
- Lage: Straßenname und Hausnummer oder Flurstücknummer des Kulturdenkmals. Die Grundsortierung der Liste erfolgt nach dieser Adresse. Der Link (Karte) führt zu verschiedenen Kartendiensten mit der Position des Kulturdenkmals. Fehlt dieser Link, wurden die Koordinaten noch nicht eingetragen. Sind diese bekannt, können sie über ein Tool mit einer Kartenansicht einfach nachgetragen werden. In dieser Kartenansicht sind Kulturdenkmale ohne Koordinaten mit einem roten bzw. orangen Marker dargestellt und können durch Verschieben auf die richtige Position in der Karte mit Koordinaten versehen werden. Kulturdenkmale ohne Bild sind an einem blauen bzw. roten Marker erkennbar.
- Datierung: Baubeginn, Fertigstellung, Datum der Erstnennung oder grobe zeitliche Einordnung entsprechend des Eintrags in der sächsischen Denkmaldatenbank
- Beschreibung: Kurzcharakteristik des Kulturdenkmals entsprechend des Eintrags in der sächsischen Denkmaldatenbank, ggf. ergänzt durch die dort nur selten veröffentlichten Erfassungstexte oder zusätzliche Informationen
- ID: Vom Landesamt für Denkmalpflege Sachsen vergebene, das Kulturdenkmal eindeutig identifizierende Objekt-Nummer. Der Link führt zum PDF-Denkmaldokument des Landesamtes für Denkmalpflege Sachsen. Bei ehemaligen Kulturdenkmalen können die Objektnummern unbekannt sein und deshalb fehlen bzw. die Links von aus der Datenbank entfernten Objektnummern ins Leere führen. Ein ggf. vorhandenes Icon  führt zu den Angaben des Kulturdenkmals bei Wikidata.

## Meerane
| Bild                                    | Bezeichnung | Lage                                                   | Datierung                                | Beschreibung | ID       |
| --------------------------------------- | --- | ------------------------------------------------------ | ---------------------------------------- | --- | -------- |
|                                         | Denkmalschutzgebiet Stadtkern Meerane | (Karte)                                                |                                          | Denkmalschutzgebiet Stadtkern Meerane | 09247670 |
| Direkt Bild zu diesem Denkmal hochladen | Reste der Stadtmauer | (Karte)                                                | 14./15. Jahrhundert                      | Ortsgeschichtlich von Bedeutung. Burggasse, auf dem Grundstück August-Bebel-Straße 21, Bornberg zwischen Badergasse und Friedrichstraße. | 09241695 |
|                                         | Transformatorenhäuschen und Böschungsmauer | Achterbahn (Karte)                                     | um 1935                                  | Technikgeschichtlich und ortsbildprägend von Bedeutung. Werkstein. | 09241986 |
|                                         | Haus der Turnergemeinde Meerane, Stadthalle | Achterbahn 12 (Karte)                                  | 1927–1928                                | baugeschichtlich, kunsthistorisch und ortsgeschichtlich von Bedeutung; im Stil der Moderne mit expressionistischen Elementen; Architekten: Bock, Paatzsch & Thier (Leipzig) mit Einlasshäuschen; Grundsteinlegung am 30. Juli 1927; Einweihungsfeiern 21.– 25. Juni 1928; Der Hauptsaal heißt seit 1995 „Werner-Bochmann-Saal“. | 09241676 |
|                                         | Mietshaus | Achterbahn 14 (Karte)                                  | um 1900                                  | Vom Typus in geschlossener Bebauung, baugeschichtlich von Bedeutung, historistisch mit Klinkerfassade Klinkermischbauweise, roter Klinker, Fensterverdachungen mit plastischem Schmuck, Dachaufbauten sehr schön original | 09241677 |
|                                         | Mietshaus in geschlossener Bebauung | Achterbahn 16 (Karte)                                  | um 1900                                  | Baugeschichtlich von Bedeutung; Historismus; mit Klinkerfassade Klinkermischbauweise, roter Klinker, Erdgeschoss verändert, Fensterverdachungen mit plastischem Schmuck | 09241678 |
|                                         | Mietshaus (zwei Hausteile) in Ecklage und geschlossener Bebauung | Achterbahn 18; 20 (Karte)                              | um 1900                                  | baugeschichtlich von Bedeutung; mit Klinkerfassade; historistische Architektur mit Eckbetonung Klinkermischbauweise, oranger Klinker, Haustür original. | 09241679 |
| Direkt Bild zu diesem Denkmal hochladen | Mietshaus in halboffener Bebauung | Altmarkt 1 (Karte)                                     | um 1880                                  | baugeschichtlich von Bedeutung; großes spätgründerzeitliches Gebäude mit Putzfassade und überhöhtem Mittelrisalit, straßenbildprägend mit ehemaligem Tabakwaren-Laden; Putzritzungen im Erdgeschoss, rundbogige Fensteröffnungen, Fenster original erhalten (Abbruchgenehmigung erteilt am 18. Juli 1994) | 09241689 |
|                                         | Denkmal für im Ersten Weltkrieg Gefallene der Feuerwehr | Am Bürgergarten (Karte)                                | um 1920 (Kriegerdenkmal)                 | ortsgeschichtlich von Bedeutung | 09241697 |
|                                         | Wohnhaus | Am Bürgergarten 3 (Karte)                              | um 1750                                  | baugeschichtlich und sozialgeschichtlich von Bedeutung; Fachwerk in Erd- und Obergeschoss, im Ort von Seltenheitswert Fachwerk-Wohnhaus, Fachwerk im Erdgeschoss erhalten, einige Ständer angebrochen, äußerlich guter Zustand, Giebel verkleidet, Frackdach | 09241696 |
|                                         | Verwaltungsgebäude des Karosseriewerks | Am Merzenberg 6; 8 (Karte)                             | um 1880                                  | baugeschichtlich und ortsgeschichtlich von Bedeutung; zu DDR-Zeiten Produktionsort der Karosserien der PKW-Marken Trabant und Wartburg; Putzfassade | 09241698 |
|                                         | Wohn- und Verwaltungsgebäude einer Fabrik, mit seitlicher Einfriedung | Am Merzenberg 20; 22 (Karte)                           | um 1890                                  | baugeschichtlich und ortsgeschichtlich von Bedeutung, repräsentatives Gebäude des Historismus | 09241699 |
| Direkt Bild zu diesem Denkmal hochladen | Wohnhaus in offener Bebauung | Am Rotenberg 20 (Karte)                                | um 1870                                  | baugeschichtlich von Bedeutung, klassizistisch wirkende Fassade Putzquaderung im Erdgeschoss, Haustüren nachträglich zugesetzt | 09241704 |
|                                         | Wohnhaus | Am Rotenberg 24 (Karte)                                | um 1830                                  | baugeschichtlich und ortsgeschichtlich von Bedeutung, mit Fachwerk-Obergeschoss, einst Wohnhaus des Teichmeisters Erdgeschoss massiv, Obergeschoss Fachwerk, Erdgeschoss stark verändert durch zu große Fenster, rückseitiger Anbau, typische Bebauung | 09241703 |
| Direkt Bild zu diesem Denkmal hochladen | Wohnhaus | Am Rotenberg 28 (Karte)                                | 2. Hälfte 19. Jahrhundert                | baugeschichtlich von Bedeutung | 09241705 |
|                                         | Wohnhaus in halboffener Bebauung | Am Rotenberg 29 (Karte)                                | um 1800                                  | baugeschichtlich von Bedeutung, Fachwerkbau Fachwerk-Obergeschoss, Erdgeschoss massiv unterfahren. | 09241706 |
| Direkt Bild zu diesem Denkmal hochladen | Wohnhaus | Am Rotenberg 30 (Karte)                                | um 1830                                  | baugeschichtlich von Bedeutung, Fachwerk-Obergeschoss verputzt, Erdgeschoss massiv | 09241707 |
|                                         | Wohnhaus | Am Rotenberg 36 (Karte)                                | um 1830                                  | baugeschichtlich von Bedeutung, Fachwerkbau Nur Erdgeschoss, hofseitig zweistöckig. | 09241708 |
|                                         | Wohnhaus | Am Rotenberg 67 (Karte)                                | um 1800                                  | baugeschichtlich von Bedeutung, Fachwerkbau Fachwerk-Obergeschoss, Erdgeschoss massiv unterfahren. | 09241710 |
|                                         | Wohnhaus in halboffener Bebauung | Am Rotenberg 95 (Karte)                                | 1. Hälfte 19. Jahrhundert                | baugeschichtlich von Bedeutung, Fachwerkbau Fachwerk-Obergeschoss verputzt, Erdgeschoss massiv unterfahren | 09241711 |
|                                         | Haustor eines Wohnhauses | Amtsstraße 14 (Karte)                                  | 2. Hälfte des 19. Jahrhunderts           | Handwerklich-künstlerisch von Bedeutung, mit Schnitzereien Geschnitzte Köpfchen, Eventuell Porträts Mann/Frau. | 09241712 |
| Weitere Bilder                          | Autobahnmeisterei mit einem Verwaltungsgebäude und zwei Funktionsgebäuden | An der Autobahn 13 (Karte)                             | um 1935                                  | alte Ortslage Seiferitz; baugeschichtlich und ortsgeschichtlich von Bedeutung, im Heimatstil der 1930er Jahre Geplante Anlage mit gleicher Gestaltung, 2017 Streichung von drei Doppelwohnhäusern (Nummer 1/3, 5/7 und 9/11), da kein ausreichender Denkmalwert mehr gegeben; unverändert im Denkmalwert ist die Autobahnmeisterei An der Autobahn 13 mit Flurstück 108/17. | 09241755 |
|                                         | Mietshaus in geschlossener Bebauung | An der Steilen Wand 13 (Karte)                         | um 1890                                  | baugeschichtlich von Bedeutung, historistische Putzfassade mit kannelierten Lisenen; stark modernisiert, neue Fenster, Haustür original | 09241714 |
|                                         | Mietshaus in geschlossener Bebauung konzipiert | An der Steilen Wand 27 (Karte)                         | um 1900                                  | baugeschichtlich von Bedeutung, historistische Klinkerfassade Klinkermischbauweise, Erdgeschoss und Fenster modernisiert, Haustür original, roter Klinker, reiche Fensterverdachungen mit plastischem Schmuck | 09241715 |
|                                         | Mietshaus in geschlossener Bebauung | An der Steilen Wand 29 (Karte)                         | um 1900                                  | baugeschichtlich von Bedeutung, historistische Klinkerfassade Haustür original. | 09241716 |
|                                         | Mietshaus in geschlossener Bebauung | An der Steilen Wand 31 (Karte)                         | um 1900                                  | baugeschichtlich von Bedeutung, historistische Klinkerfassade Gelber Klinker, Haustür original | 09241717 |
|                                         | Mietshaus in geschlossener Bebauung | An der Steilen Wand 33 (Karte)                         | um 1900                                  | baugeschichtlich von Bedeutung, historistische Klinkerfassade Gelber Klinker, Haustür original. | 09241718 |
|                                         | Mietshaus in geschlossener Bebauung | An der Steilen Wand 35 (Karte)                         | um 1900                                  | baugeschichtlich von Bedeutung, historistische Klinkerfassade Gelber Klinker, Haustür und Fenster verändert. | 09241719 |
|                                         | Mietshaus in geschlossener Bebauung | An der Steilen Wand 37 (Karte)                         | um 1900                                  | baugeschichtlich von Bedeutung, historistische Klinkerfassade weiß glasierte Ziegel, Haustür original, Erdgeschoss und Fenster verändert | 09241720 |
|                                         | Mietshaus in geschlossener Bebauung | An der Steilen Wand 37a (Karte)                        | um 1900                                  | baugeschichtlich von Bedeutung, historistische Klinkerfassade Klinkermischbauweise, gelber Klinker, Haustür repariertes Original, Fenster original | 09241721 |
|                                         | Mietshaus in geschlossener Bebauung | An der Steilen Wand 39 (Karte)                         | um 1900                                  | baugeschichtlich von Bedeutung, historistische Klinkerfassade Klinkermischbauweise, roter Klinker mit weißem Ornament, Tür repariert, Fenster neu | 09241722 |
|                                         | Mietshaus in geschlossener Bebauung | An der Steilen Wand 41 (Karte)                         | um 1900                                  | Baugeschichtlich von Bedeutung, reich gegliederte historistische Klinkerfassade Klinkermischbauweise, roter Klinker, Haustür original, Fenster verändert | 09241723 |
|                                         | Mietshaus in Ecklage und geschlossener Bebauung | An der Steilen Wand 43 (Karte)                         | um 1900                                  | baugeschichtlich von Bedeutung, historistische Klinkerfassade Klinkermischbauweise, Putznutung im Erdgeschoss, Haustür repariert, Fenster erneuert | 09241724 |
|                                         | Mietshaus in ehemals geschlossener Bebauung | An der Steilen Wand 48 (Karte)                         | um 1900                                  | baugeschichtlich von Bedeutung, historistische Klinkerfassade, aufwändiger Dachausbau mit Volutengiebel Klinkermischbauweise, gelber Klinker, Fenster im Erdgeschoss original | 09241725 |
|                                         | Mietshaus in geschlossener Bebauung | An der Steilen Wand 51 (Karte)                         | um 1900                                  | Baugeschichtlich von Bedeutung, historistische Klinkerfassade Klinkermischbauweise, gelber Klinker, Putzquaderung im Erdgeschoss | 09241726 |
|                                         | Mietshaus in geschlossener Bebauung | An der Steilen Wand 52 (Karte)                         | um 1905                                  | baugeschichtlich von Bedeutung, Klinkerfassade mit Jugendstil-Elementen Klinkermischbauweise, weiße Steine, Haustür, Fenster original, Oberlichter zum Teil mit grünem Farbglas | 09241727 |
|                                         | Mietshaus in Ecklage und geschlossener Bebauung | An der Steilen Wand 88 (Karte)                         | um 1900                                  | baugeschichtlich von Bedeutung, historistische Klinkerfassade mit Eckturm Klinkermischbauweise, im Erdgeschoss leichte Veränderungen, Haustür original | 09241728 |
|                                         | Mietshaus in Ecklage | Annenstraße 1 (Karte)                                  | um 1890                                  | mit Laden, baugeschichtlich von Bedeutung, historistisches Gebäude mit Eckbalkon Haustür und Fenster Obergeschosse original, Sockel und Farbgebung verändert, Fassadengliederung mit Balkon im 1. Stock original, schöne Haustür; stark modernisiert, aber als Eckhaus wichtig | 09241729 |
|                                         | Mietshaus in Ecklage und halboffener Bebauung, mit seitlicher Einfriedung | Annenstraße 2 (Karte)                                  | um 1890                                  | baugeschichtlich von Bedeutung, historistische Putzfassade Putzfassade, Fenster, Türen original. | 09241730 |
|                                         | Mietshaus in halboffener Bebauung | Annenstraße 5 (Karte)                                  | um 1870                                  | baugeschichtlich und ortsgeschichtlich von Bedeutung, historistische Fassade Fassadengliederung, Zaun und Tor original; 1874 Webschule, 1895 Neugründung der „Herberge zur Heimat“ durch den Ortsverein für Innere Mission | 09241731 |
|                                         | Wohnhaus in Ecklage und geschlossener Bebauung | Annenstraße 7 (Karte)                                  | um 1880                                  | baugeschichtlich von Bedeutung, historistische Putzfassade Ursprünglich mit Laden, Haustür original. | 09241732 |
|                                         | Mietshaus in halboffener Bebauung mit Seitenflügel im Hof | Annenstraße 7a (Karte)                                 | um 1905                                  | baugeschichtlich von Bedeutung, historistisches Gebäude, Klinkerfassade auch im Erdgeschoss farbig abgesetzt, Tor original, seitliche Toreinfahrt vor 2010 abgebrochen | 09241733 |
|                                         | Wohnhaus in Ecklage und halboffener Bebauung | Auberg 2 (Karte)                                       | um 1900                                  | baugeschichtlich und ortsgeschichtlich von Bedeutung, ehemals Hotel „Stadt Rom“ Straßenname laut ALK „Auberg“. | 09241694 |
|                                         | Wohnhaus in geschlossener Bebauung | Augasse 18 (Karte)                                     | Mitte des 19. Jahrhunderts               | baugeschichtlich von Bedeutung, gründerzeitlich-spätklassizistische Putzfassade Tür- und Fenstergewände erhalten, Veränderungen der Türen und Fenster | 09241736 |
|                                         | Heiste vor einer Wohnhauszeile | Augasse 18 bis 32 (vor, gerade) (Karte)                | 19. Jahrhundert                          | ortsbildprägend und ortsgeschichtlich von Bedeutung | 09241737 |
|                                         | Wohnhaus in geschlossener Bebauung | Augasse 22 (Karte)                                     | um 1870                                  | baugeschichtlich von Bedeutung, spätgründerzeitliche Putzfassade Dachaufbauten verändert, reicher Originalbestand. | 09241738 |
|                                         | Mietshaus (mit zwei Hausnummern) in geschlossener Bebauung | August-Bebel-Straße 1; 3 (Karte)                       | um 1910                                  | mit Laden, baugeschichtlich von Bedeutung, Reformarchitektur mit Fachwerkgiebel halbrunder Erker, Zwerchgiebel mit Fachwerk, Putzschäden | 09241740 |
|                                         | Wohnhaus in Ecklage und in geschlossener Bebauung | August-Bebel-Straße 7 (Karte)                          | um 1870                                  | baugeschichtlich von Bedeutung, spätgründerzeitliche Putzfassade Dachaufbauten, Fassadengliederung, Fenster und Tor original | 09241741 |
|                                         | Mietshaus in geschlossener Bebauung | August-Bebel-Straße 16 (Karte)                         | um 1890, eventuell früher                | mit Laden, baugeschichtlich von Bedeutung, historistisch überformte Fassade Dachaufbau typisch für Ende 19. Jahrhundert, Haus eventuell früher und erst Ende 19. Jahrhundert überformt | 09241743 |
|                                         | Wohnhaus in geschlossener Bebauung | August-Bebel-Straße 19 (Karte)                         | August-Bebel-Straße 113, Meeraneum 1800  | baugeschichtlich von Bedeutung, schlichter Putzbau mit spätbarockem Mansarddach Gefährdet. | 09241745 |
|                                         | Wohnhaus in geschlossener Bebauung | August-Bebel-Straße 23 (Karte)                         | um 1800                                  | baugeschichtlich von Bedeutung, Gebäude im Kern barock, mit großer Tordurchfahrt ehemalige Apotheke, Tordurchfahrt, Reste der Gewölbe im Ladenbereich, Fachwerk-Obergeschoss verputzt, Mansarddach, korbbogig gewölbte Türen und Fenster | 09241746 |
|                                         | Mietshaus in Ecklage | August-Bebel-Straße 32 (Karte)                         | Ende des 19. Jahrhunderts                | mit Laden, baugeschichtlich von Bedeutung, historistisches Gebäude mit interessanter Fassadengestaltung Reiche Fassadengliederung. | 09241747 |
|                                         | Haustor eines Wohnhauses | August-Bebel-Straße 62 (Karte)                         | 2. Hälfte des 19. Jahrhunderts (Tor)     | handwerklich-künstlerisch von Bedeutung, im Stil des Neorokoko | 09241750 |
|                                         | Wohnhaus in geschlossener Bebauung | August-Bebel-Straße 111 (Karte)                        | Ende des 19. Jahrhunderts                | baugeschichtlich von Bedeutung, schöne Toranlage ursprünglich auch Heinrichstraße 2, modernisiert unter Zusammenlegung mehrerer Häuser, hofseitige Eingänge | 09241753 |
|                                         | Wohnhaus in geschlossener Bebauung | August-Bebel-Straße 113 (Karte)                        | Ende 19. Jahrhundert                     | baugeschichtlich von Bedeutung, historistische Fassade mit Stuckelementen | 09241754 |
|                                         | Wohnhaus in geschlossener Bebauung | Äußere Crimmitschauer Straße 40 (Karte)                | um 1900                                  | baugeschichtlich von Bedeutung; historistische, reich verzierte Fassade mit Putzstuck Bildhauerei-Stuckgeschäft Hermann Schultze | 09241680 |
|                                         | Wohnhaus in geschlossener Bebauung | Äußere Crimmitschauer Straße 45 (Karte)                | um 1885                                  | baugeschichtlich von Bedeutung, historistische Architektur gefährdet | 09241681 |
|                                         | Kontorgebäude einer Molkerei | Äußere Crimmitschauer Straße 64 (Karte)                | 1930er Jahre                             | heute als Wohnhaus genutzt, baugeschichtlich und ortsgeschichtlich von Bedeutung, im traditionalistischen Stil der 1920er bzw. 1930er Jahre | 09241682 |
|                                         | Wohnhaus | Äußere Crimmitschauer Straße 77 (Karte)                | um 1925/1930                             | baugeschichtlich von Bedeutung, im traditionalistischen Stil der 1920er bzw. 1930er Jahre; Eingang überdacht, Balkon und Gitter original | 09241683 |
|                                         | Villa mit Garten und Tor | Äußere Crimmitschauer Straße 78 (Karte)                | um 1925                                  | baugeschichtlich, gartengeschichtlich und ortsgeschichtlich von Bedeutung, in der Art einer Doppelvilla Denkmaltext: - Geschichte des Gartendenkmals: 1896 ist auf dem Gelände des späteren Gartens noch eine Ziegelei nachzuweisen (Meßtischblatt 1896). 1908 zeigt das Meßtischblatt im Osten der Segeltuchfabrik ein eingezäuntes Gelände mit zwei separat stehenden Gebäuden. In das Meßtischblatt von 1926 wurde die Villa als drittes Gebäude auf dem bereits vorhandenen Grundstück eingetragen. Es ist zu vermuten, dass das Grundstück schon vor dem Bau der Villa als Garten genutzt wurde. Es ist davon auszugehen, dass vorhandener Baumbestand (z. B. die solitär stehende Eiche und die Linden an der Ostgrenze) mit in die Planung des Villengartens einbezogen wurden. Der vorhandene Baumbestand, der Vorgarten und ein ehemaliger Steingarten, dessen Hügel mit Gehölzen erhalten blieb, zeugen von einem aufwendig gestalteten Villengarten. Das weiträumige mit Rasen überzogene Areal des Gartens erscheint heute ausgeräumt, die beiden ersten Gebäude sind abgebrochen, der ehemalige Obst- und Gemüsegarten (Nordwest-Bereich) ist ausgegrenzt und überbaut. Auch der westliche Teil des parkähnlichen Gartens mit Resten des Gahölzbestandes (Baumreihe am Zaun und eine Blaufichte) wurde ausgegrenzt. - Beschreibung und Begründung des Gartendenkmals: Die Villa wird über zwei hintere Eingänge, zu der die Zufahrt mit Kleinsteinpflaster und der Zugangsweg von der Straße führen, erschlossen. Das Tor besteht aus vier verputzten Pfeilern mit Dachziegelabdeckung, zwei Torflügeln und einer Tür (Metallkonstruktion). Der Holzzaun ist sekundär. Die noch erhaltene, relativ große Fläche des Gartens weist einen alten Gehölzbestand in Reihen-, Gruppen- und Einzelstellung auf. Es lassen sich, mit dem Vorgarten vier Gartenteile unterscheiden. Der östliche Teil, in dem das Gärtnerhaus stand, wird im Norden von einer Baumreihe (zwei Buchen und eine Linde) begrenzt. Bargahorn, Buche und Spitzahorn bilden eine markante Baumgruppe. An der Ostgrenze stehen Linden. Ein Doppelhaus wurden im Süden an der Straße mit kleinen Gärten eingefügt. Ein weiterer Teil des Gartens liegt im Nordosten. Hier stand ein Nebengebäude. Eine Eiche und eine Kastanie bestimmen das Areal, das an der Ostgrenze Linden und im Westen eine Reihe von zwei Eschen und einem Bergahorn aufweist. Der Gartenteil im Norden der Villa ist durch einen Hügel (ehemaliger Steingarten) mit Ziergehölzen (Rotdorn, Flieder) geprägt. Der Vorgarten zeigt mit Buche, Linde, drei Blaufichten, zwei Lärchen, Trauerweide, Hängebirke und Rhododendren den besterhaltenen Bestand. Ein Teich, über den eine Brücke führte, wurde im Zuge der Nutzung des Gebäudes als Kindergarten aus Sicherheitsgründen zugeschüttet. Wege sind im Relief erkennbar. Entlang des Zaunes steht zwischen dem Tor der Villa und dem Fabriktor eine Reihe unterschiedlicher Gehölze (Haselnuss, zwei Roteichen, drei Spitzahorn, zwei Linden, Esche, Bergahorn). Der Villengarten und der Obst- und Gemüsegarten wurden bis in die 1960er Jahre von einem Gärtner, Paul Franke, der im Gärtnerhaus wohnte und von der Fabrik angestellt war, gepflegt (nach Auskunft des jetzigen Eigentümers, der im Haus aufgewachsen ist). Es ist anzunehmen, dass der Garten auf Blickbezüge zu dem, im Norden liegenden Wilhelm-Wunderlich-Park ausgerichtet war. Reste eines Wegesystems sind im Boden zu vermuten. Bedeutend ist das zwar dezimierte, dennoch relativ große Areal des Gartens im Zusammenhang mit den beiden gegenüberliegenden Villen. Die drei Villengrundstücke bilden ein Ensemble, zu dem der erhaltene Baumbestand dieses Gartens eine wesentliche Rolle spielt. Er prägt bis heute die Raumstruktur des Gartens. Im Zusammenhang mit der industriellen Entwicklung um 1900 ist das Villengrundstück Zeugnisträger einer im Umfeld der Fabriken angesiedelten Villenarchitektur. Es hat daher bau- und gartengeschichtliche sowie ortsgeschichtliche Bedeutung. (LfD/2014; Bearbeiter: Ragnhild Kober-Carriére) | 09241684 |
|                                         | Villa mit Einfriedung und Resten des Gartens | Äußere Crimmitschauer Straße 79 (Karte)                | um 1905/1910                             | baugeschichtlich und ortsgeschichtlich von Bedeutung, stattliche Villa im Stil des Historismus Denkmaltext: Beschreibung und Begründung des Gartendenkmals: Das im Laufe der Zeit ca. um die Hälfte reduzierte Villengrundstück (vergleiche Meßtischblatt von 1908) weist nur noch Reste des Gehölzbestandes (Traueresche, Buche, Rhododendron) auf. An der nach Westen ansteigenden Straße hat es als Eckgrundstück eine exponierte Lage. Der Zaun an der Äußeren Crimmitzschauer Straße mit Eckmauer, Stützmauer und Pfeilern (verputztes Mauerwerk), Zaunfeldern, Tor und Pforte (Metallkonstruktion) ist straßenbildprägend. Im Zusammenhang mit den Villengrundstücken Äußere Crimmitzschauer Straße Nummer 78 (gegenüberliegend) und Nummer 81 (Nachbargrundstück) trägt es Zeugnis einer im Umfeld der Fabrik (Crimmitzschauer Straße Nummer 80) angesiedelten Villenarchitektur um 1900. In diesem Kontext hat es ortsgeschichtliche Bedeutung. (LfD/2014; Ragnhild Kober-Carrière) Unsaniert, gefährdet | 09241685 |
|                                         | Fabrikanlage mit Einfriedung | Äußere Crimmitschauer Straße 80 (Karte)                | 1906–1911                                | baugeschichtlich und ortsgeschichtlich von Bedeutung, ehemalige Segeltuch-Weberei der Louis Quaas & Co. AG Ursprünglich Produktion schwerer Segeltuche, ab 1970 VEB Technische Textilien Meerane | 09241686 |
|                                         | Villa mit Einfriedung, Garten mit Teich und Schöpfbecken und Nebengebäude | Äußere Crimmitschauer Straße 81 (Karte)                | um 1905/1910                             | baugeschichtlich, baukünstlerisch und ortsgeschichtlich von Bedeutung, repräsentatives Gebäude des späten Historismus Denkmaltext „Repräsentatives Villengrundstück (erbaut 1904) auf nahezu quadratischem Grundriss, im Stil des Historismus; über hohem Sockelgeschoss zweigeschossig aufgeführt, mit ausgebautem Dachgeschoss; Baukörper durch diverse risalitartige An- und Vorbauten reich gegliedert; hohes, spitzes Walmdach mit Giebel- und Dachausbauten (Turmerker, Schleppgauben etc.) belebt; seitlich Treppenaufgang mit hölzerner Überdachung, Giebelausbauten mit reich gestalteten Zierkonsolen; im Inneren qualitätvolle Ausstattung: repräsentatives Entree mit schönen Wandpaneelen, großzügiges Treppenhaus, Flurfenster mit Original-Jugendstilverglasung usw.; kleineres eingeschossiges Nebengebäude (Hausmeister-Dienstwohnung) im äußeren Erscheinungsbild der Villa angepasst“ (aus: Bürgerhäuser Bauernhäuser. Besonders gefährdete Kulturdenkmale im Freistaat Sachsen. hg. v. Sächsisches Innenministerium Dresden 1994, S. 23.) Das um 1920 geteilte Grundstück (nach Auskunft des Eigentümers, vergl. Meßtischblatt 1908) weist in der Nähe der Villa und der Remise folgende Gartenteile auf: Zufahrt (Großsteinpflaster) zu Villa und Remise und Zugangsweg (gebrannte Gehwegplatten) zur überdachten Eingangstreppe mit 13 Granitstufen (1), Vorgarten (2), kleiner Parkteil mit Teich und Neugierde im Osten der Villa (3), Garten im Süden der Villa (4). Der Zaun ist mit Stützmauer und Pfeilern aus verputztem Mauerwerk mit Betonabdeckung und Zaunfeldern aus Metallkonstruktion erhalten, Torpfeiler, Tor und Pforte fehlen. Hervorzuheben ist der kleine landschaftlich angelegte Gartenbereich mit Teich (Dachpappenabdichtung auf Lehmboden), feiner Bodenmodellierung und gezielt gepflanzten Gehölzen (zwei Buchen, zwei Linden, Schwarzkiefer, Rhododendren). Als erweiterter Vorgartenbereich hat dieser Gartenteil eine straßenbildprägende Wirkung. Blickbezüge vom erhöht liegenden Hauseingang reichen über ihn hinweg zur Innenstadt. Von der Villa und von der Neugierde ergeben sich Blicke in den Straßenraum mit Nachbarvillen (Nummer 78 und Nummer 79) und Fabrikgebäude sowie nach Norden zum Wilhelm-Wunderlich-Park. Der Blick von der Neugierde über den Teich zur Villa wird von den Bäumen gerahmt. Im Eingangsbereich der Remise stehen zwei Blaufichten. Im Garten sind ein Kirschbaum und ein rechteckiges, in die Erde halb eingelassenes Becken aus Sandstein zu nennen, Wege sind im Boden unter der Grasnarbe zu vermuten. Der kleine Villengarten lässt eine ehemals vorgenommene Gestaltung erkennen, die wahrscheinlich in Resten der Wege weiter nachzuvollziehen ist. Mit den Nachbarvillen und dem Fabrikgebäude bildet die Villa mit Einfriedung und Garten ein Ensemble mit straßenbildprägender Wirkung. Insbesondere ist die, in Teilen erhaltene repräsentative Gestaltung des Villengartens von Interesse. (LfD/2014) Friedrich-Ludwig-Jahn-Sporthalle (?), ältere Halle um 1900, war Vereinsturnhalle des Turnerbundes, unwahrscheinlich, dass die Turnhalle das Nebengebäude des Villengrundstücks ist, da vom Charakter Remisengebäude. | 09241687 |
|                                         | Mietshaus (zwei Hausteile) in Ecklage und in geschlossener Bebauung | Badener Straße 1 (Karte)                               | um 1870                                  | Mit Laden, baugeschichtlich von Bedeutung, Gründerzeitgebäude, reiche Fassadengliederung, ortsbildprägende Lage. Wahrscheinlich Teil des Hauses in Badener Straße etwas später angebaut, reiche Fassadengliederung, Veränderungen im Erdgeschoss-Bereich, zwei Läden original erhalten, Eckladen verkleidet. | 09241757 |
| Direkt Bild zu diesem Denkmal hochladen | Mietshaus in Ecklage | Badener Straße 2 (Karte)                               | um 1890/1900                             | Mit Laden, baugeschichtlich von Bedeutung, gründerzeitliche Putzfassade, platzbildprägend am Teichplatz. Putzfassade. | 09241758 |
|                                         | Wohn- und Geschäftshaus in Ecklage | Badener Straße 3 (Karte)                               | um 1900                                  | Baugeschichtlich von Bedeutung, Gründerzeitgebäude mit Eckbetonung und Erker. Läden verändert | 09241759 |
|                                         | Wohnhaus in Ecklage | Badener Straße 7 (Karte)                               | 19. Jahrhundert, später überformt        | Mit Laden, baugeschichtlich von Bedeutung, mit Eckerker, platzbildprägend am Teichplatz. Wegen Platzlage und als Eckhaus auf Denkmalliste trotz verschiedener Bauveränderungen. | 09241760 |
|                                         | Toilettenhäuschen | Badener Straße 7 (neben) (Karte)                       | um 1915                                  | Eingeschossiger, original erhaltener Zweckbau, im Reformstil der Zeit um 1910. Ziegelbau verputzt, gegliedert durch Lisenen, giebelseitig zur Straße stehend, dort Eingang und im Giebel Dreieckfenster mit wulstförmiger Putzeinfassung, Traufseite schmucklose Fensteröffnungen, Mansarddach mit Biberschwanzeindeckung. | 09238063 |
| Direkt Bild zu diesem Denkmal hochladen | Mietshaus in geschlossener Bebauung | Badener Straße 14 (Karte)                              | um 1890                                  | Baugeschichtlich von Bedeutung, gründerzeitliche Putzfassade, städtebaulich von herausragender Bedeutung als Blickpunkt von der Pestalozzistraße. Putzfassade original, gefährdet. | 09241761 |
|                                         | Mietshaus in geschlossener Bebauung | Badener Straße 16 (Karte)                              | um 1890                                  | Baugeschichtlich von Bedeutung, gründerzeitliche Putzfassade. Putzfassade original, gefährdet. | 09241763 |
|                                         | Mietshaus in Ecklage | Badener Straße 17 (Karte)                              | um 1890                                  | Mit Laden, baugeschichtlich von Bedeutung, prächtige gründerzeitliche Putzfassade. Fenster, Türen original. | 09241764 |
|                                         | Mietshaus in geschlossener Bebauung | Badener Straße 18 (Karte)                              | um 1890                                  | Baugeschichtlich von Bedeutung, gründerzeitliche Putzfassade. Putzfassade original. | 09241765 |
|                                         | Mietshaus in geschlossener Bebauung | Badener Straße 19 (Karte)                              | um 1890                                  | Baugeschichtlich von Bedeutung, gründerzeitliche Putzfassade. Fassadengliederung, Türen, Fenster original, gefährdet. | 09241766 |
|                                         | Mietshaus, nach rechts in geschlossener Bebauung | Badener Straße 20 (Karte)                              | bezeichnet 1892                          | Baugeschichtlich von Bedeutung, prächtige gründerzeitliche Klinkerfassade. Mit Laden (Sparkasse), Klinkerfassade, Sockel Rustikaputz. | 09241767 |
|                                         | Mietshaus in geschlossener Bebauung | Badener Straße 21 (Karte)                              | um 1890                                  | Baugeschichtlich von Bedeutung, gründerzeitliche Putzfassade. Rustikaputz Erdgeschoss, Fassadengliederung, Türen, Fenster original, gefährdet. | 09241768 |
|                                         | Wohnhaus | Bahnhofstraße 1 (Karte)                                | um 1870/1880                             | Doppelwohnhaus mit Nummer 3, mit Garten und Einfriedungsmauer, baugeschichtlich von Bedeutung, historistische vornehme Gestaltung. | 09241769 |
|                                         | Mietshaus in halboffener Bebauung | Bahnhofstraße 2 (Karte)                                | um 1870                                  | Baugeschichtlich von Bedeutung, gründerzeitliche Fassade, Hauptfassade zur Leipziger Straße. Vorgarten 2010 als Abbruch verzeichnet, da vollkommen umgebaut. | 09241770 |
|                                         | Wohnhaus, Doppelwohnhaus mit Nr. 1, mit Garten | Bahnhofstraße 3 (Karte)                                | um 1870/1880                             | Baugeschichtlich von Bedeutung, historistische vornehme Gestaltung. Eventuell Mietvilla, beide original erhalten, Reste Gartengestaltung. | 09241771 |
|                                         | Mietshaus, nach links in geschlossener Bebauung | Bahnhofstraße 4 (Karte)                                | um 1900                                  | Bau in gutem Originalzustand von städtebaulichem Wert, Fassade im Reformstil der Zeit um 1910. Viergeschossig, verputzter Ziegelbau, Straßenfassade: Bänder, Gesimse im ersten und zweiten Obergeschoss, profilierte Fensterbänke, Erdgeschoss Putznutung, originale Haustür mit Oberlicht. | 09244688 |
|                                         | Mietshaus in geschlossener Bebauung | Bahnhofstraße 6 (Karte)                                | um 1900                                  | Bau in gutem Originalzustand von städtebaulichem Wert, Fassade im Reformstil der Zeit um 1910. Viergeschossig, verputzter Ziegelbau, Straßenfassade: Bänder, Gesimse im ersten und zweiten Obergeschoss, profilierte Fensterbänke, Erdgeschoss Putznutung, originale Haustür mit Oberlicht. | 09244689 |
|                                         | Mietshaus in Ecklage, mit Anbau | Bahnhofstraße 8 (Karte)                                | Ende 19. Jahrhundert                     | Markanter Eckbau in weitgehendem Originalzustand von städtebaulichem Wert, gründerzeitliche Putzfassade mit Eckerker. Dreigeschossig, verputzter Ziegelbau, Gesims zwischen Erd- und Obergeschoss, im ersten Obergeschoss konsolgestützte Fensterverdachungen, Eckerker reicher gegliedert. | 09303672 |
|                                         | Wohnhaus, nach links in geschlossener Bebauung | Böhmerstraße 8 (Karte)                                 | um 1800                                  | Baugeschichtlich von Bedeutung, mit Fachwerk-Obergeschoss, Zeugnis ländlich wirkender Bebauung vor Industrialisierung des Ortes. | 09241772 |
|                                         | Drei Doppelwohnhäuser in geschlossener Bebauung konzipiert | Böhmerstraße 42; 44; 46; 48; 50; 52 (Karte)            | um 1930                                  | Baugeschichtlich von Bedeutung, Anklänge an Heimatstil, Treppenhaus mit Klinker hervorgehoben. Klinkersockel, Fensterläden, Treppenhaus mit Klinker hervorgehoben. | 09241777 |
|                                         | Schule mit rückwärtig angebauter Turnhalle | Chemnitzer Straße 13; 15 (Karte)                       | im Kern 1863–1864                        | Baugeschichtlich und ortsgeschichtlich von Bedeutung, geprägt durch einen Umbau im Reformstil der Zeit um 1910. Grundsteinlegung am 19. Mai 1863, eingeweiht 4. April 1864, heute Saxony International School – Internationale Mittelschule. | 09241781 |
|                                         | Wohnhaus, nach rechts in geschlossener Bebauung, und seitliche Einfriedung | Chemnitzer Straße 22 (Karte)                           | um 1890                                  | Gut erhaltener Historismusbau von baugeschichtlicher Bedeutung, mit Klinkerfassade, Einfriedung als schmiedeeiserner Zaun mit Toreinfahrt. Nur Vorderhaus Denkmal, - Wohnhaus: Zweigeschossig, 4 zu 3 Achsen, Klinkermischbauweise (gelber Klinker im Obergeschoss, Putzquaderung und Putzbänder im Erdgeschoss), Obergeschoss durch aufwendig gestaltete Relieffelder unter und über Fenstern, Fensterverdachungen (Dreieckgiebel und Segmentbögen) und Eisengeländer, gestalterisch betont, Traufgesims mit Kragkonsolen, Dacherker mit Bekrönung, - Einfriedung: Seitlich, bestehend aus schmiedeeisernem Zaun und Toreinfahrt. | 09247718 |
|                                         | Mietshaus in geschlossener Bebauung | Chemnitzer Straße 56 (Karte)                           | um 1880                                  | Baugeschichtlich von Bedeutung, gründerzeitliche Putzfassade. Veränderungen an Fassade, Haustür original, Putznutung im Erdgeschoss. | 09241782 |
|                                         | Vier Wohnhäuser als Wohnhauszeile, in geschlossener Bebauung (bauliche Einheit mit Straße des Friedens 1–11), mit Vorgarten | Chemnitzer Straße 82; 84; 86; 88 (Karte)               | um 1925/1930                             | Baugeschichtlich von Bedeutung, Putzfassade mit Klinkergliederung, im traditionalistischen Stil der 1920er Jahre. Siehe Straße des Friedens gleiche Gestaltung. | 09241783 |
| Direkt Bild zu diesem Denkmal hochladen | Schiller-Gedenkstein | Crotenlaider Straße (Karte)                            | 1906                                     | Ortsgeschichtlich von Bedeutung, Granitblock mit Bronzeplakette des Dichters Friedrich Schiller. Steht inmitten des 1905 vom Verschönerungsverein angelegten Schillerparks, anlässlich Hundertjahrfeier des Todestags von Schiller. | 09242021 |
| Direkt Bild zu diesem Denkmal hochladen | Ehemaliges Ferienheim, später Altenheim | Crotenlaider Straße 32 (Karte)                         | 1902                                     | Baugeschichtlich und ortsgeschichtlich von Bedeutung, seltener gründerzeitlicher Fachwerkbau, ehemaliges Ferienkolonieheim. Gelber Klinkerbau mit Fachwerk, Terrasse, errichtet für Schüler von Meerane durch Wohltätigkeitsverein „Fechtschule“. | 09241809 |
| Direkt Bild zu diesem Denkmal hochladen | Rest eines Kalkbrennofens | Crotenlaider Straße 38 (Karte)                         | 19. Jahrhundert                          | Technikgeschichtlich von Bedeutung, recht hohes, quadratisches Exemplar, im 19. Jahrhundert oft zur lokalen Düngemittel- und Baumaterialherstellung erbaut, Beschickung von zweiter Ebene aus gefährdet, quadratischer Grundriss, massive Außenmauern, Bruchstein, Hanglage. | 09241784 |
| Direkt Bild zu diesem Denkmal hochladen | Fabrikantenvilla mit seitlicher Einfriedung | Crotenlaider Straße 43 (Karte)                         | um 1900                                  | Baugeschichtlich von Bedeutung, Gründerzeitgebäude mit markantem Eckturm, vermutlich zur benachbarten Fabrik gehörend. Denkmaltext: Um 1900 erbaute kleine Fabrikantenvilla. Eingeschossiger, teilweise zweigeschossiger Klinkerbau mit dominantem Fachwerkecktürmchen. Die Fassade wird gegliedert durch Werksteingewände, Gesimse, ein Fensterbankgesims und Putzquaderungen. Seitlich wurde ein Eingangsvorbau mit großzügiger Fensterfront angeordnet. Das verzierte Eisengeländer der Eingangstreppe blieb erhalten. Der Dachabschluss erfolgt durch ein steiles Mansarddach mit Falzziegeldeckung. Der Turm schließt mit einer Welschen Haube ab. Das Erdgeschoss enthielt die ursprünglich repräsentativen Wohnräume, von denen heute noch zeittypische Stuckdecken zeugen. Im ausgebauten Dachgeschoss befanden sich offensichtlich die Schlafräume. Der Turm enthält ein kleines Stübchen auf annähernd kreisförmigem Grundriss. Das Haus ist vollunterkellert. Neben Kellern befand sich dort die Waschküche. Der Deckenabschluss erfolgte durch preußische Kappengewölbe auf Doppel-T-Trägern. Das Haus blieb in sehr gutem Originalzustand erhalten, auch wenn zwischenzeitlich Teile der Innenausstattung verloren gingen. Es ist ein typisches Beispiel gründerzeitlicher Fabrikantenvillen kleinstädtischer Unternehmen und erlangt als solches baugeschichtliche Bedeutung. (LfD/2012) Klinkerfassade, Sockel roter Klinker, Haus gelber Klinker, Einfriedung Eisengitter, vermutlich zur Fabrik gehörend, gefährdet. | 09241785 |
|                                         | Wohnhaus in offener Bebauung | Crotenlaider Straße 55 (Karte)                         | um 1900                                  | Baugeschichtlich von Bedeutung, villenartiges Wohnhaus, ungewöhnlicher gründerzeitlicher Fachwerkbau mit Schwebegiebel. Fachwerk-Obergeschoss, Schwebegiebel, gelber Klinker, Sockel roter Klinker, entstellende Holzveranda. | 09241786 |
|                                         | Wohnhaus mit seitlicher Einfriedung | Crotenlaider Straße 57 (Karte)                         | um 1900                                  | Baugeschichtlich von Bedeutung, historisierend mit Schwebegiebel, Schweizerstil, ehemalige Villa Wertheim. Oranger Klinker, Schwebegiebel, kleines hölzernes Vorhäuschen. | 09241787 |
| Direkt Bild zu diesem Denkmal hochladen | Häuslerhaus, Hakenhof | Crotenlaider Weg 28                                    | um 1800                                  | Baugeschichtlich und sozialgeschichtlich von Bedeutung, zum Teil in Fachwerk, alte Ortslage Crotenlaide. Fachwerk-Obergeschoss, Erdgeschoss massiv, teilweise auch Obergeschoss massiv. | 09241788 |
| Direkt Bild zu diesem Denkmal hochladen | Wohnhaus | Crotenlaider Weg 54 (Karte)                            | um 1800                                  | Ländliches Wohnhaus mit Fachwerk-Obergeschoss, baugeschichtlich und sozialgeschichtlich von Bedeutung, alte Ortslage Crotenlaide. Fachwerk-Wohnhaus, Teile des Hauses verputzt und massiv. | 09241790 |
| Direkt Bild zu diesem Denkmal hochladen | Wohnstallhaus eines Bauernhofes | Dittrich 1 (Karte)                                     | um 1800                                  | Alte Ortslage Dittrich, kleiner Fachwerkbau, baugeschichtlich und sozialgeschichtlich von Bedeutung. Fachwerk-Obergeschoss, Erdgeschoss massiv. (ehemals unter Dittricher Weg 1 erfasst, laut ALK aber Dittrich 1) | 09242089 |
| Direkt Bild zu diesem Denkmal hochladen | Wohnstallhaus eines Vierseithofes | Dittrich 2 (Karte)                                     | um 1800                                  | Alte Ortslage Dittrich, mit Fachwerk-Obergeschoss, baugeschichtlich von Bedeutung. Fachwerk-Obergeschoss teilweise erhalten, Erdgeschoss massiv, vermutlich beide Giebel massiv, (ehemals unter Dittricher Weg 2 erfasst, laut ALK aber Dittrich 2) | 09242090 |
| Direkt Bild zu diesem Denkmal hochladen | Seitengebäude eines Vierseithofes | Dittrich 4 (Karte)                                     | um 1800                                  | Alte Ortslage Dittrich, mit Fachwerk-Obergeschoss, baugeschichtlich von Bedeutung. Fachwerk-Obergeschoss, Erdgeschoss massiv, leicht verändert. (ehemals unter Dittricher Weg 4 erfasst, laut ALK aber Dittrich 4) | 09242092 |
| Direkt Bild zu diesem Denkmal hochladen | Stallgebäude eines Vierseithofes | Dittrich 8 (Karte)                                     | um 1800                                  | Alte Ortslage Dittrich, Fachwerkbau, baugeschichtlich und wirtschaftsgeschichtlich von Bedeutung. Fachwerk-Obergeschoss, Erdgeschoss verändert. (ehemals unter Dittricher Weg 8 erfasst, laut ALK aber Dittrich 8) | 09242094 |
| Direkt Bild zu diesem Denkmal hochladen | Wohnstallhaus und zwei miteinander verbundene Stallgebäude eines Vierseithofes | Dittrich 9 (Karte)                                     | um 1800                                  | Alte Ortslage Dittrich, Fachwerkbauten, ursprünglich Gasthof, baugeschichtlich und wirtschaftsgeschichtlich von Bedeutung. Wohnhaus: Holzdecke, ehemals Gasthof, ursprünglich führte Straße durch Hof, Tor, unter Stall zwei Keller, ursprünglich Gang zu Stall – heute nicht mehr. (Ehemals unter Dittricher Weg 9 erfasst, laut ALK aber Dittrich 9) | 09242095 |
| Direkt Bild zu diesem Denkmal hochladen | Wohnstallhaus und Seitengebäude eines Bauernhofes | Dittrich 10 (Karte)                                    | 2. Hälfte 18. Jahrhundert                | Alte Ortslage Dittrich, Fachwerkbauten, Wohnhaus mit strebenreichem Fachwerk, baugeschichtlich von Bedeutung. (ehemals unter Dittricher Weg 10 erfasst, laut ALK aber Dittrich 10) | 09242096 |
| Direkt Bild zu diesem Denkmal hochladen | Stadtplatz | Dr.-Külz-Straße (Karte)                                | 1942                                     | Bemerkenswerte Platzanlage der 1940er Jahre, nach einem Entwurf der renommierten Arbeitsgemeinschaft der Gartengestalter Förster-Mattern-Hammerbacher Potsdam-Bornim, gartengeschichtlich und gartenkünstlerisch von überregionaler Bedeutung. Denkmaltext Beschreibung und Begründung des Gartendenkmals: Der Entwurf für den „Grünplatz am Wunderlich Park Meerane“ wurde 1942 von der Arbeitsgemeinschaft der Gartengestalter Förster-Mattern-Hammerbacher Potsdam-Bornim erstellt. Er ist als grüner Stadtplatz dem Wilhelm-Wunderlich-Park im Süden vorgelagert und bildet ein wichtiges Bindeglied zwischen Quartierbebauung und Park. Die Ausnutzung des Geländes ist äußerst geschickt und beeindruckend datiert. Auf der Ost-Seite des Platzes begleitet ein Fußweg und ein Rasenstreifen mit zweireihiger Lindenallee die nach Norden geneigte Dr.-Külz-Straße, die an dem Parkhotel, Ecke Martinstraße, und dem Zugang zum Park endet. Im Süden, an der Straßenecke zur Äußeren Crimmitschauer Straße, weitet sich der Rasenstreifen zu einem Quadrat mit dreireihigem Baumblock, der im rechten Winkel nach Westen mit einer Baumreihe auf einem Rasenstreifen parallel zur Äußeren Crimmitscher Straße fortgesetzt wird. Eine hohe Stützmauer (Natursteinmauerwerk, mit Brüstungsmauer) begrenzt hier, auf der Südseite des Platzes, eine tiefer liegende Terrassenfläche, die auf ihrer Nord-Seite mit einer Rasenböschung in die zentrale große Rasenfläche ausläuft. Die oben liegende Rasen- und Wegefläche an der Dr.-Külz-Straße (Ostseite des Platzes) wird von einer zweimal abknickenden und nach Norden auslaufenden Stützmauer (Natursteinmauerwerk, mit Brüstungsmauer) abgefangen. An der Nord- und Westseite führt ein straff in Bögen gezogener Weg zu den Eckanbindungen des Platzes. In Gruppen gepflanzte Kastanienbäume, Linden, Silberahorn, Buchen und Platanen bilden an der Außenseite des Weges die Rahmung der zentralen Rasenfläche. Ein unterhalb der Ostmauer liegender Weg wird über einen ansteigenden Rampenweg nach Süden zur Terrasse und oberen Ebene des Platzes geführt. Eine 1982 geschaffene Reliefwand „Spielende Kinder“ der Künstlerin Astrid Dannegger wurde 2005 als spätere Zugabe im Südost-Eckbereich aufgestellt. Der in Flächen und Höhen versetzt angelegte Platz hat in seiner Raumwirkung eine hohe gartengeschichtliche und -künstlerische Brisanz. (LfD/2014; Ragnhild Kober-Carrière) | 09306212 |
|                                         | Mietshaus in geschlossener Bebauung | Dr.-Külz-Straße 15 (Karte)                             | um 1910                                  | Baugeschichtlich von Bedeutung, Gründerzeitgebäude, mit ungewöhnlich gestaltetem Erker. Mischbau, weiße glasierte Ziegel, Putzerker mit Balkon, Kellervergitterungen. | 09241791 |
|                                         | Mietshaus in geschlossener Bebauung | Dr.-Külz-Straße 17 (Karte)                             | um 1910                                  | Baugeschichtlich von Bedeutung, Gründerzeitgebäude, mit ungewöhnlich gestaltetem Erker. Mischbau, glasierte blaue und türkise Ziegel, verputzter Erker, Tür und Fenster original, Fenstergitter, Ausblick zum Park. | 09241792 |
|                                         | Mietshaus in geschlossener Bebauung konzipiert | Dr.-Külz-Straße 24 (Karte)                             | bezeichnet 1901                          | Baugeschichtlich von Bedeutung, Gründerzeitgebäude, Klinkerfassade, prächtiger Giebel. Mischbau, Klinker-Obergeschoss, reiche Fenstergestaltung im ersten Stock. | 09241793 |
|                                         | Mietshaus in geschlossener Bebauung | Dr.-Külz-Straße 26 (Karte)                             | bezeichnet 1900                          | Baugeschichtlich von Bedeutung, Gründerzeitgebäude, Klinkerfassade, aufwändig gestalteter Giebel. Mischbau, Klinker-Obergeschoss, Zwerchgiebel, reiche Fassadengliederung. | 09241794 |
|                                         | Mietshaus in geschlossener Bebauung konzipiert | Dr.-Külz-Straße 27 (Karte)                             | um 1900                                  | Baugeschichtlich von Bedeutung, Gründerzeitgebäude, Klinkerfassade. Klinker-Obergeschoss, Zwerchgiebel, hübsche Fassadengliederung. | 09303673 |
|                                         | Mietshaus in geschlossener Bebauung | Dr.-Külz-Straße 28 (Karte)                             | um 1900                                  | Baugeschichtlich von Bedeutung, Gründerzeitgebäude, Klinkerfassade, Giebel mit Muschelornamentik. Mischbau, Klinker-Obergeschoss, Zwerchgiebel, reiche Fassadengliederung. | 09241795 |
|                                         | Haustor eines Wohnhauses | Dr.-Külz-Straße 38 (Karte)                             | um 1890                                  | Handwerklich-künstlerisch von Bedeutung, im Stil der Neorenaissance. | 09241796 |
|                                         | Vier Wohnhäuser als Reihenhaus in offener Bebauung, mit Vorgarten | Dr.-Külz-Straße 66; 68; 70; 72 (Karte)                 | um 1925/1930                             | Baugeschichtlich von Bedeutung, im Heimatstil. Einfriedungen erneuert und kein Denkmal. | 09241799 |
|                                         | Wohnhaus (mit drei Eingängen) über winkelförmigem Grundriss | Emil-Schleicher-Straße 19; 21; 23 (Karte)              | bezeichnet 1938                          | Baugeschichtlich von Bedeutung, im Heimatstil, Putzfassade mit Arkadengang und Bildmotiven. Putzfassade, Bildmotiv über Eingang. | 09241931 |
| Direkt Bild zu diesem Denkmal hochladen | Wohnhaus in halboffener Bebauung | Färbergasse 5 (Karte)                                  | 2. Hälfte 19. Jahrhundert                | Baugeschichtlich von Bedeutung, verputzter Bruchsteinbau mit Porphyr-Fenstergewänden. Schlechter Bauzustand, Porphyrgewände zum Teil erhalten, Haustür original, Erdgeschoss Bruchsteinmauerwerk. | 09241805 |
| Direkt Bild zu diesem Denkmal hochladen | Wohnhaus | Freiheitsgasse 6 (Karte)                               | 1. Hälfte 18. Jahrhundert                | Alte Ortslage Waldsachsen, baugeschichtlich und sozialgeschichtlich von Bedeutung, mit Fachwerk-Obergeschoss. Vielleicht Wohnhaus eines ehemaligen kleinen Bauerngutes, Originale Fensteröffnungen an Traufseite erhalten, alte Holzeinschubdecke. | 09242114 |
| Direkt Bild zu diesem Denkmal hochladen | Wohnstallhaus | Freiheitsgasse 10 (Karte)                              | um 1800                                  | Alte Ortslage Waldsachsen, baugeschichtlich von Bedeutung, mit Fachwerk-Obergeschoss. Eventuell kleines Bauerngut, Tür im Obergeschoss, Fachwerk-Obergeschoss, Erdgeschoss massiv, traufseitig erweitert. | 09242115 |
| Weitere Bilder                          | Volkshaus und rückwärtiger Saalanbau sowie Garagenanbau | Friedhofstraße 5b (Karte)                              | 1928–1929                                | Mit Gaststätte und Gartenlokal, Putzfassade im Stil des Art déco, baugeschichtlich und ortsgeschichtlich von Bedeutung. Grundsteinlegung 1. Mai 1927, nach Plan Soziale Bauhütte Glauchauund Bauausführung, ehemaliger Eigentümer: „Verein Volkshaus GmbH“. | 09241810 |
|                                         | Wohnhaus in Ecklage | Friedrichstraße 2 (Karte)                              | um 1840                                  | Baugeschichtlich und städtebaulich von Bedeutung, schlichte Putzfassade, schöne Haustür. Mit Laden, Spätaufgestockter und angebaut, Fassaderaße verändert – rückführbar in Marienst, schöne Haustür erhalten. | 09241811 |
| Direkt Bild zu diesem Denkmal hochladen | Mietshaus in ehemals geschlossener Bebauung | Friedrichstraße 8 (Karte)                              | 2. Hälfte 19. Jahrhundert                | Baugeschichtlich von Bedeutung, gründerzeitlich-klassizistische Putzfassade. Fensterüberdachungen, Originalhaustür. | 09241814 |
|                                         | Mietshaus in Ecklage und geschlossener Bebauung | Gartenstraße 11 (Karte)                                | um 1880                                  | Baugeschichtlich von Bedeutung, Gründerzeitgebäude mit Eckbetonung. Putznutung im Erdgeschoss Fenster original, Ornamentfries unter Dach teilweise. | 09241816 |
|                                         | Mietshaus in halboffener Bebauung | Gartenstraße 12 (Karte)                                | um 1900                                  | Baugeschichtlich von Bedeutung, gründerzeitliche Klinkerfassade. Klinkermischbauweise, roter Klinker, Haustür original. | 09241817 |
|                                         | Mietshaus in halboffener Bebauung | Gartenstraße 13 (Karte)                                | um 1900                                  | Baugeschichtlich von Bedeutung, gründerzeitliche Klinkerfassade. Klinkermischbauweise, Sockel glasierte Ziegel, Farbgebung nicht richtig, schöne originale Haustür. | 09241818 |
|                                         | Mietshaus in geschlossener Bebauung | Gartenstraße 14 (Karte)                                | um 1900                                  | Baugeschichtlich von Bedeutung, prächtige gründerzeitliche Klinkerfassade mit Balkonen. Klinkermischbauweise, zwei Balkone, Fensterüberdachungen, gelber Klinker. | 09241819 |
|                                         | Mietshaus in geschlossener Bebauung | Gartenstraße 15 (Karte)                                | bezeichnet 1900                          | Baugeschichtlich von Bedeutung, kräftige gründerzeitliche Klinkerfassade. Klinkerfassade. | 09241820 |
|                                         | Mietshaus in geschlossener Bebauung | Gartenstraße 16 (Karte)                                | um 1900                                  | Baugeschichtlich von Bedeutung, reich ornamentierte, mittenbetonte gründerzeitliche Putzfassade. Putzfassade. | 09303674 |
|                                         | Mietshaus in geschlossener Bebauung | Gartenstraße 17 (Karte)                                | bezeichnet 1900                          | Baugeschichtlich von Bedeutung, kräftige gründerzeitliche Klinkerfassade. Klinkerfassade, Haustüren verändert, reicher Fassadenschmuck. | 09241821 |
|                                         | Mietshaus in geschlossener Bebauung | Gartenstraße 21 (Karte)                                | um 1900                                  | Baugeschichtlich von Bedeutung, gründerzeitliche Klinkerfassade durch Zwerchhaus betont. Klinkermischbauweise, gelber Klinker, zweigeschossig. | 09241822 |
|                                         | Mietshaus in geschlossener Bebauung | Gartenstraße 25                                        | um 1900                                  | Mit Laden, baugeschichtlich von Bedeutung, gründerzeitliche Klinkerfassade. Klinkermischbauweise, roter Klinker. | 09241823 |
|                                         | Mietshaus in geschlossener Bebauung | Gartenstraße 27 (Karte)                                | um 1900/1905                             | Baugeschichtlich von Bedeutung, gründerzeitliche Klinkerfassade. Klinkermischbauweise: roter Klinker. | 09241824 |
|                                         | Mietshaus in geschlossener Bebauung | Gerberstraße 9 (Karte)                                 | um 1900                                  | Baugeschichtlich von Bedeutung, gründerzeitliche Klinkerfassade. Klinkerfassade, Tür und Fenster original, Veränderungen im Dachbereich, Holzpflasterung. | 09241827 |
| Direkt Bild zu diesem Denkmal hochladen | Villa mit Garten und Einfriedung | Gerberstraße 18 (Karte)                                | um 1890                                  | Baugeschichtlich von Bedeutung, Gründerzeitgebäude. Quadratische Grundfläche, Putzfassade, im Dachbereich kleinere Veränderungen, Balkon, Erker, Zaun original. | 09241828 |
| Direkt Bild zu diesem Denkmal hochladen | Villa mit Werkstattgebäude und Garten (mit Resten des Gehölzbestandes) | Gerberstraße 20 (Karte)                                | Ende 19. Jahrhundert                     | Gebäude der Gründerzeit im Schweizerhaus-Stil, baugeschichtlich von Bedeutung. Schwebegiebel, Putzfassade, Holzveranda, Fachwerkelemente. | 09241941 |
|                                         | Villa mit Villengarten und Einfriedung | Gerberstraße 23 (Karte)                                | um 1915                                  | Baugeschichtlich und gartengeschichtlich von Bedeutung, im Reformstil der Zeit um 1910. Denkmaltext Beschreibung und Begründung des Gartendenkmals: Die Villa wurde als eine der letzten in Ecklage zur Schwanefelder Straße 1909 in diesem Villenviertel erbaut. Der Villengarten nimmt das ganze dreieckförmige Straßenquartier ein. Er besteht aus den Teilen: Zufahrt, Zugang zum Haus, Neugierde (Ecke Gerberstraße / Schwanefelder Straße), parkartiger Bereich, Obst- und Gemüsegarten, wahrscheinlich ehemaliger Ziergarten mit Rasenfläche und Steingarten in regelmäßiger Form unterhalb der Terrasse sowie eine kleine Anhöhe an der Ecke Gerberstraße/Obere Bahnstraße mit Baumgruppe (Schwarzkiefer, zwei Robinien, zwei Eiben). Der parkartige Bereich im Osten der Villa weist folgende Bäume auf: Magnolie, Blaufichte, Rhododendren, zwei Eichen, Linden, Esche. Ein Solitärbaum (Buche) steht in der Nähe der Anhöhe. Trotz Teilung des GrundstücBahnhof Meerane mit RE nach Göttingenks, Einfügung von Garagen, Fällung von hausnahen Koniferen und Einfügung eines Katzengeheges ist die Grundstruktur des Gartens im Wesentlichen erhalten. Besonders hervorzuheben ist die Terrasse mit breiter Treppe auf der Nordost-Seite der Villa, die Garten und Haus großzügig verbindet. Von der Einfriedung sind Sockel und Pfeiler sowie Tür- und Torflügel aus Metallkonstruktion erhalten. Der Zugangsweg zum Haus weist Mosaiksteinpflaster mit Zierband aus Klinkern auf. Durch die exponierte Lage hat der das ganze Quartier einnehmende Villengarten insbesondere durch seinen Gehölzbestand städtebauliche und straßenbildprägende Bedeutung. Seine erhaltene Grundstruktur ist von gartenhistorischem Interesse für die Zeit des Reformgartens um 1910. (LfD/2014; Ragnhild Kober-Carrière) | 09241829 |
|                                         | Mietshaus mit seitlicher Einfriedung und Garten | Geschwister-Scholl-Straße 1 (Karte)                    | um 1900                                  | Herrschaftliches Wohnhaus des späten Historismus, baugeschichtlich und städtebaulich von Bedeutung. Bleiglasfenster, guter Originalbestand, Zaun, neogotische Elemente. | 09241830 |
|                                         | Wohnhaus mit seitlicher Einfriedung | Geschwister-Scholl-Straße 3 (Karte)                    | um 1905                                  | Villenartiges historisierendes Wohnhaus mit reicher Gliederung und Volutengiebel, baugeschichtlich von Bedeutung. Zyklopenmauerwerk Sockel, Putzfassade, ein Fenster verändert, Farbglasfenster am Wintergarten. | 09241831 |
|                                         | Villa mit Garten und Resten der Einfriedung | Geschwister-Scholl-Straße 4 (Karte)                    | Geschwister-Scholl-Straße 4, Meerane.jpg | Baugeschichtlich von Bedeutung, Gehölzbestand ist straßenbildprägend, im Reformstil der Zeit um 1910. Denkmaltext Beschreibung und Begründung des Gartendenkmals: Der Garten wurde wahrscheinlich im Zuge der Erbauung der Villa angelegt. Der relativ kleine Garten hat eher eine Vorgartenwirkung und die Gehölze eine, die Villa rahmende sowie auch abschirmende Funktion. Die Zufahrt ist mit Großsteinpflaster (Granit, rot) und der Zugangsweg mit Mosaiksteinpflaster (Granit, grau) befestigt. Sandsteinelemente des Zaunes (Stützmauer, ein Pfeiler, Abdeckungen) sind an der Südgrenze erhalten. Die West-Ecke wurde vom Grundstück abgetrennt (Sichtdreieck an der Straßenkreuzung) und als Sitzplatz öffentlich zugängig gemacht. Inzwischen gehört diese Fläche wieder zum Garten. Sie weist heute keine Originalbestandteile der Einfriedung auf, Teile der alten Einfriedung wurden aber als Zwischenabgrenzung zweitverwendet und liegen als Stufe im Boden. An der Geschwister-Scholl-Straße sind Sockel und Pfeiler sowie Tor- und Türpfeiler aus verputztem Mauerwerk vorhanden. Wertvolle Solitärbäume sind Bergahorn, Linde, Magnolie, Buche und Robinie. Zier- und Decksträucher stehen an den Grundstücksgrenzen. Ein erhöht liegender Sitzplatz (Neugierde) mit Balustrade befindet sich an der Südgrenze. Das exponiert liegende Villengrundstück (Ecklage und Bahnhofsnähe) ist mit seinem wertvollen Gehölzbestand straßenbildprägend und von städtebaulicher Bedeutung. Die Anlage des Gartens mit den auf die Villa bezogenen Stellungen der Gehölze ist gestalterisch wertvoll. (LfD/2014; Ragnhild Kober-Carrière) Zaun | 09241832 |
|                                         | Wohnhaus in halboffener Bebauung mit seitlicher Toreinfahrt | Geschwister-Scholl-Straße 5 (Karte)                    | um 1910                                  | Villenartiges Wohnhaus der Gründerzeit, durch Eckerker betont, baugeschichtlich von Bedeutung. Fachwerk am Türmchen, Balkon, Zwerchgiebel, Wintergarten, Tor, eventuell Villa oder Mietvilla. | 09241833 |
|                                         | Villa | Geschwister-Scholl-Straße 6 (Karte)                    | um 1912                                  | Baugeschichtlich von Bedeutung, im Reformstil der Zeit um 1910. Putz, Fassadengliederung, Fenster original, Reste von Tor und Befestigung Halterung der Blumenkästen. | 09241834 |
|                                         | Wohnhaus in halboffener Bebauung mit seitlicher Toreinfahrt | Geschwister-Scholl-Straße 7 (Karte)                    | bezeichnet 1897                          | Prächtiges historisierendes Wohnhaus mit straßenbildprägendem Erker, zum Garten Balkonvorbau, baugeschichtlich von Bedeutung. Klinkerfassade, Erker im ersten Stock, axiale Ausrichtung, Atlant, Sockel verputzt, Dachgeländer, Balkon, Tor. | 09241835 |
|                                         | Mietshaus in geschlossener Bebauung | Geschwister-Scholl-Straße 13 (Karte)                   | bezeichnet 1895                          | Baugeschichtlich von Bedeutung, gründerzeitliche Klinkerfassade, reiche Fassadengliederung. Erdgeschoss verputzt, Putzquaderung, erster Stock Klinker, reiche Fassadengliederung, Haustür original, Fenster im Dachbereich verändert. | 09241837 |
|                                         | Mietshaus in geschlossener Bebauung | Geschwister-Scholl-Straße 15 (Karte)                   | um 1890                                  | Baugeschichtlich von Bedeutung, gründerzeitliche Putzfassade. Putzfassade | 09241838 |
|                                         | Mietshaus in offener Bebauung mit seitlicher Einfriedung und Garten | Geschwister-Scholl-Straße 18 (Karte)                   | um 1910                                  | Villenartiges Mietshaus mit Fachwerkgiebeln, Gebäude im Stil des späten Historismus, baugeschichtlich und straßenbildprägend von Bedeutung. Reiche Fassadengestaltung, Zwerchgiebel und Kniestock mit Fachwerk, Schwebegiebel, Balkon, Jugendstilornamentik an Türen und Fenster, Bleiglasfenster Treppenhaus. | 09241839 |
|                                         | Fabrikanlage | Glauchauer Straße 9 (Karte)                            | um 1880                                  | Baugeschichtlich und ortsgeschichtlich von Bedeutung, ehemalige Eisengießerei, Klinkerbau. Roter Klinker. | 09241842 |
| Direkt Bild zu diesem Denkmal hochladen | Wohnstallhaus, Stallgebäude und Scheune eines ehemaligen Vierseithofes | Götzenthal 7 (Karte)                                   | um 1790                                  | Baugeschichtlich, sozialgeschichtlich und wirtschaftsgeschichtlich von Bedeutung, Fachwerkbauten, Wohnhaus mit originalem Türgewände, alte Ortslage Götzenthal. - Wohnhaus: Einseitiges Krüppelwalmdach, Fachwerk-Obergeschoss verputzt, Erdgeschoss massiv, originales Türgewände, - Andere Gebäude: Satteldach, außer Scheune schlechter Bauzustand. | 09241845 |
| Direkt Bild zu diesem Denkmal hochladen | Wohnstallhaus eines Vierseithofes | Götzenthal 9 (Karte)                                   | um 1800                                  | Baugeschichtlich von Bedeutung, Fachwerkhaus, weiter Dachüberstand an einer Traufseite, alte Ortslage Götzenthal. Fachwerk-Obergeschoss, Erdgeschoss massiv, Giebel verbrettert, weiter Dachüberstand an einer Traufseite, Fenster im Obergeschoss teilweise zu groß. | 09241846 |
| Direkt Bild zu diesem Denkmal hochladen | Bäuerliches Wohnhaus mit kleinem Seitengebäude | Götzenthal 10 (Karte)                                  | um 1800                                  | Baugeschichtlich von Bedeutung, Wohnhaus ein Fachwerkbau. Fachwerk-Obergeschoss, Erdgeschoss massiv und Giebel, rückseitig Anbauten, gezapfte Holzverbindungen. | 09241847 |
|                                         | Wohnhaus mit angebautem Seitenflügel | Götzenthal 13 (Karte)                                  | 1. Hälfte 18. Jahrhundert                | Kleiner Hakenhof von baugeschichtlicher Bedeutung, Wohnhaus mit altertümlicher Fachwerkkonstruktion (Kopfstreben, Thüringer-Leiter-Fachwerk), alte Ortslage Götzenthal. Geblattete Kopfbänder und bei späterem Anbau gezapfte Streben, Obergeschoss Giebel Rautenornament, bei älterem Teil geblattete Holzverbindungen, Erdgeschoss massiv, Satteldach, am Wohnhaus Giebeldreieck verbrettert, Stall nicht mehr zu sehen, Reste Thüringer Leiter. | 09241848 |
| Direkt Bild zu diesem Denkmal hochladen | Häuslerhaus | Götzenthal 17 (Karte)                                  | um 1800                                  | Baugeschichtlich von Bedeutung, Fachwerkbau, alte Ortslage Götzenthal. - Wohnhaus: Erdgeschoss massiv, Fachwerk-Obergeschoss, Satteldach, - Scheune: Fachwerk. | 09241849 |
| Weitere Bilder                          | Kirche und Denkmal für die Gefallenen des Ersten Weltkrieges auf dem Kirchhof | Hauptstraße (Karte)                                    | im Kern um 1200                          | Alte Ortslage Waldsachsen, baugeschichtlich, ortsgeschichtlich und ortsbildprägend von Bedeutung, barock überformte, romanische Saalkirche mit eingezogenem Chor und Apsis sowie mit kleinem Dachreiter. Ursprünglich romanisch, flachgedecktes Schiff, eingezogenes Chorquadrat, halbkreisförmige Apsis. | 09242118 |
| Direkt Bild zu diesem Denkmal hochladen | Häuslerhaus | Hauptstraße 17 (Karte)                                 | um 1800                                  | Alte Ortslage Waldsachsen, sozialgeschichtlich von Bedeutung, mit Fachwerk-Obergeschoss, straßenraumbestimmend. Gezapfte Holzverbindungen, straßenraumbestimmend, Giebelständig –vermutlich massiver Giebel und Erdgeschoss. | 09242119 |
| Direkt Bild zu diesem Denkmal hochladen | Wohnstallhaus, Stallgebäude und Scheune eines Vierseithofes | Hauptstraße 25 (Karte)                                 | bezeichnet 1824                          | Alte Ortslage Waldsachsen, baugeschichtlich, sozialgeschichtlich und wirtschaftsgeschichtlich von Bedeutung, Fachwerkbauten, Wohnhaus mit Thüringer-Leiter-Fachwerk. Wohnhaus: Giebel massiv, datiert am Türgewände, Balkonanbau auf Rückseite. | 09242120 |
| Direkt Bild zu diesem Denkmal hochladen | Scheune eines Vierseithofes | Hauptstraße 27 (Karte)                                 | 2. Hälfte 19. Jahrhundert                | Alte Ortslage Waldsachsen, baugeschichtlich und wirtschaftsgeschichtlich von Bedeutung, Fachwerkbau. Nicht besichtigt, wahrscheinlich verlängert. | 09242121 |
| Direkt Bild zu diesem Denkmal hochladen | Torhaus und Wohnstallhaus eines ehemaligen Vierseithofes | Hauptstraße 29 (Karte)                                 | um 1700                                  | Alte Ortslage Waldsachsen, baugeschichtlich von Bedeutung, ortsbildprägende Fachwerkbauten, strebenreiches Fachwerk, Wohnhaus mit Resten der Umgebindekonstruktion. Wohnhaus: Schiffchenkehlen in Füllhölzern, Erdgeschoss mit Resten Umgebinde, gezapfte Knaggen dort – geschweift, ein Giebel massiv, Fachwerk im Erdgeschoss teilweise erhalten. | 09242123 |
| Direkt Bild zu diesem Denkmal hochladen | Häuslerhaus mit angebautem Seitengebäude | Hauptstraße 32 (Karte)                                 | um 1800                                  | Alte Ortslage Waldsachsen, baugeschichtlich und sozialgeschichtlich von Bedeutung, Fachwerkbau. Erdgeschoss massiv, gezapfte Holzverbindungen, Satteldach, angebautes kleines Seitengebäude. | 09242122 |
| Direkt Bild zu diesem Denkmal hochladen | Stallgebäude eines Vierseithofes | Hauptstraße 35 (Karte)                                 | um 1830                                  | Alte Ortslage Waldsachsen, baugeschichtlich und wirtschaftsgeschichtlich von Bedeutung, mit Fachwerk-Obergeschoss, ortsbildprägend. Massiver Giebel, Erdgeschoss Bruchstein. | 09242126 |
|                                         | Gasthof | Hauptstraße 39 (Karte)                                 | 1901                                     | Alte Ortslage Waldsachsen, Gründerzeitgebäude, ortsgeschichtlich von Bedeutung. Klinkermischbauweise, rückseitig entstellende Anbauten. | 09242127 |
| Direkt Bild zu diesem Denkmal hochladen | Scheune eines Vierseithofes | Hauptstraße 41 (Karte)                                 | nach 1800                                | Alte Ortslage Waldsachsen, baugeschichtlich und wirtschaftsgeschichtlich von Bedeutung, Fachwerkbau, Durchfahrtsscheune an der Gartenseite. Nicht besichtigt, vermutlich schlechter Bauzustand. | 09242128 |
| Direkt Bild zu diesem Denkmal hochladen | Häuslerhaus | Hauptstraße 42 (Karte)                                 | um 1800                                  | Alte Ortslage Waldsachsen, sozialgeschichtlich von Bedeutung, Fachwerkbau. Nachträglich verlängert, Erdgeschoss verändert, ein zu großes Fenster, ein Giebel massiv, aber wichtig für Straßenraum. | 09242129 |
| Direkt Bild zu diesem Denkmal hochladen | Stallgebäude eines Vierseithofes | Hauptstraße 49 (Karte)                                 | bezeichnet 1846                          | Alte Ortslage Waldsachsen, baugeschichtlich und wirtschaftsgeschichtlich von Bedeutung. Massiver Giebel – „1846“ datiert. | 09242130 |
| Direkt Bild zu diesem Denkmal hochladen | Häuslerhaus | Hauptstraße 52 (Karte)                                 | um 1800                                  | Alte Ortslage Waldsachsen, baugeschichtlich und sozialgeschichtlich von Bedeutung, Obergeschoss Fachwerk. Fachwerk-Obergeschoss, Erdgeschoss massiv, Türstock erhalten, Giebel verschiefert. | 09242131 |
| Direkt Bild zu diesem Denkmal hochladen | Wohnhaus (Umgebindehaus) mit angebautem Seitenflügel | Hauptstraße 54 (Karte)                                 | um 1700                                  | Alte Ortslage Waldsachsen, baugeschichtlich und ortsgeschichtlich von Bedeutung, seltenes Umgebindehaus, ehemalige Schmiede. Mit Umgebinde, gezapfte Knaggen, an Giebelseite geblattete Kopfbänder, Fachwerk im Erdgeschoss erhalten, Obergeschoss mit gezapften Holzverbindungen. | 09242132 |
| Direkt Bild zu diesem Denkmal hochladen | Seitengebäude und Stallgebäude eines Vierseithofes, winkelförmig aneinandergebaut | Hauptstraße 55 (Karte)                                 | um 1820                                  | Alte Ortslage Waldsachsen, baugeschichtlich von Bedeutungs, straßenraumbildende Fachwerkbauten. Seitengebäude: Garageneinbauten im Erdgeschoss Hofseite, aber straßenraumbildend. | 09242133 |
| Direkt Bild zu diesem Denkmal hochladen | Scheune eines Vierseithofes | Hauptstraße 57 (Karte)                                 | um 1800                                  | Alte Ortslage Waldsachsen, baugeschichtlich und wirtschaftsgeschichtlich von Bedeutung, Fachwerkbau. Im Erdgeschoss teilweise massiv unterfahren. | 09242135 |
| Direkt Bild zu diesem Denkmal hochladen | Scheune eines Vierseithofes | Hauptstraße 59 (Karte)                                 | um 1840                                  | Alte Ortslage Waldsachsen, baugeschichtlich und wirtschaftsgeschichtlich von Bedeutung. Massiver Giebel, eventuell später verlängert. | 09242136 |
| Direkt Bild zu diesem Denkmal hochladen | Seitengebäude eines Vierseithofes | Hauptstraße 61 (Karte)                                 | um 1800                                  | Alte Ortslage Waldsachsen, baugeschichtlich von Bedeutung, Fachwerkbau. Im Erdgeschoss verändert, kein herausragendes Bauwerk. | 09242137 |
| Direkt Bild zu diesem Denkmal hochladen | Wohnstallhaus (Nr. 64) und Seitengebäude (Nr. 62) eines Vierseithofes | Hauptstraße 62; 64 (Karte)                             | um 1830                                  | Alte Ortslage Waldsachsen, baugeschichtlich und wirtschaftsgeschichtlich von Bedeutung, mit Fachwerk-Obergeschoss. Wohnstallhaus: Massiver Giebel, Erdgeschoss verändert. | 09242138 |
| Direkt Bild zu diesem Denkmal hochladen | Stallgebäude und Scheune eines Vierseithofes | Hauptstraße 65 (Karte)                                 | um 1800                                  | Alte Ortslage Waldsachsen, baugeschichtlich und wirtschaftsgeschichtlich von Bedeutung, ortsbildprägende Fachwerkbauten. Stall: Tür im Obergeschoss, ein Bogen einer Oberlaube mit gezapften Knaggen. | 09242139 |
| Direkt Bild zu diesem Denkmal hochladen | Wohnstallhaus, Stallgebäude und Seitengebäude (ehemals Torhaus) sowie Torbogen eines ehemaligen Vierseithofes | Hauptstraße 66 (Karte)                                 | 1856                                     | Alte Ortslage Waldsachsen, baugeschichtlich, sozialgeschichtlich und wirtschaftsgeschichtlich von Bedeutung, strebenreiches Fachwerk, zum Teil Thüringer-Leiter-Fachwerk. Massiv. | 09242140 |
| Direkt Bild zu diesem Denkmal hochladen | Toranlage (Torbogen und Pforte) und Stallgebäude eines Bauernhofes | Hauptstraße 67; 67b (Karte)                            | bezeichnet 1763 (Torbogen)               | Alte Ortslage WaldsachsenFachwerkbau, Leutepforte der Toranlage mit schönem barocken Schlussstein, baugeschichtlich und wirtschaftsgeschichtlich von Bedeutung. Torbogen: an der Pforte datiert mit Schlussstein, Stall: Hofseite teilweise massiv. | 09242141 |
| Direkt Bild zu diesem Denkmal hochladen | Wohnstallhaus (Nr. 68) und Scheune (Nr. 68a) eines Bauernhofes | Hauptstraße 68; 68a (Karte)                            | 1845                                     | Alte Ortslage Waldsachsen, baugeschichtlich und wirtschaftsgeschichtlich von Bedeutung, Fachwerkbauten. Bauherr: Gottlieb Portzig, Blockstube erhalten mit Einschubdecke, Fenster im Erdgeschoss mit erhaltenem Holzstock, Ständer erhalten. | 09242142 |
| Direkt Bild zu diesem Denkmal hochladen | Wohnstallhaus eines Dreiseithofes | Hauptstraße 69 (Karte)                                 | um 1800                                  | Alte Ortslage Waldsachsen, baugeschichtlich von Bedeutung, Fachwerkbau. Erdgeschoss massiv unterfahren. | 09242143 |
| Direkt Bild zu diesem Denkmal hochladen | Scheune eines Vierseithofes | Hauptstraße 71 (Karte)                                 | 19. Jahrhundert                          | Alte Ortslage Waldsachsen, wirtschaftsgeschichtlich von Bedeutung, Fachwerk-Scheune. Nicht besichtigt. | 09242144 |
| Direkt Bild zu diesem Denkmal hochladen | Ehemaliges Seitengebäude (heute Wohnhaus, Nr. 73) und Wohnstallhaus (Nr. 75) sowie Toreinfahrt eines Vierseithofes | Hauptstraße 73; 75 (Karte)                             | wohl 1823 (Seitengebäude)                | Alte Ortslage Waldsachsen, baugeschichtlich von Bedeutung, Fachwerkbauten, Seitengebäude ehemals mit Schlussstein bezeichnet „1823“. - Seitengebäude: Heute Wohnhaus, Spruch in Schwelle, - Wohnstallhaus: Geblattete Kopfbänder (?), Erdgeschoss massiv unterfahren – entstellend, Giebel massiv, Haus eventuell nachträglich verbreitert. | 09242145 |
| Direkt Bild zu diesem Denkmal hochladen | Wohnstallhaus und angebautes Seitengebäude (Torhaus) eines Bauernhofes | Hauptstraße 74 (Karte)                                 | um 1810                                  | Alte Ortslage Waldsachsen, baugeschichtlich von Bedeutung, Wohnhaus mit Thüringer-Leiter-Fachwerk, ortsbildprägende Lage neben dem Kirchhof. - Wohnhaus: Giebel zu große Fenster, - Torhaus: Im Torbogen Schlussstein, Gehöft liegt neben Friedhof, ein Gebäude abgerissen, Torhaus geschädigt. | 09242146 |
| Direkt Bild zu diesem Denkmal hochladen | Seitengebäude (mit Tordurchfahrt) eines ehemaligen Vierseithofes | Hauptstraße 76 (Karte)                                 | um 1830                                  | Alte Ortslage Waldsachsen, baugeschichtlich und wirtschaftsgeschichtlich von Bedeutung, Fachwerkbau. Stall mit Durchfahrt. | 09242147 |
| Direkt Bild zu diesem Denkmal hochladen | Wohnstallhaus, Seitengebäude (mit Tordurchfahrt), Stallgebäude und Scheune eines Vierseithofes sowie Vorgarten mit Einfriedung | Hauptstraße 78 (Karte)                                 | um 1810                                  | Alte Ortslage Waldsachsen, baugeschichtlich, sozialgeschichtlich und wirtschaftsgeschichtlich von Bedeutung, weitgehend geschlossen erhaltener Bauernhof in Fachwerkbauweise, zum Teil in Thüringer-Leiter-Fachwerk. - Wohnhaus: Giebel verschiefert, traufseitiger Anbau, Sonnenmotiv am Giebel, zu große Fenster im Obergeschoss, im Erdgeschoss verändert, - Stall mit Durchfahrt: Besser erhalten. | 09242148 |
| Direkt Bild zu diesem Denkmal hochladen | Häuslerhaus | Hauptstraße 82 (Karte)                                 | 19. Jahrhundert                          | Alte Ortslage Waldsachsen, sozialgeschichtlich von Bedeutung. | 09242149 |
| Direkt Bild zu diesem Denkmal hochladen | Wohnhaus | Hauptstraße 88 (Karte)                                 | um 1900                                  | Alte Ortslage Waldsachsen, gründerzeitliches Wohnhaus in dörflicher Lage, mit seltenen Fachwerkelementen. Mit Fachwerkelementen und Schwebegiebel. | 09242150 |
|                                         | Wohnhaus | Heinrich-Heine-Straße 7 (Karte)                        | um 1930                                  | Baugeschichtlich von Bedeutung, im traditionalistischen Stil der 1920er/1930er Jahre. | 09241854 |
|                                         | Wohnhaus (ehemals mit Restaurant) in geschlossener Bebauung | Heinrichstraße 39 (Karte)                              | um 1870                                  | Baugeschichtlich von Bedeutung, interessant gestalteter Gründerzeitbau, kräftig gegliederte Putzfassade. Fassade erhalten. | 09241853 |
|                                         | Armenhaus | Hirschgrundstraße 11 (Karte)                           | 1893                                     | Später Pflegeheim, baugeschichtlich und ortsgeschichtlich von Bedeutung, gründerzeitlicher Klinkerbau. Klinkerfassade, eingeweiht 3. Dezember 1893. | 09241855 |
|                                         | Wohnhaus | Höckendorfer Straße 1 (Karte)                          | um 1890                                  | Historisierend, in der alten Ortslage Seiferitz, mehrfarbige Klinkerfassade, turmartig überhöhter Mittelrisalit, baugeschichtlich von Bedeutung. Klinkermischbauweise, Putzstuck, Putznutung und Wölbung Erdgeschoss, Fensterüberdachungen, ursprünglich Wohnhaus zu Werkstattgebäude im Hinterhof. | 09242097 |
|                                         | Villa mit Garten (darin zwei Pergolen und Stützmauer), Garage und Einfriedung (mit Toreinfahrt) | Hohe Straße 12 (Karte)                                 | um 1915                                  | Kunsthistorisch, baugeschichtlich und gartenkünstlerisch von Bedeutung, monumentaler Villenbau im Reformstil der Zeit um 1910, in gutem Originalzustand. Denkmaltext Beschreibung und Begründung des Gartendenkmals: Der im Reformstil angelegte Villengarten gliedert sich in einen Vorgarten (1), einen dreieckförmigen Gartenhof mit Garage (2), einen landschaftlichen hausnahen Gartenteil (3) und den geometrischen Gartenteil in der vom Haus abgewinkelten Gartenachse (4). Bindeglied zwischen Haus und Garten bildet die im Südosten der Villa liegende Terrasse mit zwei Ebenen, die gleichfalls die Hausachse um zirka 45° nach Osten zur Gartenachse dreht. Die obere Ebene der Terrasse schließt nach Süden in einem leichten Bogen mit einer Balustrade und Pergola (verputzte Pfeiler mit Holzauflage) ab. Im Osten wird diese Ebene geradlinig von einer Balustrade begrenzt, in deren Mitte eine in der Gartenachse liegende Treppe zu der halbkreisförmigen unteren Terrassenebene führt. Von dieser unteren Ebene führen eine axiale und zwei seitliche Treppen in den Garten. Der Garten staffelt sich in eine weitere Ebene mit kreisförmigem Wasserbecken (Durchmesser: 12 Meter) und eine tiefer liegende rechteckige Wiesenfläche, die allseitig von Böschungen umgeben ist. Entlang der südlichen Grundstücksgrenze stehen unterschiedliche Laubbäume (Feldahorn, Robinie, Kastanie, Hainbuche, Esche, Bergahorn, Linde), an der nördlichen Grenze Laub- und Nadelbäume (Kastanie, Bergahorn, Hainbuche, Linde, Schwarzkiefer, Blaufichte, Weymouthskiefer). In Hausnähe stehen Koniferen (Eibe, Schwarzkiefer, Weymouthskiefer). Sechs Buchen bilden den Rahmen der beiden Gartenebenen. Eine Linde und eine Pyramideneiche bestimmen den Gartenhof. Zwei Buchen und zwei Blaufichten stehen im Vorgarten zur Hausachse symmetrisch, eine Pappel in der von Mauern betonten Westecke. Weitere Koniferen, immergrüne Laubgehölze (Rhododendren) und Ziergehölze (Magnolie) gliedern feinteiliger den Garten. Je eine Stützmauer mit Brüstungsmauer grenzt den Gartenhof zum Garten und zum Vorgarten ab. Auf die Brüstungsmauer zum Vorgarten ist eine Pergola mit verputzten Pfeilern und Holzauflage aufgesetzt. Die eingerückte Toranlage führt mit einem Tor und einer Pforte zum Haus und mit einem weiteren Tor zum Gartenhof. Der Zugangsweg zur Villa ist mit profilierten strukturierten Gehwegplatten befestigt. Zaun und Toranlage bestehen aus Granitpfeilern und -sockel sowie schmiedeeisernen Zaunfeldern, Tür- und Torflügeln. Für Stufen und Auflagen wurde grauer Granit verwendet. Gartenwege sind im Boden zu vermuten. Villa und Garten sind über die Terrasse in einzigartiger Weise miteinander verbunden. Die großzügige Gartenanlage birgt in sich eine große Ruhe. Der Garten weist in seiner Gliederung in mehrere Ebenen und räumlichen Komposition eine hohe gartenkünstlerische Qualität auf. (LfD/2014; Ragnhild Kober-Carrière) Reste der Pergola, Freifläche-Terrasse, Veranda, Balustrade, Innenausstattung. | 09241756 |
|                                         | Wohnhaus in geschlossener Bebauung | Innere Crimmitschauer Straße 5 (Karte)                 | um 1890                                  | Baugeschichtlich von Bedeutung, gründerzeitliche Putzfassade mit Dachhäuschen. Mit Laden, Erdgeschoss verändert. | 09241856 |
|                                         | Wohn- und Geschäftshaus in geschlossener Bebauung | Johannisstraße 2 (Karte)                               | um 1910                                  | Baugeschichtlich von Bedeutung, im Reformstil der Zeit um 1910, mit straßenbildprägendem Erker. Mit Erker, Läden, Balkonen. | 09241857 |
|                                         | Ladeninnenausstattung einer Fleischerei | Johann-Sebastian-Bach-Straße 37 (Karte)                | um 1900 (Fleischerladen)                 | Handwerklich-künstlerisch von Bedeutung. | 09241858 |
|                                         | Wohnhaus in geschlossener Bebauung | Johann-Sebastian-Bach-Straße 38 (Karte)                | um 1885                                  | Baugeschichtlich von Bedeutung, klassizistisch-gründerzeitliche Putzfassade . Tordurchfahrt, Putzritzung. | 09241859 |
|                                         | Mietshaus in geschlossener Bebauung | Johann-Sebastian-Bach-Straße 53a (Karte)               | um 1905                                  | Städtebaulich und baugeschichtlich von Bedeutung, gründerzeitliche Klinkerfassade, platzbildprägende Lage am Wettiner Platz. Mischbauweise: gelber Klinker, Haustüren und Fenster teilweise verändert. | 09241860 |
|                                         | Mietshaus in Ecklage | Johann-Sebastian-Bach-Straße 54 (Karte)                | um 1905                                  | Städtebaulich und baugeschichtlich von Bedeutung, Klinkerfassade mit Jugendstilornamentik, Eckbetonung mit Erker, platzbildprägende Lage am Wettiner Platz. Mischbauweise: gelber Klinker, Fensterbetonung. | 09241861 |
|                                         | Wohnhaushälfte eines Doppelhauses (mit Nr. 58) in halboffener Bebauung | Johann-Sebastian-Bach-Straße 56 (Karte)                | um 1910                                  | Baugeschichtlich von Bedeutung, abwechslungsreiche Fassadengliederung. Putzfassade, Holzbalkone, Türüberdachung, großes Treppenhausfenster. | 09241862 |
|                                         | Mietshaus in geschlossener Bebauung | Johann-Sebastian-Bach-Straße 57 (Karte)                | um 1910                                  | Städtebaulich und baugeschichtlich von Bedeutung, interessant gestalteter Jugendstilbau, platzbildprägende Lage am Wettiner Platz Mischbauweise, weißer Klinker, Jugendstilornamentik-Putz. | 09241863 |
|                                         | Wohnhaushälfte eines Doppelhauses (mit Nr. 56) in halboffener Bebauung | Johann-Sebastian-Bach-Straße 58 (Karte)                | um 1910                                  | Baugeschichtlich von Bedeutung, abwechslungsreiche Fassadengliederung. Siehe Nummer 56. | 09241864 |
|                                         | Mietshaus in geschlossener Bebauung | Johann-Sebastian-Bach-Straße 59 (Karte)                | 1905                                     | Städtebaulich und baugeschichtlich von Bedeutung, gründerzeitliche Klinkerfassade mit Erker, platzbildprägende Lage am Wettiner Platz. Mischbauweise, roter Klinker, Haustür, Erker, Fenster original. | 09241865 |
|                                         | Mietshaus in geschlossener Bebauung | Johann-Sebastian-Bach-Straße 61 (Karte)                | um 1905                                  | Städtebaulich und baugeschichtlich von Bedeutung, gründerzeitliche Klinkerfassade, platzbildprägende Lage am Wettiner Platz. Mischbauweise, roter Klinker. | 09241866 |
| Direkt Bild zu diesem Denkmal hochladen | Kirchgemeindehaus mit gestalteter Freifläche und Einfriedungsmauern | Kantstraße 1a (Karte)                                  | 1928–1929                                | baugeschichtlich, kunsthistorisch und ortsgeschichtlich von Bedeutung; Anklänge an den Heimatstil; nach Entwurf des Leipziger Architekten Curt Schiemichen Gitter, Werksteinsockel oder Türumrahmung, Putzfassade, Saal, Freifläche vor Haus mit Werksteinmauerwerk | 09241867 |
|                                         | Wohnhaushälfte eines Doppelhauses (mit Ziegelstraße 61) in halboffener Bebauung, mit Einfriedung und Vorgarten | Kantstraße 26 (Karte)                                  | um 1910                                  | Baugeschichtlich von Bedeutung, abwechslungsreiche Fassadengliederung mit Fachwerk-Zwerchgiebel. Fachwerk-Zwerchgiebel und Kniestock, farbliche Fassung verändert, Vorhäuschen Holz, Zaun mit Pfeilern. | 09241868 |
|                                         | Doppelwohnhaus | Kantstraße 28; 30 (Karte)                              | um 1920                                  | Baugeschichtlich von Bedeutung, im Reformstil der Zeit um 1910. Fensterläden, Eckquaderung, Putzfassade, einfache Gestaltung, leicht verändert. | 09241869 |
|                                         | Doppelwohnhaus mit Vorgarten und Einfriedung | Kantstraße 35; 37 (Karte)                              | um 1925/1930                             | baugeschichtlich von Bedeutung, im Heimatstil. | 09241872 |
|                                         | Wohn- und Verwaltungsgebäude verbunden mit Fabrikgebäude | Karl-Schiefer-Straße 1 (Karte)                         | um 1900                                  | Baugeschichtlich von Bedeutung, Gründerzeitgebäude, Klinkerfassaden. Mischbauweise: gelber Klinker, Sockel Zyklopenmauerwerk, Fenster und Türen original, Fenstergewände Beton rot, Türgewände mit Überdachung, Dreiecks- und Segmentgiebel. | 09241876 |
|                                         | Mietshaus in Ecklage | Karl-Schiefer-Straße 7 (Karte)                         | um 1900                                  | Baugeschichtlich von Bedeutung, gründerzeitliche Klinkerfassade. Mischbauweise: roter Klinker. | 09241877 |
|                                         | Mietshaus in geschlossener Bebauung | Karl-Schiefer-Straße 9 (Karte)                         | bezeichnet 1898                          | Baugeschichtlich von Bedeutung, gründerzeitliche Klinkerfassade. Mischbauweise: gelber Klinker. | 09241878 |
|                                         | Mietshaus in geschlossener Bebauung | Karl-Schiefer-Straße 13 (Karte)                        | um 1900                                  | Baugeschichtlich von Bedeutung, gründerzeitliche Klinkerfassade. Mischbauweise: gelber Klinker, Haustür original. | 09241879 |
|                                         | Mietshaus in Ecklage und in geschlossener Bebauung | Karl-Schiefer-Straße 15 (Karte)                        | um 1905                                  | Städtebaulich und baugeschichtlich von Bedeutung, gründerzeitliche Klinkerfassade, platzbildprägende Lage am Wettiner Platz, Eckbetonung, straßenbildprägender Erker an der Fassade zum Wettiner Platz. Mischbauweise: roter Klinker, Fenster, Haustür original, mit Laden, ehemals Ofenbaugeschäft Max Seifert. | 09241880 |
|                                         | Mietshaus in Ecklage und in geschlossener Bebauung | Karl-Schiefer-Straße 17 (Karte)                        | um 1900/1905                             | Städtebaulich und baugeschichtlich von Bedeutung, gründerzeitliche Klinkerfassade, platzbildprägende Lage am Wettiner Platz. Platzbebauung Wettiner Platz, Klinker Obergeschoss: gelber Klinker mit Putzeckquaderung, Erdgeschoss Putz, Haustür und Teil Fenster original. | 09241881 |
|                                         | Mietshaus in geschlossener Bebauung | Karl-Schiefer-Straße 19 (Karte)                        | um 1905                                  | Baugeschichtlich von Bedeutung, gründerzeitliche Klinkerfassade. Mischbauweise: roter Klinker Obergeschoss, Putzstuck. | 09241882 |
|                                         | Mietshaus in geschlossener Bebauung | Karl-Schiefer-Straße 24 (Karte)                        | bezeichnet 1903                          | Zeittypischer Bau mit Klinkerfassade, von baugeschichtlicher und platzbildprägender Bedeutung, am Wettiner Platz. Zweigeschossiger Bau, fünf Achsen, Klinkermischbauweise, Erdgeschoss Ziegelmauerwerk verputzt, Obergeschoss gelbe Klinkerverblender, Straßenfassade geprägt durch Fenstergewände, Gurtbänder, Stuckelemente, Erdgeschoss Putznutung, erstes Obergeschoss mit Fensterverdachungen, Mansarddach mit Zwerchgiebel, dieser mit gebrochenem Giebel flankiert von zwei Gaupen. | 09240641 |
|                                         | Mietshaus in geschlossener Bebauung | Karl-Schiefer-Straße 28 (Karte)                        | 1898                                     | Städtebaulich und baugeschichtlich von Bedeutung, gründerzeitliche Klinkerfassade, Mittenbetonung durch Risalit, platzbildprägende Lage am Wettiner Platz. Mischbauweise: roter Klinker, Haustür, Fenster teilweise original. | 09241883 |
|                                         | Mietshaus in geschlossener Bebauung | Karl-Schiefer-Straße 30 (Karte)                        | 1899                                     | Städtebaulich und baugeschichtlich von Bedeutung, prächtige gründerzeitliche Putzfassade mit reichem Putzstuck, Betonung durch Mittelrisalit, platzbildprägende Lage am Wettiner Platz. Putzfassade mit reichem Putzstuck, figürlicher Gestaltung, Mittelrisalit, Haustür und Fenster teilweise original. | 09241884 |
|                                         | Mietshaus in Ecklage, heute Hotel | Karl-Schiefer-Straße 32 (Karte)                        | um 1900                                  | Städtebaulich und baugeschichtlich von Bedeutung, Gründerzeitgebäude mit Eckbetonung, platzbildprägende Lage am Wettiner Platz. Mischbauweise, Erdgeschoss verändert, Fenster und Gewände erhalten, Denkmalschutz beschränkt auf Baukörper an Ecke, roter Klinker. | 09241885 |
|                                         | Mietshaus in geschlossener Bebauung | Karl-Schiefer-Straße 40 (Karte)                        | bezeichnet 1898                          | Baugeschichtlich von Bedeutung, gründerzeitliche Putzfassade. Putzstuck, Haustür original. | 09241886 |
|                                         | Doppelmietshaus in halboffener Bebauung (bauliche Einheit mit Nr. 56/58) | Karl-Schiefer-Straße 52; 54 (Karte)                    | Ende 19. Jahrhundert                     | Baugeschichtlich von Bedeutung, gründerzeitliche Klinkerfassade. Klinkerfassade, gelber Klinker mit grünglasierten Ziegeln abgesetzt, Fenstergewände mit plastischem Schmuck, guter Originalbestand, siehe auch Nummer 56, 58. | 09241887 |
|                                         | Doppelmietshaus in halboffener Bebauung (bauliche Einheit mit Nr. 52/54) | Karl-Schiefer-Straße 56; 58 (Karte)                    | Ende 19. Jahrhundert                     | Baugeschichtlich von Bedeutung, gründerzeitliche Klinkerfassade. Klinkerfassade | 09241889 |
|                                         | Wohnhauszeile | Karlstraße 49; 51; 53; 55; 57; 59; 61 (Karte)          | um 1925/1929                             | Baugeschichtlich von Bedeutung, im Heimatstil. Schmale hohe Haustür mit Oberlicht, Überdachung mit Biberschwänzen, Gemeinnützige Bau- und Siedlungsgesellschaft mbH. | 09241875 |
| Weitere Bilder                          | St.-Martins-Kirche (mit Ausstattung) | Kirchplatz (Karte)                                     | Ende 12. Jahrhundert                     | Baugeschichtlich, ortsgeschichtlich und ortsbildprägend von Bedeutung, spätgotischer Kirchenbau mit ursprünglich romanischem Chorturm, im Stil der Neogotik im 19. Jahrhundert umgestaltet. Kelch, Gemälde und Schnitzaltar als Ausstattung, Gemälde mit biblischen Darstellungen, Kirchturm 1717/1718 neu aufgeführt, 1825 erneuert, Kirche nach grundlegendem Umbau am 28. Januar 1883 eingeweiht. | 09241892 |
| Weitere Bilder                          | Unterirdische Kelleranlagen und Gangsysteme sowie Stützmauer zur August-Bebel-Straße | Kirchplatz (Karte)                                     | 14. Jahrhundert und jünger               | Ortsbildprägend und ortsgeschichtlich von Bedeutung. Zum Teil zugesetzt und verfüllt. | 09241942 |
| Weitere Bilder                          | Pfarrhaus | Kirchplatz 1 (Karte)                                   | um 1790                                  | Zeittypischer repräsentativer Spätbarockbau mit schönem Korbbogenportal, von stadtgeschichtlicher und städtebaulicher Bedeutung, dominante Lage in unmittelbarer Kirchennähe im Ortszentrum. Pfarrhaus: Vermutlich eines der ältesten Gebäude von Meerane (in Literatur als das älteste Gebäude bezeichnet), als Pfarrhaus errichtet, gleiche Nutzung wieder vorgesehen, zweigeschossiger, kubischer Putzbau mit massivem, aus Bruchsteinen errichtetem Erdgeschoss, Fachwerk-Obergeschoss verputzt, Fensteranordnung und Fensterproportionen beibehalten, daraus folgt, dass das Fachwerk unzerstört erhalten blieb, abgeschlossen durch Mansardwalmdach mit stehenden Gauben mit Satteldächern und Fledermausluken, regelmäßig angeordnete Rechteckfenster, Fenster erneuert, Hauseingang in Mitte der dem Kirchplatz zugewandten Traufseite, Stichbogenportal mit Schlussstein aus Erbauungszeit, ebenso die Haustür: zweiflüglig mit sprossengeteiltem Oberlicht, Dach mit Biberschwanzdeckung in Doppeldeckung, Kranzgesims Holz profiliert, - Innen: Große Treppenhalle mit mittig angeordneter Treppe, Treppengeländer mit ausgesägten Brettern, spätbarocke Rahmenfüllungstüren mit ursprünglichen Beschlägen, die Tür- und Fensterlaibungen mit Korbbögen abschließend, im Erdgeschoss noch Kreuzgratgewölbe erhalten, Treppe Holz zweiflüglig, teilweise gewendelt, auch im Obergeschoss Rahmenfüllungstüren mit originalen Rahmen, Holzstiege mit Einschubbrettern im Dachgeschoss, Kehlbalkendach mit Kehl- und Hanebalken, im unteren Dachgeschoss liegender und einfach stehender Dachstuhl, im oberen Dachgeschoss doppelt stehender Dachstuhl. An hinterer Traufseite nachträglicher, reversibler Anbau ohne Denkmalwert, keine Beeinträchtigung des Gesamterscheinungsbildes, Haus steht am Kirchplatz in unmittelbarer Kirchennähe im Ortszentrum, durch Lage und Kubatur dominant, Denkmalwert daher städtebauliche Bedeutung, weiterhin als historisches Pfarrhaus von Meerane und wahrscheinlich eines der ältesten Häuser der Stadt von stadtgeschichtlicher Bedeutung, weiterhin baugeschichtliche Bedeutung als zeit- und landschaftstypischer Spätbarockbau in ausgezeichnetem Originalzustand, ist wohl das bedeutendste Bauwerk dieser Zeitepoche in Meerane. | 09241893 |
|                                         | Ehemalige Schule, mit Nebengebäude an der Badener Straße | Kirchplatz 2 (Karte)                                   | 1829                                     | Baugeschichtlich und ortsgeschichtlich von Bedeutung, schöne originale Haustür, dominante Lage am Kirchplatz. Haustür original, 18. März 1829 Grundsteinlegung, eingeweiht 22. November 1829, bis 1882 Mädchenschule, gefährdet. | 09241894 |
|                                         | Mietshaus (Hausteil an der Badener Straße eines Wohnhauses am Kirchplatz) in halboffener Bebauung | Kirchplatz 2a (Karte)                                  | um 1905                                  | Mit Laden, baugeschichtlich und städtebaulich von Bedeutung, Gründerzeitgebäude mit Erker und Giebel, straßenbildprägend. Fassade, Fenster original, Bauveränderungen. | 09241895 |
|                                         | Wohnhaus in halboffener Bebauung | Leipziger Straße 4 (Karte)                             | um 1800                                  | Baugeschichtlich und stadtentwicklungsgeschichtlich von Bedeutung, vorgründerzeitliches Fachwerkhaus im Ortszentrum. Fachwerk-Obergeschoss verputzt, Türgewände, Erdgeschoss massiv, Satteldach, Anbauten. | 09241896 |
|                                         | Mietshaus in geschlossener Bebauung | Leipziger Straße 5 (Karte)                             | um 1890                                  | Baugeschichtlich von Bedeutung, prächtige Putzfassade der Gründerzeit. Putzfassade, Fenster, Türen original. | 09241897 |
|                                         | Mietshaus (zwei Hausteile) in halboffener Bebauung | Leipziger Straße 8 (Karte)                             | um 1890                                  | Baugeschichtlich von Bedeutung, Gründerzeitgebäude. Tordurchfahrt, Fenster, Türen, Fassadengliederung original. | 09241899 |
|                                         | Mietshaus in geschlossener Bebauung konzipiert | Leipziger Straße 16 (Karte)                            | um 1870                                  | Mit Läden, gründerzeitliche Putzfassade, baugeschichtlich von Bedeutung. Tordurchfahrt, Haustür, Fenster original erhalten. | 09241902 |
|                                         | Mietshaus in geschlossener Bebauung, ehemaliges Wohn- und Bürohaus einer Weberei, mit Gartenlaube im Hof | Leipziger Straße 17 (Karte)                            | um 1890/1895                             | Baugeschichtlich und ortsgeschichtlich von Bedeutung, prächtige Gründerzeitfassade. Firma Hermann Bohrisch, Mechanische Weberei, später Weberei Franz Schmieder, heute (1992) Albert-Schweitzer-Schule, 2010 keine Schule mehr im Gebäude, farblich falsch gefasst, im Garten Holzlaube mit Verzierungen aus Entstehungszeit des Hauses, Hausfassade im Hofbereich modernisiert. | 09241903 |
|                                         | Mietshaus in geschlossener Bebauung | Leipziger Straße 19 (Karte)                            | 1879                                     | Baugeschichtlich und ortsgeschichtlich von Bedeutung, ehemalige Reichsbanknebenstelle Meerane, prächtige Gründerzeitfassade. Türen und Fenster original erhalten, Fassadengliederung und Putz original, vermutlich als Hotel Garni erbaut für Restaurateur Johann Poser. | 09241904 |
|                                         | Mietshaus in geschlossener Bebauung | Leipziger Straße 21 (Karte)                            | um 1870                                  | Baugeschichtlich von Bedeutung, ausgewogene gründerzeitliche Putzfassade. Originalzustand. | 09241905 |
|                                         | Wohnhaus in halboffener Bebauung | Leipziger Straße 25 (Karte)                            | um 1870, später überformt                | Baugeschichtlich von Bedeutung, Gründerzeitgebäude. Originalsubstanz erhalten. | 09241906 |
|                                         | Wohnhaus (Nr. 27) und Kontorgebäude (Nr. 29) einer Speditionsfirma | Leipziger Straße 27; 29 (Karte)                        | um 1870                                  | Baugeschichtlich und ortsgeschichtlich von Bedeutung, Gründerzeitgebäude, ehemalige Speditionsfirma Quaas & Wilke. Rustikaputz, Fenster und Tür original. | 09241907 |
|                                         | Mietshaus in geschlossener Bebauung, mit Seitenflügel zum Hof | Leipziger Straße 30 (Karte)                            | um 1870                                  | Baugeschichtlich von Bedeutung, gründerzeitliche Putzfassade. Fassadengliederung, Fenster, Türen original. | 09241908 |
|                                         | Mietshaus in Ecklage | Leipziger Straße 31 (Karte)                            | vermutlich 1898                          | Baugeschichtlich von Bedeutung, Gründerzeitgebäude. Erdgeschoss Putzquaderung, Sockel Zyklopenmauerwerk, Obergeschoss Klinker, Fenster, Türen, Dachaufbauten original, Erker und Balkon. | 09241909 |
|                                         | Wohn- und Geschäftshaus | Leipziger Straße 32; 34 (Karte)                        | 19. Jahrhundert, später überformt        | Eckhaus, ortsgeschichtlich und städtebaulich von Bedeutung. Sitz der Stadtverwaltung von 1990 bis 2003. | 09241910 |
|                                         | Wohnhaus in offener Bebauung, mit Garten | Leipziger Straße 36 (Karte)                            | um 1860/1870                             | Villenartiges Gründerzeitgebäude, baugeschichtlich von Bedeutung. Fassadengliederung, Fenster original, Fensterüberdachungen, nachträglicher Anbau. | 09241911 |
| Direkt Bild zu diesem Denkmal hochladen | Villa mit Garten und Einfriedung | Leipziger Straße 40 (Karte)                            | um 1890                                  | Baugeschichtlich von Bedeutung, Gründerzeitgebäude. Putzfassade, Tür, Fenster, Fassadengliederung original, nachträglicher Anbau. | 09241912 |
|                                         | Wohnhaus in geschlossener Bebauung, mit Seitenflügel zum Hof | Marienstraße 10 (Karte)                                | 1. Hälfte 19. Jahrhundert                | Orts- und baugeschichtlich von Bedeutung, Fachwerkseitengebäude, ehemaliges Sudhaus der Kommunbrauerei. Mit Laden, Tordurchfahrt, Seitengebäude im Hinterhof. | 09241913 |
|                                         | Diakonat in geschlossener Bebauung | Marienstraße 16 (Karte)                                | um 1790                                  | Schlichter Barockbau mit Segmentbogenportal, baugeschichtlich von Bedeutung. Tür mit Schlussstein datiert, nicht vollständig erkennbar: „17?9?“, Tordurchfahrt Ende 19. Jahrhundert zugesetzt. | 09241914 |
|                                         | Wohnhaus in Ecklage, ehemaliges Hotel | Marienstraße 20 (Karte)                                | um 1870                                  | Ortsgeschichtlich und baugeschichtlich von Bedeutung, Gründerzeitgebäude, ehemaliges Handelshaus. Haustür original. | 09241915 |
|                                         | Wohnhaus in geschlossener Bebauung, ehemaliges Hotel | Marienstraße 22 (Karte)                                | um 1870                                  | Ortsgeschichtlich und baugeschichtlich von Bedeutung, klassizistisch-gründerzeitliche Putzfassade, ehemaliges Handelshaus. Beide Gebäude repräsentativ mit reicher Fassadengliederung, Innenausstattung zum Teil erhalten, heute Bibliothek, Galerie, Krankenkasse und ähnliches. | 09241916 |
|                                         | Wohnhaus in geschlossener Bebauung | Marienstraße 24 (Karte)                                | um 1870                                  | Baugeschichtlich und städtebaulich von Bedeutung, Gründerzeitgebäude, platzbildbestimmende Lage am Markt. Tordurchfahrt. | 09241917 |
|                                         | Wohnhaus in Ecklage | Marienstraße 31 (Karte)                                | um 1800                                  | Baugeschichtlich von Bedeutung, im Kern barockes Gebäude. Krüppelwalmdach, Haustür erhalten (vor 2010 verschwunden), Gebäude hat heute (2010) den Charakter eines Neubaus. | 09241919 |
|                                         | Rest des Prangersteins, sogenannte Hungerfigur, Nebengebäude im Hof sowie Gedenktafel für Otto Griebel | Marienstraße 32 (Karte)                                | um 1750 (Nebengebäude)                   | Baugeschichtlich und ortsgeschichtlich von Bedeutung, Hofgebäude in Fachwerk mit Oberlaube, Geburtshaus des Malers Otto Griebel (1895–1972). Geblattete Kopfbänder, zum Teil gebeilte Balken, teilweise gezapfte Streben. | 09241920 |
|                                         | Mietshaus in Ecklage (nur Hausteil an Straßenecke August-Bebel-Straße) | Marienstraße 33 (Karte)                                | um 1900                                  | Mit Laden, baugeschichtlich und städtebaulich von Bedeutung. Uhrenladen Gnauck. | 09241921 |
|                                         | Mietshaus in geschlossener Bebauung konzipiert | Marienstraße 36 (Karte)                                | um 1870                                  | Mit Laden, baugeschichtlich von Bedeutung, edel gestaltetes Gründerzeitgebäude. Treppenhaus, Treppe original. | 09241922 |
|                                         | Mietshaus in geschlossener Bebauung | Marienstraße 38 (Karte)                                | um 1870                                  | Baugeschichtlich von Bedeutung, Gründerzeitgebäude von noch klassizistischer Wirkung, Blickfang des Straßenzugs. Mit nachträglich eingebautem Laden, Bleiglasfenster an verschiedenen Stellen im Haus, Originaltüren und -treppenhaus. | 09241923 |
| Weitere Bilder                          | Rathaus | Markt 3 (Karte)                                        | 1570–1572                                | Baugeschichtlich, ortsgeschichtlich und ortsbildprägend von Bedeutung, Renaissancegebäude mit Sitznischenportal (Kopie von 1920), platzbeherrschendes Gebäude mit hohem Dachreiter. Türgewände 1921 erneuert nach Original, Rochlitzer Porphyr, ursprünglich Sitznischenportal von 1570/1572, Rathaus 1724 abgebrannt, Vorgängerbau von 1570/1572, Wände blieben erhalten, Rathausturm 1974 restauriert, Umbau Rathaus 1827/1828. | 09241925 |
|                                         | Haustür eines (abgebrochenen) Mietshauses (Friedrichstraße 5) im Museum | Markt 3 (bei) (Karte)                                  | 2. Hälfte 19. Jahrhundert                | Handwerklich-künstlerisch von Bedeutung, historistische Haustür mit neogotischen Elementen. Tür des 1998 abgebrochenen Wohnhauses Friedrichstraße 5. | 09244680 |
| Direkt Bild zu diesem Denkmal hochladen | Plastik und Brunnen | Markt 3 (neben) (Karte)                                | um 1930 (Marktfrau)                      | Ortsgeschichtlich von Bedeutung. | 09241924 |
|                                         | Wohnhaus (mit zwei Eingängen) einer Wohnanlage | Martin-Hochmuth-Straße 3; 5 (Karte)                    | um 1955/1960                             | Baugeschichtlich von Bedeutung, im Stil der Nationalen Bautradition, Hauseingänge mit Keramikeinfassung. | 09241928 |
|                                         | Wohnhaus (mit zwei Eingängen) einer Wohnanlage | Martin-Hochmuth-Straße 7; 9 (Karte)                    | um 1955/1960                             | Baugeschichtlich von Bedeutung, im Stil der Nationalen Bautradition, Hauseingänge mit Keramikeinfassung. | 09241929 |
|                                         | Wohnhaus (mit zwei Eingängen) einer Wohnanlage | Martin-Hochmuth-Straße 11; 13 (Karte)                  | um 1955/1960                             | Baugeschichtlich von Bedeutung, im Stil der Nationalen Bautradition, Hauseingänge mit Keramikeinfassung. | 09241930 |
|                                         | Mietshaus in geschlossener Bebauung | Martinstraße 41 (Karte)                                | bezeichnet 1899                          | Baugeschichtlich von Bedeutung, gründerzeitliche Putzfassade. Originale Haustür und Fenster, Putzstuck. | 09241926 |
|                                         | Mietshaus in geschlossener Bebauung | Martinstraße 48 (Karte)                                | um 1900                                  | Baugeschichtlich von Bedeutung, prächtige gründerzeitliche Putzfassade mit aufwändiger Krönung des Dachhäuschens. | 09241927 |
|                                         | Gasthaus mit Saalanbau | Martinstraße 54 (Karte)                                | um 1900                                  | Baugeschichtlich von Bedeutung, historisierend, Eckerker mit Türmchen. Ziergiebel, Zierfachwerk im zweiten Obergeschoss. | 09242745 |
|                                         | Wilhelm-Wunderlich-Gedächtnisstein | Martinstraße 54 (neben) (Karte)                        | um 1905                                  | Ortsgeschichtlich von Bedeutung, zu Ehren des Fabrikanten und Stifters Carl Wilhelm Wunderlich (1839–1893), mit Hilfe der Wilhelm-Wunderlich-Stiftung wurden Parkanlagen Meeranes geschaffen, Aufstellungsort des Denkmals ursprünglich in der Merzenberganlage, nahe dem Schützenplatz, jetzt neben der Parkschänke im Wilhelm-Wunderlich-Park. Granitblock, ursprünglich mit Reliefbild von Wilhelm Wunderlich, fehlt heute, Relief und Erinnerungstafel wurde 1993 als Kopien angebracht, steht zu Beginn der Merzenberganlage, 2009 umgesetzt in den Wilhelm-Wunderlich-Park. | 09241700 |
| Direkt Bild zu diesem Denkmal hochladen | Ehemaliges Wohnstallhaus eines Bauernhofes | Merlacher Weg 9 (Karte)                                | um 1800                                  | Baugeschichtlich von Bedeutung, Fachwerkbau, alte Ortslage Götzenthal. Fachwerk-Obergeschoss, Erdgeschoss massiv, nicht mehr zu Wohnzwecken genutzt, Obergeschoss verkleidet, Giebel verschiefert, gefährdet. | 09241932 |
| Direkt Bild zu diesem Denkmal hochladen | Wohnstallhaus, Scheune und Seitengebäude eines Dreiseithofes | Merlacher Weg 26a; 26b (Karte)                         | um 1800 (Wohnstallhaus)                  | Baugeschichtlich, sozialgeschichtlich und wirtschaftsgeschichtlich von Bedeutung, Fachwerkbauten, alte Ortslage Götzenthal. - Wohnhaus: Gezapfte Holzverbindungen, Fachwerk-Obergeschoss, Erdgeschoss massiv, weit überstehendes Dach, - Scheune: Fachwerk, - Seitengebäude: Blattsassen, eventuell altes Wohnstallhaus, gezapfte und geblattete Streben, Erdgeschoss teilweise auch Fachwerk, ursprünglich Umgebinde, Erdgeschoss und Giebel massiv, traufseitiger Anbau. | 09241933 |
| Direkt Bild zu diesem Denkmal hochladen | Wohnstallhaus und zwei Seitengebäude eines Dreiseithofes | Merlacher Weg 30 (Karte)                               | um 1830                                  | Baugeschichtlich und wirtschaftsgeschichtlich von Bedeutung, Fachwerkbauten. Alle mit gezapften Holzverbindungen. | 09241934 |
|                                         | Mietshaus in halboffener Bebauung, mit seitlicher Einfriedung und Vorgarten | Moritz-Ostwalt-Straße 1 (Karte)                        | um 1890                                  | Baugeschichtlich von Bedeutung, Gründerzeitgebäude. Tordurchfahrt Holzpflaster, Putz, Türen, Fenster original. | 09241935 |
|                                         | Mietshaus in geschlossener Bebauung | Moritz-Ostwalt-Straße 2 (Karte)                        | um 1880                                  | Baugeschichtlich von Bedeutung, Gründerzeitgebäude im neogotischen Stil. Anbau an heutiger Stadtverwaltung. | 09241936 |
|                                         | Mietshaus in geschlossener Bebauung | Moritz-Ostwalt-Straße 3 (Karte)                        | um 1890                                  | Baugeschichtlich von Bedeutung, Gründerzeitgebäude. Siehe Nummer 1. | 09241937 |
|                                         | Mietshaus in geschlossener Bebauung | Moritz-Ostwalt-Straße 4 (Karte)                        | um 1880                                  | Baugeschichtlich von Bedeutung, klassizistisch-gründerzeitliche Putzfassade. Tor, Fenster, Fassadengliederung original, axial ausgerichtet. | 09241939 |
|                                         | Fabrikgebäude in Ecklage | Moritz-Ostwalt-Straße 5 (Karte)                        | um 1910                                  | Ortsgeschichtlich und baugeschichtlich von Bedeutung, ungewöhnlich reichgestaltete Fassade der Gründerzeit. Firma Kroitsch, ehemals Weberei, laut ALK 2008 ohne Hausnummer. | 09241938 |
|                                         | Wohnhaus in geschlossener Bebauung | Moritz-Ostwalt-Straße 19 (Karte)                       | um 1870                                  | Baugeschichtlich von Bedeutung, Gründerzeitgebäude. Fassade, Fenster, Haustür, Dachaufbauten original, Putzfassade, Mansarddach. | 09241940 |
|                                         | Villa mit Garten und Einfriedung (mit Toreinfahrt) | Obere Bahnstraße 8 (Karte)                             | bezeichnet 1902                          | Baugeschichtlich und gartengeschichtlich von Bedeutung, repräsentativer Bau des Späthistorismus mit Erkern, Balkons und Giebeln. Denkmaltext Beschreibung und Begründung des Gartendenkmals: Das wahrscheinlich mit der Entstehungszeit der Villa (1902) als Stadtvillengarten angelegte Eckgrundstück besteht aus einem Vorgarten, einer Zufahrt mit Zugangsweg zum Hauseingang und Resten des Gartens. Eine Zaunanlage aus zwei Torpfeilern und Sockel aus Naturstein sowie schmiedeeisernen Zaunpfeilern und -feldern, Tor- und Türflügeln begrenzt das Grundstück im Nordosten und Südosten. Der Vorgarten weist eine feinteilige Flächengliederung mit mittiger ovaler Rasenfläche, Ringweg, kleinem Sitzplatz an der Hauswand und seitlichen Pflanzflächen auf. Am Zaun stehen Fliederbüsche und eine Linde, in der Rasenfläche drei Rhododendren. Rosen und Stauden schmücken die seitlichen Beetflächen. Im hinteren Garten stehen eine Traueresche, eine Linde und eine Esche, an der Südost-Grenze Deck- und Ziersträucher (Haselnuss, Flieder, Schneebeere) sowie Bodendecker (Vinca minor), an der Südwest-Fassade ein Obstbaum. Der Zugangsweg zum Haus ist mit Mosaiksteinpflaster (Granit, rot) befestigt. Gestört wird der Garten durch parkende PKW, die den Boden im Wurzelbereich der Solitärbäume verdichten. Villa, Zaun, Zufahrt und Gehölze bilden eine Einheit. Die Gliederung und der Gehölzbestand des Gartens tragen Zeugnis der einstigen Gartenanlage. Dieser Stadtvillengarten hat damit gartengeschichtliche und insbesondere durch seine Ecklage straßenbildprägende Bedeutung. (LfD/2014; Ragnhild Kober-Carrière) Putzfassade mit Fachwerkdrempel und -zwerchgiebel, Leergespärre reich verziert, Balkon, Erker. | 09241943 |
|                                         | Fabrikgebäude | Packhofstraße 11 (Karte)                               | um 1890                                  | Eckhaus, gelber Klinker, baugeschichtlich und ortsgeschichtlich von Bedeutung. | 09241953 |
|                                         | Mietshaus in halboffener Bebauung | Packhofstraße 12 (Karte)                               | 1906                                     | Baugeschichtlich von Bedeutung, Putzfassade mit Jugendstilornamentik. Putzfassade mit Jugendstilornamentik. (stand bis 2008 irrtümlich unter Nummer 18 in der Liste) | 09241949 |
|                                         | Mietshaus in geschlossener Bebauung | Packhofstraße 14 (Karte)                               | bezeichnet 1900                          | Baugeschichtlich von Bedeutung, gründerzeitliche Klinkerfassade, straßenbildprägender Erker. Mit Tordurchfahrt, Fenster, Türen und Fassadengestaltung original, Erdgeschoss Putz, verändert, Obergeschoss Klinker, Erker. | 09241950 |
|                                         | Mietshaus in geschlossener Bebauung konzipiert | Packhofstraße 16 (Karte)                               | um 1900                                  | Baugeschichtlich von Bedeutung, gründerzeitliche Klinkerfassade, straßenbildprägender Giebel. Erker, gleiche Gestaltung wie Nummer 14. (stand bis 2008 irrtümlich unter Nummer 14 in der Liste) | 09241951 |
|                                         | Webschule | Pestalozziplatz 4 (Karte)                              | 1892                                     | Später auch Handelsschule, orts- und baugeschichtlich von Bedeutung, historisierend gestaltete Fassade. Erdgeschoss Rustikaputz, Obergeschoss Klinker, Fenster, Türen original, entstellende Farbgebung, 28. März – 30. Oktober 1892 erbaut. | 09241954 |
|                                         | Wohnhaus in halboffener Bebauung | Pestalozzistraße 19 (Karte)                            | um 1880                                  | Baugeschichtlich von Bedeutung, gründerzeitliche Putzfassade. Putzfassade | 09241955 |
|                                         | Wohnhaus in geschlossener Bebauung | Pestalozzistraße 20 (Karte)                            | um 1890                                  | Baugeschichtlich von Bedeutung, Gründerzeitgebäude. Fassadengliederung und Fenster original. | 09241956 |
|                                         | Schulgebäude | Pestalozzistraße 25 (Karte)                            | 1873–1875                                | Baugeschichtlich und ortsgeschichtlich von Bedeutung, Gründerzeitgebäude von klassizistischer Wirkung, ehemalige Georgenschule. Mittelrisalit, Quaderung, ab 11. Oktober 1875. | 09241957 |
|                                         | Mietshaus mit Gaststätte in Ecklage | Pestalozzistraße 28 (Karte)                            | um 1890/1900                             | Baugeschichtlich und städtebaulich von Bedeutung, Gründerzeitgebäude mit markantem Eckturm. Gaststätte „Stadt Wien“, Putzfassade, Fenster, Türen original. | 09241958 |
|                                         | Gewerbebau, ehemals vier Wohnhäuser | Pestalozzistraße 31; 33; 35; 37 (Karte)                | um 1890, verändert um 1925               | Baugeschichtlich von Bedeutung, um 1925 mit Klinkerelementen überformte Gründerzeitgebäude. Um 1925 überformt, Erdgeschoss Klinker, Obergeschoss Putz, Dächer noch getrennt, Ausbau als Geschäftshaus oder Fabrik. | 09241959 |
|                                         | Mietshaus in geschlossener Bebauung konzipiert | Pestalozzistraße 43 (Karte)                            | um 1905                                  | Prächtiger gründerzeitlicher Putzbau mit qualitätvoller Jugendstilausstattung, baugeschichtlich von Bedeutung. Dreigeschossig, fünf Achsen, Pilastergliederung, Putznutung teilweise im Erdgeschoss, Hauseingang zurückversetzt und seitlich angeordnet, Rechteckfenster, eingeschossiger Erker im ersten Obergeschoss mittig angeordnet, erstes Obergeschoss mit waagerechten Fensterverdachungen und Dreieckgiebelchen, Mansarddach mit veränderten Gauben, im Inneren Bleiglasfenster und Rosendarstellungen im Treppenhaus, Stuckdecken, Türen und Treppengeländer mit Jugendstildekoration. | 09238928 |
| Direkt Bild zu diesem Denkmal hochladen | Zwei Wohnhäuser | Pfarrberg 5; 7 (Karte)                                 | um 1800                                  | Zwei aneinandergebaute Hausteile, baugeschichtlich von Bedeutung, Fachwerkbau. Fachwerk-Obergeschoss, Erdgeschoss massiv. | 09241960 |
| Direkt Bild zu diesem Denkmal hochladen | Wohnhaus | Pfarrberg 24 (Karte)                                   | um 1800                                  | Baugeschichtlich von Bedeutung, Obergeschoss Fachwerk. Fachwerk-Obergeschoss, verputzt, Erdgeschoss massiv Putzfassade. | 09241962 |
|                                         | Wohnhaus in geschlossener Bebauung | Philippstraße 36 (Karte)                               | um 1885                                  | Baugeschichtlich von Bedeutung, Gründerzeitgebäude. Putzfassade. | 09241964 |
|                                         | Mietshaus in geschlossener Bebauung konzipiert | Philippstraße 56 (Karte)                               | um 1905                                  | Baugeschichtlich von Bedeutung, gründerzeitliche Klinkerfassade. Mischbauweise: gelber Klinker mit grün glasiertem Ziegel abgesetzt, Erdgeschoss verputzt, verändert. | 09241965 |
|                                         | Mietshaus in halboffener Bebauung | Philippstraße 57 (Karte)                               | um 1910                                  | Baugeschichtlich von Bedeutung, differenzierte Putzfassade der Gründerzeit. Putzstrukturen – schachbrettartig, parallel laufende Streifen und anderes ursprünglich mit Rot abgesetzt, in diesem Gebiet Einzelbeispiel. | 09241966 |
|                                         | Mietshaus in geschlossener Bebauung | Philippstraße 60 (Karte)                               | um 1905                                  | Baugeschichtlich von Bedeutung, gründerzeitliche Klinkerfassade. Mischbauweise: gelber Klinker, Putzstuck. | 09241967 |
|                                         | Wohnhauszeile | Philippstraße 68; 70; 72; 74 (Karte)                   | um 1930                                  | Baugeschichtlich von Bedeutung, Putzfassade mit Plastik, im traditionellen Stil der 1920er Jahre. Putzfassade mit Plastik, Torbogen zum Nachbarhaus (Philippstraße 66), nach Sanierung kein Denkmalbestandteil mehr. | 09241968 |
| Direkt Bild zu diesem Denkmal hochladen | Scheune, Seitengebäude und Einfriedung eines Dreiseithofes | Ponitzer Weg 2 (Karte)                                 | um 1830                                  | Alte Ortslage Waldsachsen, baugeschichtlich und wirtschaftsgeschichtlich von Bedeutung, Fachwerkbauten. | 09242151 |
| Direkt Bild zu diesem Denkmal hochladen | Seitengebäude eines Vierseithofes | Ponitzer Weg 4 (Karte)                                 | 19. Jahrhundert                          | Alte Ortslage Waldsachsen, baugeschichtlich von Bedeutung, mit Fachwerk-Obergeschoss. Ehemaliges Wohnstallhaus?, Nicht besichtigt. | 09242152 |
| Direkt Bild zu diesem Denkmal hochladen | Villa und Garten | Posernweg 15 (Karte)                                   | 1902                                     | Baugeschichtlich und ortsgeschichtlich von Bedeutung, Villa mit Zierfachwerk, beeinflusst durch Jugendstil, Wohnhaus des Fabrikanten August Posern. Landtagsabgeordneter, Fabrikant Posern, Fachwerk-Details, Farbglasfenster im Treppenhaus und mit Holzkonstruktionen verziert, Haustür mit aufwendiger Schnitzerei – florale Ornamentik, beeinflusst durch Jugendstil, Decken und anderes mit Rippen, Tierornamentik und anderem, Reste Gartengestaltung, reich gegliederter Bau, nach 1945 Wohnheim. | 09241969 |
| Direkt Bild zu diesem Denkmal hochladen | Villa | Posernweg 33 (Karte)                                   | um 1900                                  | Baugeschichtlich und ortsgeschichtlich von Bedeutung, Wohnhaus des ehemaligen Schmidt-Gutes, Villa mit Zierfachwerk, beeinflusst durch Jugendstil. Fachwerk-Obergeschoss, Schwebegiebel, Vorhäuschen, heute Baumwollspinnerei, leer stehend. | 09241970 |
|                                         | Hotel | Poststraße 1 (Karte)                                   | um 1900                                  | Eckhaus in geschlossener Bebauung, baugeschichtlich und städtebaulich von Bedeutung, repräsentatives Gründerzeitgebäude mit Klinkerfassade, dominanter Eckerker mit Turmaufbau. Klinkerfassade, Erker, Turm mit Helm an Ecke. | 09241971 |
|                                         | Mietshaus in geschlossener Bebauung | Poststraße 1a (Karte)                                  | 1902                                     | Mit Laden, baugeschichtlich von Bedeutung, gründerzeitliche Klinkerfassade. Klinkerfassade, Erdgeschoss verändert, zu großes Fenster im Giebel. | 09241972 |
|                                         | Mietshaus in geschlossener Bebauung | Poststraße 1b (Karte)                                  | 1902                                     | Baugeschichtlich von Bedeutung, prächtige gründerzeitliche Klinkerfassade mit straßenbildprägendem Erker und Giebel. Klinker-Obergeschoss, Erdgeschoss Rustikaputz, Haustür original, Oberlicht farbiges Bleiglas, Fenster verändert. | 09241973 |
|                                         | Mietshaus mit Läden in Ecklage und geschlossener Bebauung | Poststraße 2a (Karte)                                  | um 1900                                  | Baugeschichtlich und städtebaulich von Bedeutung, repräsentatives Gründerzeitgebäudemit Eckturm. Erdgeschoss Putz, Obergeschoss Klinker, Fenster, Türen original. | 09241974 |
|                                         | Mietshaus in halboffener Bebauung | Poststraße 2b (Karte)                                  | um 1900                                  | Mit Laden, baugeschichtlich von Bedeutung, repräsentatives Gründerzeitgebäude. Tordurchfahrt mit hervorhebenswertem Tor (gehört zum Nachbarhaus Poststraße 2), Türgriff, Laden, Fenster original, Erdgeschoss Putzquaderung, Obergeschoss Klinker, gefährdet. | 09241975 |
|                                         | Postgebäude (mit drei Hausnummern), mit seitlicher Toreinfahrt und Hinterhofbauten sowie rückwärtiger Einfriedung an der Annenstraße | Poststraße 20; 22; 24 (Karte)                          | 1900-1902                                | Baugeschichtlich, ortsgeschichtlich und kunstgeschichtlich von Bedeutung, verschiedene Bauetappen, Gebäudekomplex um einen Hof, Hauptgebäude im Stil des Neobarock, in sehr großzügiger Gestaltung. Neobarock, verschiedene Bauetappen, Grundsteinlegung 1901. | 09241976 |
|                                         | Mietshaus in halboffener Bebauung, mit Seitenflügel zum Hof | Poststraße 26 (Karte)                                  | 1884–1885, im Kern älter                 | Baugeschichtlich und städtebaulich von Bedeutung, Gründerzeitgebäude mit breitem, in den Straßenraum wirkenden Volutengiebel. Klinkerfassade mit Putzflächen, ursprünglich wahrscheinlich Geschäftsräume im Erdgeschoss, ehemals zur benachbarten Post gehörend (?). | 09241978 |
|                                         | Bank- und Mietsgebäude in geschlossener Bebauung | Poststraße 28 (Karte)                                  | um 1880                                  | Baugeschichtlich und ortsgeschichtlich von Bedeutung, Gründerzeitgebäude, ehemaliges Geschäftshaus des Fabrikanten Schlegel, später Filiale der Sächsischen Bank zu Dresden. Erdgeschoss durch Modernisierung der Volksbank stark verändert, seit 1867 Gebäude der Bank, 1906 Vergrößerung der Bankräume. | 09241979 |
|                                         | Mietshaus in halboffener Bebauung | Poststraße 31 (Karte)                                  | 1888                                     | Baugeschichtlich von Bedeutung, gründerzeitliche Putzfassade, markante Eckbetonung. Putzfassade mit Fensterüberdachungen im ersten Stock, Erdgeschoss Rustikaputz, Fenster, Fassadengliederung, Dachaufbauten original. | 09241980 |
|                                         | Mietshaus in ehemals geschlossener Bebauung | Poststraße 38 (Karte)                                  | um 1890                                  | Mit Laden, baugeschichtlich von Bedeutung, Gründerzeitgebäude im Rundbogenstil des 19. Jahrhunderts. Fassadengliederung, Türen und Laden original, im Dachbereich Veränderungen, gefährdet. | 09241981 |
| Direkt Bild zu diesem Denkmal hochladen | Fabrikgebäude in halboffener Bebauung | Poststraße 58 (Karte)                                  | um 1910                                  | Baugeschichtlich und straßenbildprägend von Bedeutung. Veränderungen im Erdgeschoss, gefährdet. | 09241983 |
|                                         | Mietshaus in halboffener Bebauung | Promenadenweg 11 (Karte)                               | 1901                                     | Baugeschichtlich von Bedeutung, gründerzeitliche Klinkerfassade. Klinkermischbauweise, gelber Klinker stark verziert, Fenstergewände, Fenster, Haustür original. | 09241984 |
|                                         | Mietshaus in geschlossener Bebauung | Promenadenweg 13 (Karte)                               | 1902                                     | Baugeschichtlich von Bedeutung, gründerzeitliche Klinkerfassade. Klinkermischbauweise, roter Klinker, reiche Fensterumrahmung, Haustür, Fenster, Dachaufbauten original. | 09241985 |
|                                         | Altenheim mit Vorgarten | Robert-Baum-Straße 4 (Karte)                           | um 1935                                  | Baugeschichtlich und ortsgeschichtlich von Bedeutung, im traditionalistischen Stil der 1920er/1930er Jahre. Türmchen, plastische Darstellung eines alten Mannes und einer alten Frau über Tür, Mitteleingang. | 09241989 |
|                                         | Wohn- und Verwaltungsgebäude in Ecklage | Rosa-Luxemburg-Straße 1; 3 (Karte)                     | 1914–1916, im Kern älter                 | Baugeschichtlich, städtebaulich und ortsgeschichtlich von Bedeutung, markantes Eckhaus mit reicher Fassadengliederung, Gründerzeitgebäude mit späterer Überformung, ehemaliges Bankhaus Moeschler, später Sparkasse und Polizeidienststelle. Gute Originalsubstanz, besonders Treppenhaus mit Marmor, reiche Fassadengliederung, ehemals Bankhaus, dann erweitert, als Creditanstalt in Bauakten genannt. | 09241990 |
|                                         | Wohnhaus in halboffener Bebauung | Rosa-Luxemburg-Straße 11 (Karte)                       | um 1870/1880                             | Baugeschichtlich von Bedeutung, Gründerzeitgebäude. Tordurchfahrt, auffallende Haustür mit figürlichen Darstellungen, zum Beispiel Drachen. | 09241991 |
|                                         | Wohnhaus in halboffener Bebauung mit seitlicher Toreinfahrt | Rosa-Luxemburg-Straße 23 (Karte)                       | um 1870                                  | Baugeschichtlich von Bedeutung, Gründerzeitgebäude. Sockel verkleidet, Erdgeschoss Rustikaputz mit Eckquaderung, Obergeschoss und Giebel verputzt, Traufseite Klinker mit Eckquaderung, Tor, Fenster original. | 09241992 |
|                                         | Wohnhaus in halboffener Bebauung | Rosental 4 (Karte)                                     | um 1870                                  | Baugeschichtlich von Bedeutung, klassizistisch-gründerzeitliche Fassade. Gewölbte Scheiben, reicher Originalbestand, im Obergeschoss neue Fenster. | 09241701 |
|                                         | Wohnhaus in halboffener Bebauung | Rosental 19 (Karte)                                    | um 1880                                  | Baugeschichtlich von Bedeutung, Gründerzeitgebäude, in ähnlicher Gestaltung wie Nachbarhaus Nummer 21. Originalbestand | 09241994 |
|                                         | Wohnhaus in halboffener Bebauung | Rosental 21 (Karte)                                    | um 1880                                  | Baugeschichtlich von Bedeutung, Gründerzeitgebäude, in ähnlicher Gestaltung wie Nachbarhaus Nummer 19. Originalbestand | 09241995 |
| Direkt Bild zu diesem Denkmal hochladen | Wohnhaus in offener Bebauung | Rosental 44 (Karte)                                    | 19. Jahrhundert                          | Baugeschichtlich von Bedeutung, straßenraumbildendes klassizistisches Gebäude. Haustür mit Sonnenmotiv, straßenraumbildend, Fenstergewände erhalten, Erdgeschoss Bruchsteinmauerwerk. | 09241997 |
|                                         | Mietshaus in offener Bebauung | Rudolf-Breitscheid-Straße 7 (Karte)                    | um 1900                                  | Baugeschichtlich von Bedeutung, gründerzeitliche Klinkerfassade mit Eckerker. Mit Ecktürmchen und Eckerker, Balkone verändert und Garagen, zu großes Fenster im Obergeschoss, roter Klinker mit Putz abgesetzt. | 09241998 |
|                                         | Mietvilla mit Einfriedung und Vorgarten | Rudolf-Breitscheid-Straße 13 (Karte)                   | bezeichnet 1896                          | Baugeschichtlich von Bedeutung, repräsentatives Gründerzeitgebäude mit Ecktürmchen und Schwebegiebeln. Putzgliederung, Schwebegiebel, Fenster original, Ecktürmchen, Betonung der Ecke, Fensterüberdachungen. | 09241999 |
|                                         | Mietshaus in offener Bebauung und in Ecklage | Rudolf-Breitscheid-Straße 14 (Karte)                   | um 1905                                  | Baugeschichtlich von Bedeutung, herrschaftliches Gründerzeitgebäude. Putzfassade. | 09242000 |
|                                         | Villa | Rudolf-Breitscheid-Straße 15 (Karte)                   | um 1900                                  | Baugeschichtlich von Bedeutung, Gründerzeitbau mit aufwändig gestaltetem Fachwerk-Obergeschoss. Klinkerfassade: gelber Klinker, Fachwerk, Sockel oranger Klinker, Schwebegiebel. | 09242001 |
|                                         | Mietshaus in geschlossener Bebauung | Rudolf-Breitscheid-Straße 17 (Karte)                   | um 1905                                  | Baugeschichtlich von Bedeutung, gründerzeitliche Klinkerfassade, platzbildprägende Lage am Wettiner Platz. Gelber Klinker, abgesetzt mit Rot und Grün, Haustür und Fenster modernisiert. | 09242002 |
|                                         | Mietshaus in geschlossener Bebauung | Rudolf-Breitscheid-Straße 19 (Karte)                   | um 1905                                  | Baugeschichtlich von Bedeutung, gründerzeitliche Klinkerfassade, platzbildprägende Lage am Wettiner Platz. Roter Klinker. | 09242003 |
|                                         | Mietshaus in Ecklage und halboffener Bebauung, mit seitlicher Einfriedung | Rudolf-Breitscheid-Straße 20 (Karte)                   | um 1900                                  | Städtebaulich und baugeschichtlich von Bedeutung, Putzfassade, zum Teil Jugendstildekor, platzbildprägende Lage am Wettiner Platz. Putzfassade, Fenster original, Putzstuck, Zaun, Holzbalkons geschlossen. | 09242004 |
|                                         | Mietshaus in geschlossener Bebauung | Rudolf-Breitscheid-Straße 21 (Karte)                   | bezeichnet 1904                          | Baugeschichtlich von Bedeutung, gründerzeitliche Klinkerfassade, platzbildprägende Lage am Wettiner Platz. Mischbauweise, roter Klinker, Putzlisenen, Putzquaderung. | 09242005 |
|                                         | Mietshaus in Ecklage | Rudolf-Breitscheid-Straße 22 (Karte)                   | bezeichnet 1904                          | Städtebaulich und baugeschichtlich von Bedeutung, Klinkerfassade mit Eckbetonung, platzbildprägende Lage am Wettiner Platz. Mischbauweise: Obergeschoss gelber Klinker, Putzquaderung Obergeschoss, Oberlichter, Erdgeschoss teilweise farbig. | 09242006 |
|                                         | Mietshaus in geschlossener Bebauung | Rudolf-Breitscheid-Straße 23 (Karte)                   | um 1905                                  | Baugeschichtlich von Bedeutung, gründerzeitliche Klinkerfassade, platzbildprägende Lage am Wettiner Platz. Roter Klinker, Putzquaderung Erdgeschoss, Lisenen, Putzstuck. | 09242007 |
|                                         | Wohnhaus in geschlossener Bebauung konzipiert | Rudolf-Breitscheid-Straße 24 (Karte)                   | um 1904                                  | Baugeschichtlich von Bedeutung, Klinkerfassade mit Putzgliederung, Jugendstilanklänge. Weißer Klinker mit Putzflächen. | 09242008 |
|                                         | Mietshaus in geschlossener Bebauung | Rudolf-Breitscheid-Straße 25 (Karte)                   | um 1905                                  | Baugeschichtlich von Bedeutung, gründerzeitliche Klinkerfassade, platzbildprägende Lage am Wettiner Platz. Klinkerfassade gelb, Putz grün, Haustür, Fenster original. | 09242009 |
|                                         | Mietshaus in geschlossener Bebauung | Rudolf-Breitscheid-Straße 27 (Karte)                   | um 1905                                  | Baugeschichtlich von Bedeutung, gründerzeitliche Klinkerfassade, platzbildprägende Lage am Wettiner Platz. Mischbauweise, Haustür original. | 09242010 |
|                                         | Mietshaus in geschlossener Bebauung | Rudolf-Breitscheid-Straße 29 (Karte)                   | bezeichnet 1905                          | Baugeschichtlich von Bedeutung, gründerzeitliche Klinkerfassade, platzbildprägende Lage am Wettiner Platz. Mischbauweise, Klinker Obergeschoss orange, Haustür original, am Wettiner Platz. | 09242011 |
|                                         | Mietshaus in geschlossener Bebauung | Rudolf-Breitscheid-Straße 33 (Karte)                   | um 1904                                  | Baugeschichtlich von Bedeutung, prächtige gründerzeitliche Putzfassade. Reicher Putzstuck. | 09242012 |
|                                         | Mietshaus in geschlossener Bebauung | Rudolf-Breitscheid-Straße 35 (Karte)                   | um 1904                                  | Baugeschichtlich von Bedeutung, gründerzeitliche Klinkerfassade. Mischbauweise: Obergeschoss roter Klinker, mit gelbem abgesetzt. | 09242013 |
|                                         | Mietshaus in geschlossener Bebauung | Rudolf-Breitscheid-Straße 37 (Karte)                   | um 1905                                  | Baugeschichtlich von Bedeutung, spätgründerzeitliche Putzfassade, Tür mit Jugendstilornamentik. | 09242014 |
|                                         | Mietshaus in geschlossener Bebauung | Rudolf-Breitscheid-Straße 39 (Karte)                   | um 1905                                  | Baugeschichtlich von Bedeutung, Gründerzeitgebäude. Klinker Obergeschoss, Gelb mit Orange abgesetzt | 09242015 |
|                                         | Mietshaus in geschlossener Bebauung | Rudolf-Breitscheid-Straße 41 (Karte)                   | um 1905                                  | Baugeschichtlich von Bedeutung, Gründerzeitgebäude. Roter Klinker, Eckquaderung, Haustür original, Balkone fehlen. | 09242016 |
|                                         | Mietshaus in geschlossener Bebauung | Rudolf-Breitscheid-Straße 45 (Karte)                   | um 1905                                  | Baugeschichtlich von Bedeutung, Gründerzeitgebäude. Einfache Gestaltung, Mischbauweise, gelber Klinker Obergeschoss. | 09242017 |
|                                         | Mietshaus in Ecklage | Rudolf-Breitscheid-Straße 47 (Karte)                   | um 1905                                  | Baugeschichtlich von Bedeutung, Gründerzeitgebäude mit Eckerker. Balkone fehlen, weißer Klinker mit Blau abgesetzt, Putz, Eckerker. | 09242018 |
|                                         | Villa mit Garten und Einfriedung | Rudolf-Breitscheid-Straße 51 (Karte)                   | um 1900                                  | Baugeschichtlich und gartengeschichtlich von Bedeutung, repräsentatives Gründerzeitgebäude mit Jugendstilanklängen, Turm und Zwerchgiebel mit Fachwerk. Denkmaltext Beschreibung und Begründung des Gartendenkmals: Der wahrscheinlich mit dem Bau der Villa (1904) angelegte Garten gliedert sich in folgende Gartenteile: Vorgarten (1), Zufahrt und Zugangsweg (2), Obstgarten (3), Gemüsegarten (4), parkartiger Gartenbereich (5). Der Zaun besteht aus aufrechtstehenden Schiefersteinen als Sockel, Pfeilern aus verputztem Mauerwerk mit Betonabdecksteinen sowie Zaunfeldern, Tür- und Torflügeln aus Metallkonstruktion. Der Zugangsweg ist mit rotem Granitsteinpflaster und einem Kunststein als Zierstreifen befestigt, die Zufahrt ebenfalls mit rotem Granitsteinpflaster. Drei Linden stehen als Reihe zwischen Zufahrt und nordöstlicher Grundstücksgrenze. Der Südost-Fassade vorgelagert liegt eine Rasenfläche mit nachgepflanzten Obstbäumen. In der südwestlichen Grundstückshälfte erstreckt sich der parkartige Gartenbereich, der von der, an der Südwest-Fassade vorgelagerten Veranda über eine breite Treppe (acht Betonstufen) erschlossen wird. Kiefer, Schwarzkiefern, Blaufichten, Eiben, Magnolie, Lärche, Rhododendren bilden den älteren Gehölzbestand. Ein Teich mit Brücke wurde saniert und erweitert. Ein geschwungen verlaufendes Wegesystem mit zwei Plätzen verbindet diesen Bereich mit den anderen Gartenteilen. An der hinteren Grundstücksgrenze liegen einerseits Gemüsebeete und ein Kompostplatz, andererseits schirmen eng gepflanzte Fichten den Garten hier ab. Der in der Bodenmodellierung, Gehölzbestand und Wegesystem weitestgehend erhaltene Garten ist in seiner Grundaufteilung funktional und gestalterisch als ein typischer Villengarten der Jahrhundertwende anzusprechen und hat somit gartengeschichtliche Bedeutung. (LfD/2014; Ragnhild Kober-Carrière) Turm und Zwerchgiebel mit Fachwerk, Türen und Fenster original, Pflasterung, Garten. | 09242019 |
|                                         | Wohnhaus in halboffener Bebauung (bildet Doppelhauses mit Nr. 57), mit Einfriedung und Vorgarten | Rudolf-Breitscheid-Straße 55 (Karte)                   | um 1900                                  | Baugeschichtlich von Bedeutung, Gründerzeitgebäude mit Schwebegiebel. Zaun, Schwebegiebel, Fenster leicht verändert. | 09242020 |
|                                         | Fabrikschornstein einer Weberei | Schmiederstraße 2 (Karte)                              | 1870–1871                                | Technikgeschichtlich von Bedeutung. Schornstein vermutlich aus der Bauzeit der Fabrik, unterer Teil rechteckiger Grundriss, polygonal fortgesetzt. | 09242022 |
|                                         | Mietshaus in Ecklage, mit seitlicher Einfriedung | Schmiederstraße 21 (Karte)                             | um 1900/1905                             | Baugeschichtlich von Bedeutung, gründerzeitliche Klinkerfassade. Klinkermischbauweise, gelber Klinker. | 09242023 |
|                                         | Mietshaus in geschlossener Bebauung | Schmiederstraße 27 (Karte)                             | um 1900                                  | Baugeschichtlich von Bedeutung, Gründerzeitgebäude. Klinkermischbauweise, roter Klinker, Haustor original. | 09242024 |
| Direkt Bild zu diesem Denkmal hochladen | Wohnhaus | Schönberger Straße 14 (Karte)                          | um 1800                                  | Obergeschoss Fachwerk, baugeschichtlich und stadtentwicklungsgeschichtlich von Bedeutung. | 09242026 |
| Weitere Bilder                          | Alte und neue Friedhofskapelle, Ehrenfriedhof mit Ehrenhalle für die Gefallenen des Ersten Weltkriegs sowie Kruzifix, Grabfeld für die Gefallenen des Zweiten Weltkriegs sowie einigen Grabmalen und Erbbegräbnissen | Schönberger Straße 63; 65 (Karte)                      | 1873 (alte Kapelle)                      | Stadtgeschichtlich und künstlerisch wertvolle Bestandteile des Stadtfriedhofs; Neue Kapelle von Architekt Paul Bender (Dresden) Einzeldenkmale der Sachgesamtheit Friedhof Meerane (siehe auch Sachgesamtheit 09300478): - Friedhofskapelle mit Kuppel und Innenausstattung, 1912–1914 erbaut, Kruzifix aus Postaer Sandstein im Inneren der Kapelle - Friedhof, eingeweiht 26. August 1868 - Begräbniskapelle (Parentationskapelle): achtseitiger Bau, geweiht am 24. Mai 1873 - Kriegerehrenhain mit Ehrenhalle: 1925 angelegt, für 1600 Gefallene des Ersten Weltkriegs, eingeweiht am 6. Juni 1926 - Gräberfeld für Gefallene des Zweiten Weltkriegs (1954) Grabmale: - Rokokograbmal von Johann Gottfried Wunderlich für seine verstorbenen zwölf Kinder, 1751–69: „Hier liegen in Gott 12 Geschwister, welche waren des Vater Joh. Gottfr. Wunderlich und der Mutter Christine geb. Hertzschin. Durch den Tod sahen sie sich aller ihrer Kinder beraubt.“ Grab für die in den Jahren 1751–1769 verstorbenen zwölf Kinder der Familie, - Grabmal für Eduard Reinhold (Besitzer der Mechanischen Weberei, Augustusstraße 63), Granit und Marmor, 1896 - Erbbegräbnis der Familie Bornemann, 1878, Wandstelle mit Einzelgräbern (Johann Heinrich Bornemann, Besitzer einer Färberei, Bleicherei und Appretur, Leipziger Straße 7) - Erbbegräbnis der Familie C. F. Schmieder, 1878, Wandstelle - Familiengruft der Familie Siegismund Wilhelm Wunderlich, Grabstein aus Granit, 1875 - Fünf Grabsteine oder Reste alter Grabstein bei der Friedhofskapelle - Grabstein für Gustav und Klara Herold, Granitsockel mit Plastik einer Trauernden, 1935, Grabfeld B - Wandgrab für C. Friedrich Schmieder, 1808–1884, Gruft, belegt seit 1870 | 09242025 |
| Weitere Bilder                          | Sachgesamtheit Friedhof Meerane, mit vielen Einzeldenkmalen (siehe oben), weiterhin Friedhofsanlage mit alter Wegeführung, Alleen, regelmäßig angeordneten Grabfeldern und alter Bepflanzung (Gartendenkmal) und den Sachgesamtheitsteilen: Friedhofsmauer, alte Leichenhalle mit Wohnung des Totengräbers und Parentationshalle (heute Wohnhaus, Nr. 65) sowie Friedhofsverwaltungsgebäude (Nr. 63) | Schönberger Straße 63; 65 (Karte)                      | 1868                                     | Regelmäßig angelegter Stadtfriedhof mit reichem Bestand an historischen Gräbern sowie künstlerisch bemerkenswerten Friedhofskapellen, Neue Kapelle von Architekt Paul Bender, Dresden, von baukünstlerischer und gartenkünstlerischer sowie stadtgeschichtlicher Bedeutung. Denkmaltext Beschreibung und Begründung des Gartendenkmals: Der 1868 angelegte Friedhof wurde auf der Äquidistantenkarte von 1878 mit drei Reihen mal sechs Quartieren = 18 Quartieren eingetragen, 1908 hatte er, nach Osten erweitert, fast die doppelte Größe (vergleiche Äquidistantenkarte 1908). Die beiden Zugänge zum Friedhof befinden sich im Süden (Tor aus Holz, sekundär) und Norden (Pforte aus Metallkonstruktion) der alten Kapelle, die an der westlichen Einfriedungsmauer steht. Eine Platzfläche mit rechteckiger, ehemals ovaler Schmuckfläche ist der Kapelle im Osten vorgelagert. Die alte Leichenhalle und das Friedhofsverwalterhaus begrenzen diesen Platz im Norden und Süden. Die Friedhofsmauern, Tor- und Türpfeiler bestehen aus verputztem Mauerwerk. Für den Standort der neuen Kapelle, die 1912–14 erbaut wurde, wählte man zwei mittlere unbelegte Quartiere. Ein Vorplatz liegt im Westen der neuen Kapelle. Zwei kleine, von außen erreichbare Innenhöfe werden von dem langgestreckten Gebäudekomplex umschlossen. Im Osten des Friedhofs schließt eine Ehrenhalle für die Gefallenen des Ersten Weltkrieges mit Ehrenhain und Christusfigur die in der Mittelachse des Friedhofs erbauten Gebäude ab. Die dreireihige Friedhofsanlage weist Längs- und Queralleen mit Linden, Kastanien, Esche und Bergahorn, in keiner erkennbaren Ordnung, auf. Einzelne Solitärbäume (zum Beispiel Eichen, Blaufichten) stehen in den Quartieren. Ein Bewässerungssystem mit Wasserbecken und ein Entwässerungssystem, aus Rinnen und Wassereinläufen bestehend, zählen zur technischen Ausstattung des Friedhofs. 1929/30 wurde der Friedhof außerhalb der nördlichen Friedhofsmauer um zwei weitere Quartierreihen ergänzt. Ein restaurierter und leicht veränderter Ehrenhain für die Gefallenen des Zweiten Weltkrieges mit Grabfeldern liegt in diesem Erweiterungsbereich. Koniferen, Solitärbäume (Trauerweiden) und Hecken sowie eine Reihe von Pyramidenpappeln an der Nordgrenze prägen diesen Bereich. Eine Gärtnerei mit Gewächshaus liegt im Westen und ein Wirtschaftsgelände im Osten dieser Erweiterung. In seinen Querachsen ist er über mehrere Durchbrüche in der alten Einfriedungsmauer mit dem alten Friedhofsteil verbunden. Im Westen, außerhalb des Friedhofs, auf dreieckiger Fläche, befindet sich eine kleine Grünanlage mit einer Baumreihe (Spitzahorn) an der Friedhofsmauer und einer Kastanienreihe an der Straße. Auf der nach Westen geneigten Fläche stehen Solitärbäume (Linde, Bergahorn, Hainbuche, Kirsche). Ein dritter Zugang (Tor aus Metallkonstruktion), an der MW-Ecke des Friedhofs, ist von der Schönberger Straße über eine Zufahrt erreichbar. Die in mehreren Phasen entstandene, regelmäßige Friedhofsanlage zeigt in ihrer klaren Aufteilung in Quartiere eine übergeordnete Gestaltungsidee. Durch die Wahl der Standorte, der zu unterschiedlichen Zeiten erbauten Gebäude, in der Hauptachse des Friedhofs, wurde diese Gliederung besonders hervorgehoben. Zentrale Bedeutung kommt hierbei dem Gebäudekomplex der Neuen Kapelle zu, durch deren Innenhof eine Querachse des Friedhofs führt. Der Friedhof hat in seiner Gesamtanlage bau- und gartenkünstlerische Bedeutung. (LfD/2014; Ragnhild Kober-Carrière) Geschichte: - Friedhof eingeweiht 26. August 1868 (Aufhebung des alten Friedhofs am 27. August 1868) - Friedhofserweiterung (neuer Teil) 1929 angelegt nach Richtlinien des Vereins „Sächsischer Heimatschutz“ (erste Beerdigung am 3. November 1930) Die regelmäßige Friedhofsanlage mit wegebegleitender Bepflanzung sowie Rhododendren und Efeugrabhügeln blieb weitgehend authentisch erhalten. Sachgesamtheitsteile: - Friedhofseinfriedung (Mauer) - Alte Leichenhalle mit Wohnung des Totenbettmeisters und Parentationshalle, heute Wohnhaus, um 1868 - Friedhofsverwaltungsgebäude: Ehemalige Wohnung des Friedhofsverwalters mit Zimmer für Geistlichen, um 1868 Beide Gebäude stehen unmittelbar neben dem Haupteingang zum Friedhof. | 09300478 |
|                                         | Mietshaus in Ecklage und halboffener Bebauung | Schulstraße 2 (Karte)                                  | bezeichnet 1898                          | Baugeschichtlich und städtebaulich von Bedeutung, Gründerzeitgebäude. Putzfassade, Holzveranda. | 09242028 |
|                                         | Villa mit Einfriedung und Garten (auch von Nr. 4a, Remisengebäude Nr. 4a kein Denkmal) | Schulstraße 4; 4a (Karte)                              |                                          | Baugeschichtlich, gartengeschichtlich und ortsgeschichtlich von Bedeutung, prachtvolle Villa im Reformstil der Zeit um 1910. Denkmaltext Beschreibung und Begründung des Gartendenkmals: Der kleine Stadtvillengarten wurde mit der Erbauung der Villa angelegt. Seine Gartenteile sind: die Zufahrt zur Remise mit Zugangsweg zur Villa, der Vorgarten an der Schulstraße und der Garten auf der Nordwest-Seite der Villa. Durch die Teilung des Grundstücks wurde der Gartenteil an der Remise durch eine Hecke optisch ausgegrenzt. Auf Grund der Lage des Grundstücks als Eckgrundstück kommt dem Garten vorrangig eine repräsentative Rolle zu. Zwei Linden an der Nordwest-Grenze und eine von ehemals zwei Magnolien rahmen die Nordwest-Fassade der Villa. Zwei Eiben, ein Ginkgo und ein Haselnussstrauch lösen diese regelmäßige Pflanzung wieder auf. Die landschaftliche Wegeführung wurde in Teilen restauriert/rekonstruiert, das landschaftliche Bodenrelief, einschließlich der Neugierde, blieb erhalten. Der Zaun mit Sandsteinpfeilern und -sockel sowie schmiedeeisernen Zaunfeldern, Tür- und Torflügeln (grün gefasst) wurde restauriert und ergänzt (zusätzliche Einfahrt zu einer Garage im Keller). Eine weitere Pforte befindet sich an der Geschwister-Scholl-Straße. Ein Holzpavillon steht nicht mehr am Originalstandort. Der Zugangsweg zum Haupt- und Nebeneingang der Villa ist mit gebrannten Gehwegsteinen und einer Granitkante befestigt, die Zufahrt mit wassergebundener Wegedecke. An der Ecke des Grundstücks fängt eine Mauer den aufgeschütteten Sitzplatz (Neugierde) ab. Durch die landschaftliche Wegeführung, das Bodenrelief, die Gehölze und die wieder eingebrachte Rosen- und Staudenpflanzung ist der Eindruck des auf kleiner Fläche angelegten Gartens erhalten/wiederhergestellt. Der Garten hat damit gartengeschichtliche Bedeutung. Insbesondere sind Villa und Garten mit Einfriedung auf Grund der Ecklage straßenbildprägend. (LfD/2014; Ragnhild Kober-Carrière) Zaun, Dachgeländer, Mittelrisalit, Zwerchgiebel, Eckerker, Putzfassade, Rustikaputz teilweise erhalten. | 09242029 |
|                                         | Mietvilla mit Einfriedung und Garten sowie seitlicher Toreinfahrt | Schulstraße 5 (Karte)                                  | um 1900                                  | Baugeschichtlich von Bedeutung, repräsentatives Gebäude im Stil der Neorenaissance. Klinkerfassade, Eckquaderung, Sockel Zyklopenmauerwerk, Fensterüberdachungen, Fenster, Türen, Tor original. | 09242030 |
|                                         | Mietvilla mit seitlicher Toreinfahrt | Schulstraße 7 (Karte)                                  | um 1900                                  | Baugeschichtlich von Bedeutung, repräsentatives Gründerzeitgebäude. Klinkerfassade, Sockel Zyklopenmauerwerk, Tor, Holzveranda verziert. | 09242031 |
|                                         | Schule | Schulstraße 10 (Karte)                                 | 1875                                     | Baugeschichtlich und ortsgeschichtlich von Bedeutung, historisierendes Klinkergebäude, ehemals Realschule II. Obergeschoss Klinker, Erdgeschoss Rustikaputz, Sockel Zyklopenmauerwerk, Zwerchgiebel verändert, Ehemalige Realschule II, dann Oberrealschule, heute (2010) Förderschule. | 09242032 |
|                                         | Wohnhaus in halboffener Bebauung, mit Vorgarten und Einfriedung | Schulstraße 12 (Karte)                                 | um 1910                                  | Baugeschichtlich von Bedeutung, Gründerzeitgebäude, Schwebegiebel mit Fachwerk. Schwebegiebel mit Fachwerk, Balkon, Veranda, Fenster, Türen und Zaun original. | 09242033 |
| Direkt Bild zu diesem Denkmal hochladen | Mietshaus in Ecklage, mit Vorgarten und Einfriedung | Schulstraße 14 (Karte)                                 | um 1910                                  | Baugeschichtlich von Bedeutung, Gründerzeitgebäude Fenster, Türen, Zaun original. | 09242034 |
|                                         | Villa mit Garten und Einfriedung | Schwanefelder Straße 1 (Karte)                         | 1871-1872                                | Baugeschichtlich und gartenkünstlerisch von Bedeutung, repräsentatives Gründerzeitgebäude im Stil der Neorenaissance. Denkmaltext Beschreibung und Begründung des Gartendenkmals: Das einstige Grundstück erstreckte sich nach Osten bis zur Bahnhofstraße. Die Nummer 1a (Flurstück 2943d) wurde um 1905 und die Nummer 1b (Flurstück 2943/6) 1927 abgeteilt und mit Villen bebaut. Der einstige sehr große Garten ist dadurch in seiner ursprünglichen Anlage (Bau der Villa 1871/1872) nicht mehr erlebbar. Ein vertieft liegender Ziergarten im Süden der Villa wurde zudem zugeschüttet, eine ehemalige Orangerie abgebrochen und durch einen halbrunden Wintergartenanbau bereits Anfang des 20. Jahrhunderts (nach Auskunft des jetzigen Eigentümers) ersetzt. Die dennoch verbliebene große Gartenanlage im Umfeld der Villa weist einen wertvollen Gehölzbestand in Einzel- und Gruppenstellung auf (Eichen, Linden, Buchen, Bergahorn, Pyramidenpappeln, Magnolien, Schwarzkiefern, Lärchen, Eiben, Rhododendren). Von einer Anhöhe sind der Garten und insbesondere die Gartenfassade der Villa eindrucksvoll zu überblicken. In dem ausgeräumt wirkenden Garten sind durch die Gehölzstellungen und das Bodenrelief dennoch Gartenräume erkennbar. Eine landschaftliche Wegeführung, die die Blickbezüge offenbart, ist im Boden zu vermuten. Die Villa ist durch zwei Terrassen und den Wintergarten mit Treppenabgang sowie zwei Erkern mit Balkonen, einem weiteren Balkon und den überdachten, mit einem Balkon versehenen Eingang eng mit der parkartigen Anlage des Gartens verbunden. Repräsentativ sind die vordere Terrasse mit zwei auf sie schwingende Treppen (Sandsteinelemente) und die Neugierde an der Schwanefelder Straße (Sandsteinelemente). Die Einfriedung besteht aus einer Stützmauer (polygonale Natursteine), Sockel und Torpfeilern aus Sandstein sowie gusseisernen Zaunpfeilern, Zaunfeldern, Tür- und Torflügeln (Metallkonstruktion). Die Zufahrt ist mit Granitsteinpflaster befestigt. Durch die Lage des Grundstücks Ecke Schwanefelder Straße/Stadionallee und die auf die Schwanefelder Straße mündende Gerberstraße ist die Villa mit Garten und Einfriedung straßenbildprägend. Die erhaltene Substanz des Villengartens lässt seine Grundstruktur erkennen und trägt Zeugnis eines sich über 150 Jahre entwickelten Gartens von besonderer gartenkünstlerischer Qualität. (LfD/2014; Ragnhild Kober-Carrière) Mittelrisalite, aufwendiger Eingang, Erker, Zahnfries unter Dach, Putznutung im Erdgeschoss, Putzquaderung im Sockelbereich. | 09242035 |
|                                         | Villa mit Garten und Einfriedung (mit Gartentor) | Schwanefelder Straße 1a (Karte)                        | um 1905                                  | Baugeschichtlich und städtebaulich von Bedeutung, zeittypischer Putzbau mit Zierfachwerk, Teil eines gut erhaltenen Villengebietes entlang der Schwanefelder Straße. Denkmaltext Beschreibung und Begründung des Gartendenkmals: Das dreieckige Eckgrundstück ging aus dem einstigen großen Villengrundstück Schwanefelder Straße 1 hervor. Der Garten wurde wahrscheinlich im Zuge des Villenbaus neu angelegt, weist aber bis auf wenige Gehölze (Baumhasel, Linde, Haselnussstrauch, Rhododendren), den leicht geschwungen verlaufenden Zugangsweg (Granitsteinpflaster), eine kleine Stützmauer und die Einfriedung keine wesentlichen Bestandteile einer ehemaligen Gartengestaltung auf. Die Einfriedung besteht aus einer Stützmauer mit polygonalen Natursteinen, Sandsteinabdeckung, aufgesetzten gusseisernen Zaunpfeilern, Zaunfeldern und Tür (Metallkonstruktion). An der Schmiederstraße wurde ein neuer Holzzaun auf die Stützmauer aufgesetzt und eine vorhandene Tür (Metallkonstruktion) neu eingefügt. Wesentlich ist die Lage des Grundstücks und seine terrassenförmige, durch die Stützmauer der Einfriedung bedingte Anlage. Es ist anzunehmen, dass die Stützmauer schon Bestandteil des Villengartens Schwanefelder Str. 1 gewesen ist. Die Ecklage des Grundstücks, die Villa, die erhöhte Lage des Gartens und die Einfriedung sind straßenbildprägend. Als ehemaliger Teil des Gartens Schwanefelder Straße Nummer 1 sowie als weit sichtbares Grundstück des gut erhaltenen Villengebietes Schwanefelder Straße (Auftaktwirkung) hat der Garten geschichtliche und städtebauliche Bedeutung. (LfD/2014; Ragnhild Kober-Carrière) Zweigeschossig, kubischer Putzbau mit Zierfachwerk, verschiedene Loggien, Veranden, Balkone und Erker, Mansardwalmdach, aufwendige Eingangsüberdachung. | 09240622 |
|                                         | Villa mit Garten, Bassin und Einfriedung mit Toreinfahrt | Schwanefelder Straße 1b (Karte)                        | 1927                                     | baugeschichtlich und gartenkünstlerisch von Bedeutung, zeittypisches repräsentatives Gebäude in Reformarchitektur mit neobarocken Anklängen bei insgesamt sachlicher Formensprache, Werk des bekannten Dresdner Architekturbüros Lossow & Kühne Denkmaltext Beschreibung und Begründung des Gartendenkmals: Der Garten geht aus dem Villengrundstück Schwanefelder Straße 1, das bereits 1871/72 angelegt wurde und sich einst bis zur Bahnhofstraße erstreckte, hervor. Wahrscheinlich resultieren die Einfriedung und ein Teil des Gehölzbestandes aus diesem ehemaligen Gesamtgrundstück. Insbesondere ist das Umfeld der Villa mit Zufahrt und Zugangsweg, Terrasse und Wasserbecken im Zuge des Villenbaues nach 1927 neu angelegt worden. Der Gehölzbestand (Esche, Ahorn, Linde, Buche, Eiche, Kastanie, Birke, Trauerweide, Rotdorn, Rhododendron, Blaufichte, Douglasie und Weymouthskiefer) ist weitestgehend erhalten. Das Bodenrelief des Gartens ist leicht ausgemuldet. Im Osten der Villa ist der das Gebäude umgreifenden Terrasse ein rechteckiges Wasserbecken vorgelagert. Die Einfriedung besteht aus einer Stützmauer mit polygonalen Natursteinen, Sandsteinabdeckung, aufgesetzten gusseisernen Zaunpfeilern, Tür- und Torpfeilern aus Sandsteinelementen sowie Zaunfeldern, Tür- und Torflügeln (Metallkonstruktion). An der Schmiederstraße steht ein Staketenzaun auf gleicher Stützmauer mit Klinkerabdeckung und Betonpfeilern. Zufahrt und Zugangsweg sind mit Granitsteinpflaster befestigt. Die gut erhaltene Gartenanlage zeigt wesentliche Züge der modernen Auffassung der 1920er Jahre und hat gartenkünstlerische Bedeutung. (LfD/2014; Ragnhild Kober-Carrière) Aufwendige überdachte Auffahrt, Balkone, Freitreppe, Reste Gartengestaltung, Bauherr: Arthur Klemm | 09242036 |
|                                         | Villa mit Garten (darin ein Teich mit Grotte und zwei Pavillons) und Einfriedung mit Toreinfahrt | Schwanefelder Straße 3 (Karte)                         | 1893                                     | baugeschichtlich, gartengeschichtlich und gartenkünstlerisch von Bedeutung, repräsentativer Bau im Stil des Historismus Denkmaltext Beschreibung und Begründung des Gartendenkmals: Der Garten wurde wahrscheinlich mit dem Bau der Villa um 1900 angelegt. Der Südwest-Teil des Grundstücks, wo sich möglicherweise der Obst- und Gemüsegarten befand, ist nach 1990 abgeteilt und überbaut worden. Der parkartige Gartenbereich blieb weitestgehend erhalten. Die Gartenbilder, inszeniert durch Gehölzkomposition, landschaftlichem Wegesystem, Teich, Grotte und zwei Pavillons sowie Neugierde, sind immer wieder von unterschiedlichen Standpunkten neu zu erleben. Die Blickbezüge zwischen Garten und Villa spielen dabei eine wesentlich Rolle. Im Bereich des Teiches mit Grotte steht eine größere Baumgruppe von Laubgehölzen (Linden, Buchen, Eichen, Fächerahorn) sowie Weymouthskiefer, Schwarzkiefer und Eibe. Solitärbäume (Tulpenbaum, Roteiche, Schwarzkiefer, Birke) bestimmen den Nordost-Bereich des Gartens. Parallel zur Südost-Grenze stehen Haselnusssträucher, Kastanien, Buchen, Eichen, Linde, Hainbuche, Robinie, in Hausnähe Magnolien, Rhododendron, Eiben und im hinteren Gartenbereich Birken, Eichen, Bergahorn, Hainbuchen sowie weitere Koniferen. Der Zugangsweg ist mit Mosaiksteinpflaster befestigt, ein Teil der Zufahrt mit Großsteinpflaster (Granit, rot). Die sanierte Einfriedung an der Schwanefelder Straße besteht aus Zaunsockel (Naturstein) sowie Zaun-, Tür- und Torpfeilern (gelbes Klinkermauerwerk), Zaunfeldern, Tor- und Türflügel (Metallkonstruktion). An der Stadionallee steht ein Staketenzaun. Die Grotte steht im Südwesten des sanierten Teiches. Der an der Nordwest-Grenze in Hausnähe stehende große offene Pavillon (Holzkonstruktion) ist malerisch von Rhododendren und einer Magnolie umgeben Der achteckige kleine geschlossene Pavillon (Holzkonstruktion) bildet im hinteren Gartenbereich einen Blickbezugspunkt. Der Parkbereich des ehemals großen Villengartens weist eine noch gut erhaltene Substanz auf, bei der die gestalterische Absicht, unterschiedlichste Gartenbilder zu inszenieren, erkennbar ist. Durch die Ecklage des Grundstücks sind Villa, Garten und Einfriedung straßenbildprägend. Als typische Anlage eines landschaftlichen Villengartens um 1900 hat der Garten gartengeschichtliche und -künstlerische Bedeutung. (LfD/2014; Ragnhild Kober-Carrière) Klinkerfassade, gelber Klinker, mit Quaderung im Sockelbereich und an Ecken, Bauherr: Carl Bornemann | 09242037 |
|                                         | Villa mit Garten, Pavillon und Einfriedung | Schwanefelder Straße 4 (Karte)                         | 1898                                     | baugeschichtlich von Bedeutung, straßenbildprägend, repräsentatives Gründerzeitgebäude im Stil der Neorenaissance mit Eckturm Denkmaltext Beschreibung und Begründung des Gartendenkmals: Der landschaftlich angelegte Garten in Ecklage wird von einer Stützmauer (gelbes Klinkermauerwerk) an der Schwanefelder Straße und Gerberstraße in eine relativ ebene Fläche gehoben. Zier- und Decksträucher (Rhododendron, Haselnuss, Eibe, Flieder, Lebensbaum) schirmen das Grundstück zudem ab, so dass von der Straße wenig Einsicht besteht. Eine Koniferengruppe und ein Holzpavillon bestimmen die Mitte des Gartens, ein landschaftliches Wegesystem ist im Boden zu vermuten (vergleiche alte Postkarten). Die Einfriedung (Stützmauer, gusseiserne Zaun-, Tor- und Türpfeiler, sowie Zaunfelder, Tür- und Torflügel aus Metallkonstruktion) wurde saniert. Die Zufahrt ist mit rotem Granitsteinpflaster befestigt. Der Turm an der Südwest-Ecke des Hauses ist aus der Straßenflucht der Stadionallee weit sichtbar. Mit der Villa Schwanefelder Straße 3 bildet diese Villa (gelbe Klinkerbauten) mit Einfriedung und Garten stilistisch eine Einheit. Zwischen beiden Grundstücken bestehen Sichtbeziehungen. Villa mit Turm, Garten und Einfriedung in Ecklage sind straßenbildprägend. (LfD/2014; Ragnhild Kober-Carrière) Klinkerfassade mit Putznutung im Sockelbereich, Türmchen, Zwerchgiebel, plastischer Schmuck, Bauherr: Friedrich Schmieder. | 09242038 |
|                                         | Villa mit Garten und Einfriedung | Schwanefelder Straße 6 (Karte)                         | 1883                                     | Baugeschichtlich und gartengeschichtlich von Bedeutung, im Stil des Historismus. Denkmaltext Beschreibung und Begründung des Gartendenkmals: Das schmale, in Richtung Nordosten langgestreckte Grundstück gliedert sich in eine Zufahrt, einen Vorgarten mit Resten der Neugierde, einen von Gehölzen gerahmten offenen Gartenraum, eine Anhöhe mit Gehölzgruppe und einen hinteren, scheinbar ehemaligen Obst- und Gemüsegarten. Geprägt wird der im unmittelbaren Umfeld der Villa relativ stark ausgeräumter Garten von der Anhöhe mit Gehölzgruppe (Bergahorn, zwei Eichen, drei Schwarzkiefern, vier Weymouthskiefern, zwei Scheinzypressen, Robinie, Eibe). Von dieser Anhöhe wird die Sicht zur Villa durch die Gehölze gerahmt und direkt auf den Mittelrisalit der Ostfassade der Villa geführt. In entgegengesetzter Richtung wird der Blick stark von der Gehölzgruppe angezogen. Weitere wertvolle, den Gartenraum bildende und prägende Gehölze (Buche, Feldahorn, Spitzahorn, Haselnuss, Eibe, Rhododendron, Linde und Bergahorn) stehen an den seitlichen Grundstücksgrenzen. In Gebäudenähe stehen Rhododendren und ein Perückenstrauch. Die Einfriedung besteht aus Stützmauer (Porphyr mit Sandsteinabdeckung), aufgesetzten gusseisernen Pfeilern sowie Zaunfeldern, Tor- und Türflügeln (Metallkonstruktion, saniert). Hervorzuheben ist die an der Südseite der Villa, zur Straße orientierte Terrasse mit zwei Treppenabgängen in den Vorgarten. Die räumliche Struktur des Gartens ist durch den vorhandenen Gehölzbestand erhalten, ein landschaftliches Wegesystem ist im Boden zu vermuten. Es ist davon auszugehen, dass die heute einfach erscheinende Gartenanlage ursprünglich differenzierter angelegt war. Die wesentlichen Züge eines für die Jahrhundertwende (1900) landschaftlich angelegten Villengartens sind dennoch ablesbar und von gartengeschichtlicher Bedeutung. Besonderen gartenkünstlerischen Wert hat die den Garten prägende Anhöhe mit Gehölzgruppe in Verbindung zu dem offenen Gartenraum und der Blickbeziehung zur Villa. (LfD/2014; Ragnhild Kober-Carrière) Putzfassade, Balustrade, Balkon, Mittelrisalit, Terrasse, entstellender Anbau, Bauherr William Schmieder | 09242039 |
|                                         | Villa mit Einfriedung und Garten, dieser mit Gartenpavillon, Brunnenaufsatz, Gartenplastiken, Stelen mit Reliefs und Teich | Schwanefelder Straße 7 (Karte)                         | bezeichnet 1904, später überformt        | baugeschichtlich, gartengeschichtlich und gartenkünstlerisch von Bedeutung; repräsentatives Gebäude im Stil des Neobarock nach Plänen des Berliner Architekten Theodor Ferber; Umbau 1942 durch das bekannte Dresdner Architekturbüro Lossow & Kühne Denkmaltext Beschreibung und Begründung des Gartendenkmals: Zwischen den benachbarten Grundstücken Nummer 7, 9 und 11 gab es, nach Auskunft des jetzigen Eigentümers der Nummer 9, keine Zäune, da sie den Gebrüdern Brumm (Lederfabrikanten) gehörten. Es ist anzunehmen, dass die Gärten der drei Villen zusammen mit der Errichtung der Villen nach 1904/1907 konzipiert wurden, Sichtbezüge und Gartenbilder demnach übergreifend angedacht waren. Bei Nummer 7 ist auf der Äquidistantenkarte von 1896 ein, sich von Nordost nach Südwest erstreckender Weg nachweisbar, der anscheinend aufgegriffen wurde. Das heute langgestreckte schmale Grundstück wurde scheinbar geteilt. Das Flurstück 2960 gehört nicht mehr zum Garten der Villa. Der Garten reicht somit nicht bis zur Hohen Straße im Südwesten. Nach Auskunft der jetzigen Eigentümer standen auf dem Flurstück 2960b im hinteren, heute freien Bereich, an der Nordwest-Grenze ein Gewächshaus und im Südwesten des Gartenhauses, an der Südost-Grenze, Volieren. Heute wird die Gartenanlage von einem alten weitestgehend gut erhaltenen Gehölzbestand geprägt. Ein erhöht stehendes Gartenhaus, Baumgruppen, Solitärbäume und ein Teich mit geschwungener Uferlinie, sowie mehrere Gartenplastiken bei Pavillon und Villa bilden Blickbezugspunkte. Ein landschaftliches Wegesystem ist im Boden zu vermuten. Von einem Hügel im hinteren Gartenbereich und der Terrasse des Pavillons ergeben sich Aussichten in den eigenen und in die benachbarten Gärten. Eine spätere Umnutzung der Villa bedingte Veränderungen in Gebäudenähe. Unterschiedliche Kinderplastiken aus Kunststein stehen im Vorgarten (Trommler und Ziehharmonikaspieler) und im Garten in der Nähe der Villa (Junge mit Maske, Junge mit Drachen, Junge mit Blume und Junge mit Fischnetz). Eine Vase, die scheinbar ehemals als Brunnenaufsatz gedient hat, steht im Westen der Villa. Zwei Steinstelen mit ovalen Reliefs befinden sich unterhalb des erhöht stehenden Gartenhauses. Die Einfriedung besteht aus Steinsockel, gusseisernen Zaunpfeilern, End-, Tor- und Türpfeilern aus verputztem Mauerwerk sowie Zaunfeldern, Tür- und Torflügeln aus Metallkonstruktion. Der Zugangsweg zum Eingang der Villa ist mit rotem Mosaiksteinpflaster mit weiß/schwarzen Zierbändern besfestigt. Der Gehölzbestand setzt sich aus Laub- und Nadelgehölzen zusammen (Linde, Eiche, Esche, Buche, Bergahorn, Spitzahorn, Robinie, Birke, Ginkgo, Tulpenbaum, Trompetenbaum, Fächerahorn, Kornelkirsche, Rhododendron, Lärche, Weymouthskiefer, Fichte, Schwarzkiefer, Blaufichte, Scheinzypresse, Lebensbaum, Eibe). Durch die interessante Gehölzverwendung wird eine Folge von Gartenräumen gebildet. Der Garten wird beherrscht von dem auf einem Hügel stehenden Gartenhaus mit floralen Schmuckelementen, das von allen drei benachbarten Gärten (Nummer 7, 9, und 11) aus sichtbar ist. Die durchdachte, auf zusammenhängende Gartenbilder aller drei Villengärten orientierte Gestaltung ist die Besonderheit dieses Gartens. Sowohl gartengeschichtlich als auch gartenkünstlerisch ist dieser Villengarten von besonderer Bedeutung. (LfD/2014; Ragnhild Kober-Carrière) Große Veranda und Balkon, nachträglicher Verbindungsbau zur Nachbarvilla (heute 2010 nicht mehr vorhanden), Bauherr Alfred Brumm, später Villa Parz; Brunnenplastik (kleiner Junge mit Fischen) in Bronze (2014 nicht mehr vorhanden) | 09242040 |
|                                         | Villa mit Garten, Einfriedung und Ausstattung | Schwanefelder Straße 8 (Karte)                         | vermutlich 1861 im Kern                  | baugeschichtlich und gartengeschichtlich von Bedeutung, repräsentativ im Stil der Neorenaissance Denkmaltext Beschreibung und Begründung des Gartendenkmals: Eine der ältesten Villen der Schwanefelder Straße (in den 1960er Jahren erbaut, mehrfach verändert, 1901 bezeichnet) wird durch einen relativ dicht am Gebäude stehenden alten Gehölzbestand geprägt. Das Remisengebäude steht ungefähr in der Mitte des Grundstücks, ein Gartenhaus zirks in der Mitte der linken nordöstlichen Einfriedung hinter der Remise. Der langgestreckte Garten gliedert sich in Zufahrt, Vorgarten, kleinen parkartigen Bereich, eine freie Rasenfläche, einen veränderten Gartenteil an der Remise sowie einen ehemaligen, zur Zeit stark verwilderten Obst- und Gemüsegarten. In der äußersten Ecke des Gartens liegt ein, von einer Gehölzgruppe (Schwarzkiefer, Eiben, Fichte, Haselnuss, Birke) betonter Aussichtshügel. Eine von ehemals zwei Buchen und eine Eiche stehen in der Südwest-Ecke, Linden und Bergahorn an der Nordwest-Grenze in Gebäudenähe, zwei Trauereschen, eine Platane, Koniferen und Rhododendren prägen den hausnahen Bereich. Eine Ulme und einige Koniferen rahmen den ehemaligen Obst- und Gemüsegarten im hinteren Grundstück. Die rückseitige, in das Gebäude hineingezogene Terrasse wird über eine Freitreppe und einen um das Haus herum führenden Weg sowohl mit dem parkartigen Gartenteil als auch mit dem Vorgarten verbunden. Eine dreiteilige, auf drei Stützen stehende, mit reichem floralem Relief geschmückte Blumenschale steht in Nähe der Terrasse. Die Einfriedung besteht aus Zaunsockel, Zaun-, Tür- und Torpfeilern aus gusseisernen Pfeilern sowie Zaunfeldern, Tür- und Torflügeln aus Metallkonstruktion. Der breite Zufahrtsweg ist mit rotem Granitpflaster befestigt. Der Gehölzbestand des benachbarten Flurstücks 2961/5 prägt das Erscheinungsbild des Gartens mit. Beachtung muss dem reichen floralen Fassadenschmuck zukommen, der in besonderer Weise Garten und Villa miteinander verbindet. Die klassische Gliederung des Villengartens und der wertvolle alte Gehölzbestand unterschiedlicher Zeitphasen, der eine interessante Gartenraumfolge bedingt, prägen den Villengarten, der gartengeschichtlich von Bedeutung ist. Als eins der ältesten Villengrundstücke der Schwanefelder Straße ist er zudem stadtgeschichtlich von Interesse. (LfD/2014; Ragnhild Kober-Carrière) Tür Jugendstilornamentik, Säulenportikus, hohe Farbglasfenster, teilweise zerstört, Fensterüberdachungen, schöne Haustür mit floralem Ornament, Putzquaderung, für Kaufmann Karl Gerhard Picht erbaut eventuell 1861, Umbau 1901/1904, dann im Besitz von Fabrikant Gustav Wagner, zahlreiche Anbauten | 09242041 |
|                                         | Villa mit Garten und Einfriedung | Schwanefelder Straße 9 (Karte)                         | bezeichnet 1904                          | baugeschichtlich und gartengeschichtlich von Bedeutung, im Stil des späten Historismus, mit Fachwerkgiebeln, Werk des Leipziger Architekten Max Pommer Denkmaltext Beschreibung und Begründung des Gartendenkmals. Zwischen den benachbarten Grundstücken Nummer 7, 9 und 11 gab es, nach Auskunft des jetzigen Eigentümers der Nummer 9, keine Zäune, da sie den Brüdern Brumm (Lederfabrikanten) gehörten. Es ist anzunehmen, dass die Gärten der drei Villen zusammen mit der Errichtung der Villen nach 1904/1907 konzipiert wurden, Sichtbezüge und Gartenbilder demnach übergreifend angedacht waren. Der Garten von Nummer 9 wird von einer Gehölzkulisse aus Koniferen zur Straße abgegrenzt. An der Südost-Grenze steht eine Buche und ebenfalls Koniferengruppen, in der Südwest-Ecke eine Linde. In dem so begrenzten Gartenraum im Westen und Südwesten der Villa lag ein Teich, der zugeschüttet wurde. Zwei Anhöhen in der Südwest-Ecke und Westgrenze des Grundstücks unterstreichen die Raumbildung dieses Gartenteils. Reste eines Wegesystems sind im Boden zu vermuten. Die Einfriedung besteht aus Zaunsockel (Granit), Zaunpfeilern aus U-Elementen (Metall), End-, Tor- und Türpfeilern sowie Zaunfeldern, Tür- und Torflügeln aus Metallkonstruktion mit floralen Schmuckelementen. Der Zugangsweg zum Hauseingang ist mit Mosaiksteinpflaster befestigt. Reste eines Pflasterweges liegen im Bereich der Südost-Ecke des Hauses. Das relativ kleine Grundstück verweist durch Geländemodellierung (zwei Anhöhen), erhaltenen Gehölzbestand und den im Boden anzunehmenden Bestand (Wege und Teich), wie auch in den Sichtbeziehungen zu den benachbarten Villengärten auf eine ehemals feine Gartengestaltung, die für den landschaftlichen Villengarten der Jahrhundertwende 1900 garten- und ortsgeschichtlich von Bedeutung ist. (LfD/2014; Ragnhild Kober-Carrière) Als Kindergarten ausgebaut, entstellender Anbau und Zwischenbau zu anderer Villa, Rückbau wäre wünschenswert, ehemaliger Eigentümer: Fritz Brumm. | 09242042 |
|                                         | Villa mit Garten, Grotte, Teich sowie Einfriedung | Schwanefelder Straße 11 (Karte)                        | 1907                                     | kunsthistorisch, baugeschichtlich und gartenkünstlerisch von Bedeutung; im Stil des Spathistorismus mit Zierfachwerk-Elementen, Werk des Leipziger Architekten Max Pommer Denkmaltext Beschreibung und Begründung des Gartendenkmals: Zwischen den benachbarten Grundstücken Nummer 7, 9 und 11 gab es, nach Auskunft des jetzigen Eigentümers der Nummer 9, keine Zäune, da sie den Gebrüdern Brumm (Lederfabrikanten) gehörten. Es ist anzunehmen, dass die Gärten der drei Villen zusammen mit der Errichtung der Villen nach 1904/1907 konzipiert wurden, Sichtbezüge und Gartenbilder demnach übergreifend angedacht waren. Der Garten von Nummer 11 bietet, von der Treppe der Terrasse gesehen, ein einzigartiges Panoramabild mit Vorder-, Mittel- und Hintergrund, das durch die Breite und Tiefe des Grundstücks gestalterisch gezielt mittels Gliederung des Gartens, Bodenmodellierung, Gehölzkomposition, Teichanlage mit Grotte und Pavillon angelegt, herausgearbeitet, gepflegt und erhalten wurde. Nachweislich wohnte 1928 in Nummer 13 der Privatgärtner, Hermann Paul Günther. Aus dem Garten selbst ergeben sich weiterhin Sichtbezüge zu den Nachbargärten, wie zur Villa. Beeinträchtigt ist derzeit das Umfeld der Villa durch Baustelleneinrichtung und Villensanierung sowie Baumaßnahmen im unmittelbaren Umfeld der Villa. Die einstige Rahmung der Villa durch Gehölze ging verloren. Das Grundstück, das von der Schwanefelder Straße bis zur Hohen Straße reicht, gliedert sich in Vorgarten, den parkartigen Garten mit vorderen hausnahen Parkbereich, mittleren Parkbereich mit Teich und zwei Anhöhen und den hinteren Parkbereich an der Hohen Straße, sowie den einst als Obst- und Gemüsegarten genutzten Gartenteil zwischen mittlerem und hinterem Parkbereich. Solitär- und Gruppenstellungen von Laub- und Nadelgehölzen bilden ein differenziertes Raumgefüge. Unterschiedliche Farbe, Textur, Struktur und Habitus der Gehölze bewirken eine außerordentlich reiche Gehölzkulissenbildung. Zu dem 1993 erfasstem, bis heute überwiegend erhaltenem Gehölzbestand zählen: Eiche, Buche, Linde, Birke, Robinie, Ahorn, Kastanie, Weide, Hainbuche, Walnuss und Rhododendron sowie Schwarzkiefer, Blaufichte, Douglastanne, Weymouthskiefer, Lärche, Hemlocktanne und Eibe. Besonderer Blickfang sind die Grotte am Teich und die Grottenwand unterhalb des Pavillons, wie der Pavillon selbst. Ein differenziertes landschaftliches Wegesystem, von dem aus sich der Garten mit seinen Blickbeziehungen und Parkbildern erschließt, ist im Boden zu vermuten. Die sanierte Einfriedung besteht aus Zaunsockel (Naturstein), Zaun-, Tor- und Türpfeilern aus verputztem Mauerwerk sowie Zaunzwischenpfeilern aus Gusseisen sowie Zaunfeldern, Tür- und Torflügeln aus Metallkonstruktion. Die Zufahrt ist mit rotem Granitsteinpflaster befestigt. Der beschriebene, reich angelegte Garten ist in seiner Gesamtkomposition gartenkünstlerisch wertvoll, in seiner bis heute erhaltenen Dimension ist er in Raumbildung und Bildaufbau für einen ausgereiften Landschaftsgarten der Jahrhundertwende 1900 einzigartig. Gefahr besteht durch bereits erfolgte Parzellierung und Verkauf von Gartenteilen. (LfD/2014; Ragnhild Kober-Carrière) Gartenhaus, Wasserbecken und Plastik (Plastik: kleiner Junge mit Querflöte) heute nicht mehr gleiches Grundstück, gehört zum Grundstück Schwanefelder Straße 7 siehe dort, Villa: Fachwerk Zwerchgiebel, Türmchen, geschnitzte Holzelemente, Türüberdachung, Bauherr: Herrmann Wagner. | 09242043 |
|                                         | Wohnhaus in offener Bebauung | Schwanefelder Straße 12 (Karte)                        | im Kern wohl 1849                        | villenartig, gründerzeitliche Architektur, baugeschichtlich von Bedeutung Putzfassade, Garten nicht mehr vorhanden, Bauherr: Michael Quaas, verändert 1867 für Carl Julius Quaas, Umbau 1901 für Emil Langlotz | 09242044 |
|                                         | Wohnhaus (eventuell Remisengebäude von Nr. 11) mit Stallgebäude, Garten und Hofpflasterung | Schwanefelder Straße 13 (Karte)                        | Anfang des 20. Jahrhunderts              | Baugeschichtlich und gartengeschichtlich von Bedeutung, Fachwerkbauten im Stil des Historismus in gutem Originalzustand Denkmaltext Beschreibung und Begründung des Gartendenkmals: Es ist davon auszugehen, dass dieses Haus das Bedienstetenhaus von Schwanefelder Straße 11, eventuell auch von Nummer 7 und Nummer 9 war. 1928 (Adressbuch) wohnte in der Nummer 11 auch ein Kraftwagenführer Artur Johannes Wyrwich. 1878 ist auf der Äquidistantenkarte ein sogenanntes Chinesisches Haus an dem Standort nachweisbar, 1896 ist dieses Haus noch eingetragen, 1908–1921 nicht mehr. 1931 sind auf der Äquidistantenkarte ein Wohnhaus und zwei weitere Gebäude nachweisbar. Zufahrt und Hof sind gepflastert (Kleinsteinpflaster Granit, rot). Die Einfriedung an der Schwanefelder Straße fehlt, an der Hohen Straße steht ein Staketenzaun. Zu dem 1993 erfassten Gehölzbestand zählen: Ahorn, Birke, Schwarzkiefer, Eibe, Hemlocktanne. Im Zusammenhang mit den Villengrundstücken Nummer 7, 9 und 11 ist dieses Eckgrundstück mit seinem Gehölzbestand und dem Hofpflaster von gartengeschichtlicher Bedeutung. (LfD/2014; Ragnhild Kober-Carrière) - Wohnhaus: Zweigeschossig mit Zierfachwerk im Obergeschoss, Krüppelwalmdach, im Erdgeschoss Garage, Fetterstube und Raum für Pferdegeschirr sowie Remise, im Obergeschoss Schlafstuben und Stuben, - Stallgebäude: Eingeschossig mit Drempel in Fachwerkbauweise, Walmdach mit Fledermausluken. | 09240698 |
| Weitere Bilder                          | Postexpedition, später Gasthof | Schwanefelder Straße 22 (Karte)                        | Ende 18. Jahrhundert                     | Baugeschichtlich und ortsgeschichtlich von Bedeutung, Fachwerkhaus (Postexpedition ist nach Meyers ein Ausdruck für kleinere Postämter). Bis 1845 Postexpedition, Fachwerk-Obergeschoss, Erdgeschoss massiv, Krüppelwalmdach, traufseitige Anbauten. | 09242045 |
|                                         | Schule | Seiferitzer Schulweg 1 (Karte)                         | 1856                                     | Alte Ortslage Seiferitz, baugeschichtlich und ortsgeschichtlich von Bedeutung. | 09242098 |
| Direkt Bild zu diesem Denkmal hochladen | Villa mit Garten (darin ein Brunnen), Toreinfahrt und Gartenmauer | Stadionallee 2 (Karte)                                 | 1926                                     | baugeschichtlich und kunsthistorisch von Bedeutung, im Stil des Art déco, erbaut nach Entwurf des Leipziger Architekten Curt Schiemichen Denkmaltext Beschreibung des Gartendenkmals: Das zweiflüglige Tor und die Pforte (Metallkonstruktion) sind in ein kurzes Mauerstück mit Fenster und zwei Pfeiler (verputztes Mauerwerk) eingebunden. Zwischen Pforte im Nordost-Abschnitt der Einfriedung und Stützmauer mit Brüstungsmauer (verputztes Mauerwerk, Abdecksteine aus Beton) im Südwest-Abschnitt der Einfriedung steht auf einer niedrigeren Stützmauer ein Holzzaun (erneuert). Die Zufahrt ist mit rotem Granitsteinpflaster befestigt, der Zugangsweg mit Platten belegt. Eine niedrige Mauer grenzt den Vorgarten von diesem Weg ab. An der Nordost-Grenze, parallel zur Zufahrt steht eine Baumreihe von sieben Linden, im Vorgarten Rhododendren und am Nordost-Ende der Einfriedungsmauer eine Buche. (LfD/2014; Ragnhild Kober-Carrière) Balkone, Terrassen, Farbglasfenster, Gitter aus Entstehungszeit, überdachter Eingang, Zimmertüren und originale Zimmerdecke, Wohnhaus des Stadtrats Paul Reinhold | 09242046 |
|                                         | sechs Wohnhäuser als Wohnhauszeile, in geschlossener Bebauung (bauliche Einheit mit Chemnitzer Straße 82-88), mit Vorgarten | Straße des Friedens 1; 3; 5; 7; 9; 11 (Karte)          | um 1925/1930                             | baugeschichtlich von Bedeutung, Putzfassade mit Klinkergliederung, im traditionalistischen Stil der 1920er Jahre Nummer 1 mit Erker und Ecklage, Sockel und Türumrahmung Klinker, Putzfassade | 09242047 |
|                                         | Wohnhof mit sieben Wohnhäusern, gärtnerischem Vorplatz und Pergola | Straße des Friedens 13; 15; 17; 19; 21; 23; 25 (Karte) | um 1925/1930                             | Baugeschichtlich, gartengeschichtlich und gartenkünstlerisch von Bedeutung, Putzfassade mit Klinkergliederung, im traditionalistischen Stil der 1920er Jahre. Denkmaltext Beschreibung und Begründung des Gartendenkmals: Der 1929 erbaute sogenannte „Fritz-Brumm-Block“ bildet einen dreiseitig umschlossenen, rechteckigen, zur Straße des Friedens geöffneten Vorplatz mit Schmuckanlage. In die Achse des Platzes mündet die Röbbeckestraße. Eine Pergola mit acht Pfeilern aus Klinkermauerwerk bildet hier eine Torsituation für die Anlage. Je eine Lindenreihe rechts und links der Pergola grenzt sie zum Straßenraum ab. Eine U-förmige Erschließungsstraße führt zu den sieben Eingängen der Häuser. Die rechteckige Mittelfläche ist in der Achse von Pergola mit Platzfläche und Plattenweg (Betonplatten) gespiegelt. Je eine Rasenfläche, von niedrigen Ligusterhecken eingefasst, weist eine leicht vertieft liegende Fläche aus, die ihrerseits von je vier Rosenbändern umfasst wird. Zur Straße fängt eine niedrige Stützmauer aus Kalkstein die Schmuckanlage ab. Der hochgezogene Haussockelbereich mit den Hauseingängen und die Pergola aus Klinkermauerwerk bilden eine gestalterische Einheit und bewirken mit den Lindenreihen eine Rahmung der Anlage. Die schlichte symmetrische Gliederung entspricht der modernen Auffassung von Garten- und Platzanlagen der 1920er Jahre. Als solche ist sie gartenkünstlerisch und gartengeschichtlich von Bedeutung. (LfD/2014; Ragnhild Kober-Carrière) Haustüren mit Klinker hervorgehoben, Pergola, gestaltete Anlage, falsche Hausfärbung, Nummer 13 mit plastischem Schmuck und Erker, Nummer 25 auch plastischer Schmuck. | 09242048 |
|                                         | Wohnhauszeile | Südstraße 1; 3; 5; 7; 9 (Karte)                        | um 1925/1929                             | Baugeschichtlich von Bedeutung, im Heimatstil. Fensterläden fehlen, Sockel Werkstein, Haustür, Türgewände, gebaut von: Gemeinnützige Bau- und Siedlungsgesellschaft mbH. | 09242049 |
|                                         | Wohnhauszeile | Südstraße 2a; 2b; 2c (Karte)                           | um 1925/1930                             | Baugeschichtlich von Bedeutung, im Heimatstil. Nummer 2b: Einfacher, stärker modernisiert. | 09242050 |
| Direkt Bild zu diesem Denkmal hochladen | Scheune eines Vierseithofes | Talstraße 30; 32 (Karte)                               | Mitte 19. Jahrhundert                    | Baugeschichtlich und stadtentwicklungsgeschichtlich von Bedeutung, gehört zu Ursprungsbebauung dieses Gebietes, nach Jahrhundertmitte des 19. Jahrhunderts einbezogen in die angrenzende gründerzeitliche Bebauung. Gehört zu Ursprungsbebauung dieses Gebietes, nach Jahrhundertmitte einbezogen in Bebauung, Böhmerviertel. | 09242053 |
|                                         | Schule | Tännichtstraße 2 (Karte)                               | 1896                                     | Baugeschichtlich und ortsgeschichtlich von Bedeutung, Gründerzeitgebäude, Klinkerfassade, ehemals zweite Bürgerschule. Ehemalige zweite Bezirksschule, roter und gelber Klinker abgesetzt, Haustür original, Ausstattung einfach, Turnhalle, eingeweiht am 13. April 1896. | 09242052 |
|                                         | Mietshaus in Ecklage | Teichplatz 2 (Karte)                                   | um 1900                                  | Mit Laden, baugeschichtlich und städtebaulich von Bedeutung, repräsentatives Gründerzeitgebäude, Klinkerfassade mit zwei Erkern und aufwändig gestalteten Giebeln im Dach. Klinker-Obergeschoss, Erdgeschoss Putzquaderung, zwei Erker, Fensterüberdachungen, Platzbebauung. | 09242054 |
|                                         | Wohnhaus in halboffener Bebauung | Waldenburger Straße 17 (Karte)                         | um 1800                                  | Baugeschichtlich von Bedeutung, Obergeschoss Fachwerk. Fachwerk-Obergeschoss, Erdgeschoss massiv. | 09242060 |
|                                         | Villa mit Einfriedung und Garten (mit zwei Pavillons, Zierbrunnen, Teich und Wasserbassin) | Waldenburger Straße 29 (Karte)                         | bezeichnet 1900                          | Baugeschichtlich, gartengeschichtlich und gartenkünstlerisch von Bedeutung, qualitätvolle Historismusvilla in weitgehendem Originalzustand, straßenbildprägender Eckturm. Denkmaltext Beschreibung und Begründung des Gartendenkmals: Der an einem von Süd nach Nord ansteigenden Hang liegende Villengarten gliedert sich in drei Terrassenebenen und einen landschaftlich ausgeformten Gartenteil. Erschlossen wird das Gebäude von der geradlinig ansteigenden Zufahrt und einem Zugangsweg, die parallel zur Westgrenze liegen und sich zu einem Hofraum auf der Nordseite der Villa ausweiten. Im Süden ist dem Gebäude eine Hausterrasse vorgelagert, deren Ebene um das Haus bis zum Hofraum greift und sich bis zu einem Zierbrunnen mit Kindergruppe und einen Pavillon (Holzkonstruktion) in der Südost-Ecke des Grundstücks zieht. Unter dieser Ebene liegt im Süden der Villa eine große Gartenterrasse mit Rasenfläche und einem rechteckigen Wasserbecken. Im Osten der Villa befindet sich eine weitere, erhöht liegende, rechteckige Gartenterrasse, die in selber Höhe die Villa im Nordosten und Norden mit einem weiten Bogen umfasst. Die einzelnen Ebenen sind von Stützmauern aus Porphyrtuffquadern abgefangen und mit Treppen gleichen Materials verbunden. Eine weitere Treppenanlage führt zur Toranlage der Zufahrt hinab, zwei weiteren kleine Treppen zum höher liegenden landschaftlichen Bereich. Der am hängigen Gelände liegende landschaftliche Gartenteil befindet sich im Nord- und Nordost-Bereich des Grundstücks und weist einen alten Gehölzbestand (Schwarzkiefern, Eiben, Eiche, Esche, Spitzahorn) sowie eine kleine Gartenterrasse mit niedriger Klinkermauer an der Nordgrenze, einen Teich und einen Pavillon (Holzkonstruktion) in der Nordost-Ecke auf. Er wird von landschaftlich geschwungenen Wegen erschlossen. An der Waldenburger Straße springt der auf eine Stützmauer (Porphyr) aufgesetzte Einfriedungszaun, das Tor und die Pforte (gusseiserne Pfeiler, Metallkonstruktion, saniert) im Westabschnitt zurück. Oberhalb der Stützmauer liegt eine Böschung, die mit einer Hainbuchenhecke oben abschließt. Im kürzeren Ostabschnitt der Einfriedung liegt eine Böschung, an deren Fuß ein neuer Staketenzaun mit Betonpfeilern errichtet wurde. Im Westen und Norden wird das Grundstück von einer Mauer (verputztes Mauerwerk) und im Osten von einem neu errichteten Staketenzaun mit Betonstützen umgeben. Ein zirks zehn Meter tiefer Brunnen versorgt die Wasseranlagen des Gartens. Zum weiteren Gehölzbestand gehören Flieder, Eiben kriechender Wacholder und Spiersträucher. Durch die Hanglage ergeben sich weite Sichten zur Stadt. Die Blickbezüge innerhalb des Gartens zur Villa und zu den Pavillons sind, von Gehölzen gerahmt, besonders reizvoll. Der geschickt in die Geländesituation gelegte Garten weist sowohl Merkmale des landschaftlichen Villengartens der Jahrhundertwende um 1900 als auch des architektonischen Gartenstils der Moderne auf. Die Komposition der Gartenelemente wie auch die Verwendung des Materials zeugen von einer wohldurchdachten Gestaltung. Der Garten hat damit gartengeschichtlichen und -künstlerischen Wert. (LfD/2014; Ragnhild Kober-Carrière) Sockelstein mit Bezeichnung: „CB 1900“, - Garten: Wasserbecken, Brunnenplastik, alte Wegeführung und alter Baumbestand, zwei Gartenpavillons, verwildert, - Zaun: Schmiedeeisen aus Erbauungszeit mit Tor und Pforte, - Villa: Zweigeschossiger Putzbau mit Eckquaderung, Natursteinsockel, Porphyrtuff, Polygonmauerwerk, Gurtgesimse profiliert und verkröpft, unregelmäßiger Grundriss mit Risaliten, Eckerkern, Wintergarten und Terrasse, Eckerker mit Pyramidenhelm, Fenster aus Erbauungszeit, zweiflüglig mit Oberlicht und mit Zahnschnittfries verziertem Kämpfer, auch Setzholz verziert, innen: durch Vandalismus gegenwärtig geschädigt, aber trotzdem guter originaler Bestand, Treppengeländer, Zimmertüren, Bleiglasfenster im Treppenhaus aus 1920er Jahren von Beier & Walther Dresden, teilweise beschädigt. Qualitätvoller Bau, auf Anhöhe liegend, daher auch städtebaulicher Wert, weiterhin künstlerische Qualität. | 09241808 |
|                                         | Mietshaus in geschlossener Bebauung | Weberstraße 68 (Karte)                                 | um 1900                                  | Baugeschichtlich von Bedeutung, Gründerzeitgebäude. Mischbauweise: roter Klinker. | 09242061 |
|                                         | Mietshaus in geschlossener Bebauung | Weberstraße 70 (Karte)                                 | 1902                                     | Baugeschichtlich von Bedeutung, gründerzeitliche Klinkerfassade. Roter Klinker mit schwarz abgesetzt, Haustür verändert. | 09242062 |
|                                         | Schmuckplatz | Wettiner Platz (Karte)                                 | 1912–1913                                | Regelmäßiger Platz mit Grünanlage, stadtgeschichtlich, städtebaulich und gartenkünstlerisch von Bedeutung. Denkmaltext Beschreibung und Begründung des Gartendenkmals: Der 1912/13 angelegte rechteckige Stadt- und Schmuckplatz ist in seiner Grundstruktur und seiner allseitigen Platzrandbebauung erhalten. Das Terrain des Platzes steigt leicht von Nordosten nach Südwesten an. Ein geradliniges diagonales Wegekreuz mit wechselständigen Lindenalleen weist in seinem Schnittpunkt einen größeren kreisförmigen Platz auf, der von einem Lindenring umgeben ist. An den äußeren Seiten des Platzes stehen Lindenreihen. Die trapezförmigen Zwischenflächen sind von einer Grasnarbe überdeckt, ehemalige Strauchflächen in den Eckbereichen fehlen. Ein Spielplatz liegt auf einer geebneten Fläche an der Ziegelstraße. Das nach 1925 an der Bachstraße auf dem Platz aufgestellte Denkmal des ersten Reichspräsidenten der Weimarer Republik, Friedrich Ebert, einst mit einer Schmuckpflanzung umgeben, ist nicht mehr vorhanden. Eine weitere Schmuckpflanzung an dieser Platzseite wurde durch ein kreisförmiges Staudenbeet ersetzt. Ein Geländesprung mit Natursteinen gibt hier noch einen Hinweis auf die einstigen Schmuckflächen. Die Ausstattung (erneuert) besteht aus Holzlehnenbänken mit gusseisernem Gestell sowie Straßenlaternen. Die Wege und der mittige Platz sind mit Altpflaster 1993 saniert worden. Der heute durch seinen weitestgehend erhaltenen, zum Teil nachgepflanzten Lindenbestand (118 Winterlinden) räumlich geprägte Schmuckplatz hat Zeugniswert für den vor dem Ersten Weltkrieg, der Reformzeit zuzuordnenden, strengen Stil. Durch die enge Stellung der Linden ergeben sich hohe Alleeräume, die mit den hochgezogenen Eckausbildungen der Eckhäuser korrespondieren. Die Gesamtkomposition von umgebender Bebauung und Stadtplatzstruktur ist von städtebaulichem und gartenkünstlerischem Wert. (LfD/2014; Ragnhild Kober-Carrière) | 09242065 |
|                                         | Mietshaus mit Kontor in Ecklage | Wilhelmstraße 7 (Karte)                                | um 1900                                  | Baugeschichtlich von Bedeutung, Gründerzeitgebäude mit Eckbetonung. Klinkermischbauweise, Putznutung im Erdgeschoss, Eckquaderung, Balkone Holz. | 09242066 |
| Direkt Bild zu diesem Denkmal hochladen | Sachgesamtheit Wilhelm-Wunderlich-Park, mit folgendem Einzeldenkmal: - Wunderlich-Denkmal (siehe Einzeldenkmal 09303215), sowie - Parkanlage (Gartendenkmal) mit zwei Teichen und einem Pavillon | Wilhelm-Wunderlich-Park (Karte)                        | seit 1895 (Park)                         | Ortsgeschichtlich, gartengeschichtlich und gartenkünstlerisch von Bedeutung, zu Ehren des Fabrikanten und Stifters Carl Wilhelm Wunderlich (1839-1893) benannt, mit Hilfe der Wilhelm-Wunderlich-Stiftung wurden Parkanlagen in Meerane geschaffen. Denkmaltext Beschreibung und Begründung des Gartendenkmals: Nach dem Tod des Meeraner Fabrikanten Carl Wilhelm Wunderlich (1839-1893) wurden um 1900 im Sinne seines Vermächtnisses und mit Hilfe seines der Stadt hinterlassenen Vermögens mehrere Parkanlagen geschaffen oder erweitert (der später als Wilhelm-Wunderlich-Park bezeichnete Tännicht, Mittelberganlage, Annapark, Schillerpark, Merzenberganlage). Der Verschönerungsverein war bei der Anlage der Parks wesentlich beteiligt. Auf dem Areal des großen Tännigts, sowie des großen und kleinen Tännigtgrundes (vergleiche Meilenblatt 1798) entstand ab 1895 durch die Carl-Wunderlich-Stiftung eine zunächst als „Tännicht“ bezeichnete Parkanlage, die vorhandene Wege einbezog. Anlässlich des 70. Geburtstages des Königs Albert von Sachsen errichtete man 1898 ein Denkmal für den König (nicht mehr erhalten) und pflanzte ein Raster von 70 Bergahorn (zum Teil erhalten). Der Park erhielt den Namen „König-Albert-Park“. Mit der Errichtung des Denkmals für C. W. Wunderlich (siehe Obj. 09303215) unter der Bezeichnung „Wilhelm-Wunderlich-Ehrung“ erfolgte die Umbenennung des Parks in den „Wilhelm-Wunderlich-Park“. Kern der Waldpark-Anlage bildet eine langgestreckte Wiese, die sich von Ost nach West erstreckt und die an ihren Längsseiten von je einer Baumallee unterschiedlicher Laubbäume (Robinien, Bergahorn, Spitzahorn, Linden, Eschen) begleitet wird. Ein landschaftliches Wegesystem durchzieht die Waldbestände und gliedert den Park in einzelne Quartiere, die durch reine Hauptholzbestände von Rotbuche, Stieleiche, Roteiche, Schwarzerle, Birke, Fichte oder Weymouthskiefer mit Schwarzkiefer ausschließlich oder zusammen mit Nebenholzarten unterschiedlich geprägt sind. Ein künstlicher Bach, der aus einer Grottenwand unterhalb der „Wilhelm-Wunderlich-Ehrung“ entspringt, weitet sich in seinem weiteren Verlauf zu einem kleinen und einem großen Teich, an dem letzteren die „Unterkunftshalle“, ein großer Holzpavillon, steht. Von hier aus öffnet sich der Blick zu der nach Osten in einem leichten Bogen verlaufenden oben genannten Wiese. Die geschwungen verlaufenden Wege weiten sich an einigen Schnittpunkten zu kleinen Plätzen wie zum Beispiel in Nähe des großen Teiches zu einem Lindenrondell mit Steintisch und Bänken. Weitere Bankplätze befinden sich an den Alleen des Wiesenrandes und an bestimmten Punkten der Waldwege. Erschlossen wird der Park von der Innenstadt durch einen ebenerdigen Tunnel, der unterhalb des Eisenbahndammes geradlinig von Osten zu ihm führt. Von Süden ist er von einem Stadtplatz aus, „Grünplatz am Wunderlich Park“ genannt, zu erreichen. Im Westen führen mehrere Wege von der ihn begrenzenden „Hohen Straße“ in den Park. Von Norden wird er ebenfalls von mehreren Fußwegen aus erschlossen. Besonders schöne Blicke ergeben sich über die Wiesenflächen am Nordrand des Waldparks auf seine unterschiedlich geprägten Waldränder. Ein Entwurf der Potsdamer Arbeitsgemeinschaft der Gartengestalter Förster, Mattern, Hammerbacher unter Beteiligung des Mitarbeiters Reinhold Willumeit von 1942, der umfangreiche Sport- und Badeeinrichtungen im Ostbereich des Parks vorsah, wurde nicht umgesetzt. Der „Grünplatz am Wunderlich Park Meerane“ ist die einzige Planung dieses Büros, die verwirklicht wurde. Der Gedenkstein der „Wilhelm-Wunderlich-Stiftung“, einst in den „Merzenberganlagen“ im Norden der Stadt errichtet, befindet sich heute hier in der Nähe, am Südzugang des Wilhelm-Wunderlich-Parks. Eine Freilichtbühne ist nach 1945 im Mittelteil des Parks hinzugefügt worden. Die große Parkanlage der von Leder- und Textilindustrie um 1900 geprägten und beeinträchtigten Stadt ist als moderne Waldparkanlage der Jahrhundertwende, städtebaulich und stadthygienisch eine außerordentlich fortschrittliche Planung gewesen, die heute sozialgeschichtliche Bedeutung hat. Die erhaltene Gesamtkomposition der in wechselseitiger Beziehung wirkenden Gestaltungselemente, wie Bodenrelief, Wegeführung, Bepflanzung, Wasserkunst, Ausstattung, Parkraumbildung und Sichten, haben gartengeschichtlichen und -künstlerischen Wert. (LfD/2014; Ragnhild Kober-Carrière) Angelegte Parkanlage, beruhend auf Spende des Fabrikanten Wunderlich, Anlage begonnen 1895, 27,74 ha groß, Waldpark-Charakter, gemischtes Laubholz, zum Teil reine Laubholzbestände und reines Nadelholz, Denkmal aus bayrischem Muschelkalk, hatte Reliefbild Wunderlichs, Wasserkunstanlage mit Teichen. | 09242067 |
|                                         | Wunderlich-Denkmal | Wilhelm-Wunderlich-Park (Karte)                        | 1909                                     | Mit Wasserbecken, künstlerisch, ortsgeschichtlich und gartenkünstlerisch von Bedeutung, zu Ehren des Fabrikanten und Stifters Carl Wilhelm Wunderlich (1839–1893), mit Hilfe der Wilhelm-Wunderlich-Stiftung wurden Parkanlagen in Meerane geschaffen. Denkmaltext Beschreibung und Begründung des Gartendenkmals: 1909 wurde das Denkmal „Wilhelm-Wunderlich-Ehrung“ nach Plänen von Carl Trunkel und den Gebrüdern Hauschild aus bayrischem Muschelkalk mit vorgelagertem Wasserbecken, Ehrentafel (von Bronzegießerei Ladenbecks aus Friedrichshagen) mit Reliefbild des Stifters Carl Wilhelm Wunderlich und Widmung: „Dem hochherzigen Stifter der Wunderlich-Anlagen. Die dankbare Bürgerschaft 1909“ errichtet. Auf erhöht liegender Fläche mit Vorplatz und rahmenden Gehölzanpflanzungen (geschlitztblättrige Buche, Faldahorn, Eiben) war das Denkmal einst weit sichtbar. Heute aber, durch den Zuwachs der Gehölze auch im weiteren Umfeld, liegt es eher im Verborgenen des Wilhelm-Wunderlich-Parks, der zuvor König-Albert-Park hieß und erst mit der Errichtung des Denkmals diesen Namen erhielt. Sowohl die Wahl des Standortes im Park, wie auch die Gestaltung des Platzes und die Inszenierung des Umfeldes mit einer von der Anhöhe ausgehenden Wasserkunstanlage (Grottenwand, Bachlauf, Teiche) sind gartenkünstlerisch von Bedeutung. (LfD/2014; Ragnhild Kober-Carrière) Einzeldenkmal der Sachgesamtheit Wilhelm-Wunderlich-Park (siehe auch Sachgesamtheit 09242067): Denkmal aus bayrischem Muschelkalk, hatte Reliefbild Wunderlichs. | 09303215 |
|                                         | Mietshaus in Ecklage und in geschlossener Bebauung | Ziegelstraße 8 (Karte)                                 | um 1885                                  | Baugeschichtlich von Bedeutung, Gründerzeitgebäude. Putzfassade, Balustrade an Ecke, Putzritzung, Fenster original. | 09242068 |
|                                         | Mietshaus (zwei Hausteile) in Ecklage und in geschlossener Bebauung | Ziegelstraße 26 (Karte)                                | um 1900                                  | Wissenschaftlich, städtebaulich und baugeschichtlich von Bedeutung, Gründerzeitgebäude. Klinker und Putz, schönes Tor, gefährdet. | 09242069 |
|                                         | Mietshaus in geschlossener Bebauung | Ziegelstraße 54 (Karte)                                | um 1900                                  | Baugeschichtlich von Bedeutung, prächtige gründerzeitliche Klinkerfassade mit Volutengiebel, platzbildprägende Lage am Wettiner Platz. Klinker Obergeschoss, orange, Putzeckquaderung, einstöckig, Erdgeschoss Putz, Platzbebauung Wettiner Platz. | 09242070 |
|                                         | Mietshaus in Ecklage und in halboffener Bebauung | Ziegelstraße 55 (Karte)                                | um 1905                                  | Baugeschichtlich und städtebaulich von Bedeutung, Gründerzeitgebäude mit mächtiger Eckbetonung und straßenbildprägenden Balkonanlagen, platzbildprägende Lage am Wettiner Platz. Platzbebauung Wettiner Platz, Mischbauweise: roter Klinker, Sockel verputzt, originale Haustür, Fenster teilweise original, große Balkone zum Platz. | 09242071 |
|                                         | Mietshaus in geschlossener Bebauung | Ziegelstraße 56 (Karte)                                | um 1910                                  | Baugeschichtlich von Bedeutung, Klinkerfassade mit Erker und Fachwerkgiebel, platzbildprägende Lage am Wettiner Platz. Weißer Klinker Obergeschoss, Zwerchgiebel Fachwerk, Haustür, Putz und Fenster original. | 09242072 |
|                                         | Mietshaus in geschlossener Bebauung | Ziegelstraße 58 (Karte)                                | um 1910                                  | Baugeschichtlich von Bedeutung, Putzfassade mit Erker und Giebel, Jugendstilanklänge, platzbildprägende Lage am Wettiner Platz. Putzfassade, ursprünglich farbig, teilweise mit Malerei, Erdgeschoss warmes Rot, Fenster im Obergeschoss entstellend – Rückbau nötig, Erdgeschoss Putzquaderung, Haustür original, am Wettiner Platz. | 09242073 |
|                                         | Haustor eines Wohnhauses | Ziegelstraße 60 (Karte)                                | um 1905                                  | Handwerklich-künstlerisch von Bedeutung. Am Wettiner Platz | 09242074 |
| Direkt Bild zu diesem Denkmal hochladen | Wohnhaushälfte eines Doppelhauses (mit Kantstraße 26) in Ecklage, mit Einfriedung und Vorgarten | Ziegelstraße 61 (Karte)                                | um 1910                                  | Baugeschichtlich von Bedeutung, abwechslungsreiche Fassadengliederung mit Fachwerk-Zwerchgiebeln. Fachwerk-Zwerchgiebel und Kniestock, hölzernes Vorhäuschen, Zaun, einige Fenster verändert, Garagentor. | 09242075 |
|                                         | Mietshaus in Ecklage und in halboffener Bebauung | Ziegelstraße 66 (Karte)                                | um 1905                                  | Mit Laden, baugeschichtlich und städtebaulich von Bedeutung, Putzfassade mit Putzornamentik, Jugendstilanklänge, Eckbetonung, platzbildprägende Lage am Wettiner Platz. Putzfassade, Putzornamentik, Haustür, Dachaufbauten, Ladenausstattung original. | 09242076 |
|                                         | Wohnhaus in offener Bebauung, mit seitlicher Einfriedung und Toreinfahrt | Ziegelstraße 68 (Karte)                                | bezeichnet 1904                          | Baugeschichtlich von Bedeutung, gründerzeitliche Klinkerfassade mit straßenbildprägendem Schwebegiebel. Klinkerfassade, rot, orange, gelber Klinker, gekoppelte Fenster, grünglasierte Ziegel abgesetzt, Schwebegiebel, Dachaufbauten original. | 09242077 |
|                                         | Villa mit Garten, Einfriedung und Stützmauer | Zimmerstraße 1 (Karte)                                 | um 1880                                  | Baugeschichtlich von Bedeutung, straßenbildprägend, Gründerzeitgebäude. Denkmaltext Beschreibung und Begründung des Gartendenkmals: Der wahrscheinlich mit der Villa einst angelegte kleine Garten wird von einer Buche bestimmt. Eine Terrasse mit Säulen und Balkon steht vor dem Mittelrisalit der Villa. Von ihr führt eine Treppe in den Garten. Gehölzflächen mit Ziergehölzen schirmen das Eckgrundstück ab, das von einer Stützmauer (mit polygonalen Natursteinen) zur Oberen Bahnstraße abgefangen wird. Der auf die Mauer aufgesetzte Sockel und Metallzaun wurde, wie auch der Zaun und das Tor mit Pforte an der Zimmerstraße erneuert. Eine weitere Stützmauer befindet sich an der Südost-Grenze. Durch die Stützmauern ist der Garten in eine Ebene gehoben worden und bildet selbst eine Gartenterrasse, von der aus Sichtbezüge über das Bahngelände hinweg zur Stadt bestehen. Diese Villa mit Garten bildet mit dem gegenüber stehenden Villengrundstück (Obere Bahnstraße 8) eine städtebauliche Einheit. Als Eingangssituation der Zimmerstraße sind sie weit von den, gegenüber der Bahnlinie liegenden Straßen und Häusern zu sehen. Insbesondere hat der Garten damit straßenbildprägende Bedeutung. (LfD/2014; Ragnhild Kober-Carrière) Quadratischer Bau mit Mittelrisalit, Balkon. | 09242078 |
|                                         | Wohnhaus in Ecklage | Zimmerstraße 18 (Karte)                                | um 1880                                  | Baugeschichtlich von Bedeutung, historistische Putzfassade. Putznutung im Erdgeschoss, auffallende Fensterüberdachungen, Ornamentfries unter Dach, zwei Adler auf Balustrade. | 09242079 |
|                                         | Mietshaus (zwei Hausnummern) in Ecklage | Zwickauer Straße 2; 4 (Karte)                          | um 1900                                  | Baugeschichtlich und städtebaulich von Bedeutung, gründerzeitliche Klinkerfassade, Eckbetonung. Mit Restaurant „Meistereck“, Haustür, Fenster original, Klinkermischbauweise, Tordurchfahrt. | 09242080 |
|                                         | Wohnstallhaus eines Bauernhofes | Zwickauer Straße 16 (Karte)                            | um 1800                                  | Baugeschichtlich und stadtentwicklungsgeschichtlich von Bedeutung, Fachwerkbau, gehört zu Ursprungsbebauung dieses Gebietes. Fachwerk-Obergeschoss, Erdgeschoss massiv. | 09242081 |
| Direkt Bild zu diesem Denkmal hochladen | Wohnhaus, nach rechts in geschlossener Bebauung | Zwickauer Straße 24 (Karte)                            | um 1800                                  | Baugeschichtlich und stadtentwicklungsgeschichtlich von Bedeutung, Fachwerkbau, gehört zu Ursprungsbebauung dieses Gebietes. Fachwerk-Obergeschoss verputzt, Erdgeschoss massiv, Haustür original. | 09242082 |
|                                         | Mietshaus in halboffener Bebauung | Zwickauer Straße 31 (Karte)                            | um 1895                                  | Baugeschichtlich von Bedeutung, anspruchsvolle gründerzeitliche Klinkerfassade mit Eckbetonung. | 09242083 |
|                                         | Wohnhaus vermutlich eines Bauernhofes | Zwickauer Straße 34 (Karte)                            | um 1800                                  | Baugeschichtlich und stadtentwicklungsgeschichtlich von Bedeutung, Fachwerkbau, gehört zu Ursprungsbebauung dieses Gebietes. Fachwerk-Obergeschoss, Erdgeschoss massiv, straßenraumbildend, ein Giebel massiv, Satteldach. | 09242084 |
|                                         | Wohnhaus in geschlossener Bebauung konzipiert | Zwickauer Straße 50 (Karte)                            | um 1890                                  | Baugeschichtlich von Bedeutung, Gründerzeitgebäude im Stil der Neorenaissance, mit Erker und Volutengiebel. Reiche Fassadengliederung, Erker, Zwerchgiebel, Haustür mit geäztem Fenster. | 09242085 |
|                                         | Wohnhaus in geschlossener Bebauung | Zwickauer Straße 56 (Karte)                            | um 1880                                  | Baugeschichtlich von Bedeutung, Gründerzeitgebäude. Dachaufbauten und Zwerchgiebel verändert, Putznutung im Erdgeschoss. | 09242086 |
|                                         | Wohnhauszeile in geschlossener Bebauung, mit Vorgarten | Zwickauer Straße 68a; 68b; 68c (Karte)                 | um 1935                                  | Baugeschichtlich von Bedeutung, im Heimatstil, Malerei mit ländlichen Motiven auf der Fassade. Mietshaus mit Torbogen, Malerei mit ländlichen Motiven auf der Fassade, jeden Monat symbolisierend, um Torbogen Darstellungen der Sternbilder, Madenputz. | 09242087 |
| Direkt Bild zu diesem Denkmal hochladen | Seitengebäude eines Bauernhofes | Zwickauer Straße 79; 79a (Karte)                       | um 1800                                  | Baugeschichtlich und sozialgeschichtlich von Bedeutung, Fachwerkbau, alte Ortslage Seiferitz. Fachwerk-Obergeschoss, Giebel verbrettert, Erdgeschoss massiv, Garageneinbauten. | 09242099 |
|                                         | Wohnstallhaus, Seitengebäude (Torhaus mit Oberlaube), Stallgebäude sowie Torbogen eines Vierseithofes | Zwickauer Straße 87 (Karte)                            | 1819 (Torhaus mit Oberlaube)             | Baugeschichtlich, sozialgeschichtlich und wirtschaftsgeschichtlich von Bedeutung, Fachwerkbauten, seltene Oberlaube, weitgehend geschlossen erhaltener Bauernhof in der alten Ortslage Seiferitz. - Wohnhaus: Obergeschoss Fachwerk verputzt oder verschiefert, Giebel wirkt in Straßenraum, - Torhaus: Mit 16-jochiger Oberlaube, Fachwerk auch im Obergeschoss, sehr guter Zustand, ungenutzt, - Stall: Mit Inschrift in Schwelle, Erdgeschoss massiv, Garageneinbauten, Fachwerk-Obergeschoss, Zwei Steine im Hof – eventuelle Grenzsteine? | 09242101 |
|                                         | Torhaus eines ehemaligen Vierseithofes | Zwickauer Straße 91a (Karte)                           | 1847                                     | Baugeschichtlich von Bedeutung, Fachwerkbau in der alten Ortslage Seiferitz. Erdgeschoss massiv, teilweise Porphyr, Bogen Ziegel, Obergeschoss Fachwerk, Torbogen mit Inschrift: „Nur alles mit Gott so hats keine Not“, teilweise zerstört. | 09242102 |
|                                         | Schlachthof, mit Restaurationsgebäude und Verwaltungsgebäude an der Straße sowie Teil der Schlachthalle auf dem Gelände | Zwickauer Straße 92; 94 (Karte)                        | 1888-1889                                | Ortsgeschichtlich, sozialgeschichtlich, baugeschichtlich und wirtschaftsgeschichtlich von Bedeutung, überwiegend Klinkerbauten. Rote Klinkerbauten, verschiedene Gebäude als Anlage angelegt, ehemaliger Vieh- und Schlachthof, F-Fotos und der Lageplan sind Bestandteil der Dokumentation von U. H. (siehe dort). | 09242088 |
|                                         | Seitengebäude und Teil des Wohnstallhauses eines Vierseithofes | Zwickauer Straße 99 (Karte)                            | um 1800                                  | Baugeschichtlich von Bedeutung, Fachwerkbauten, alte Ortslage Seiferitz. Erdgeschoss massiv und verändert, wichtig für Straßenraum. | 09242103 |
| Direkt Bild zu diesem Denkmal hochladen | Wohnstallhaus (Umgebindehaus) eines Bauernhofes | Zwickauer Straße 105 (Karte)                           | Ende 18. Jahrhundert                     | Baugeschichtlich von Bedeutung, Fachwerkbau mit wertvollem Umgebinde und Segmentbogenportal, alte Ortslage Seiferitz. Erdgeschoss teilweise massiv, schönes Türgewände, Ständer Umgebinde erhalten und Schwelle, gezapfte Knaggen und Streben, Ständer Erdgeschoss stehen paarweise, wichtig für Ortsbild, Giebel verkleidet, Krüppelwalmdach. | 09242104 |
| Direkt Bild zu diesem Denkmal hochladen | Scheune eines Dreiseithofes | Zwickauer Straße 107 (Karte)                           | um 1800                                  | Baugeschichtlich und wirtschaftsgeschichtlich von Bedeutung, Fachwerk-Scheune in der alten Ortslage Seiferitz. Zum Teil massiv, Satteldach. | 09242105 |
| Direkt Bild zu diesem Denkmal hochladen | Wohnstallhaus und Seitengebäude eines Vierseithofes | Zwickauer Straße 109 (Karte)                           | um 1800                                  | Baugeschichtlich und wirtschaftsgeschichtlich von Bedeutung, Fachwerkbauten mit strebenreichem Fachwerk, in der alten Ortslage Seiferitz. Wohnhaus: Erste Hälfte 19. Jahrhundert, Giebel massiv 1934, Erdgeschoss massiv und Giebel massiv und verändert, Frackdach, traufseitiger Anbau. | 09242106 |
| Direkt Bild zu diesem Denkmal hochladen | Häuslerhaus | Zwickauer Straße 117 (Karte)                           | um 1800                                  | Baugeschichtlich und sozialgeschichtlich von Bedeutung, Fachwerkbau, alte Ortslage Seiferitz. Erdgeschoss massiv, Fachwerk-Obergeschoss, Frackdach, Türgewände fehlt. | 09242108 |
| Direkt Bild zu diesem Denkmal hochladen | Wohnstallhaus, Scheune und Stallgebäude eines Bauernhofes | Zwickauer Straße 119 (Karte)                           | um 1800 (Wohnstallhaus)                  | Baugeschichtlich und wirtschaftsgeschichtlich von Bedeutung, Fachwerkbauten in der alten Ortslage Seiferitz. Wohnhaus mit weit überkragendem Dach, traufseitigem Anbau, Scheune Fachwerk, Stall mit Veränderungen im Erdgeschoss und Anbau. | 09242109 |
| Direkt Bild zu diesem Denkmal hochladen | Stallgebäude eines Bauernhofes | Zwickauer Straße 121 (Karte)                           | 1. Hälfte 18. Jahrhundert                | Baugeschichtlich von Bedeutung, Fachwerkbau mit Thüringer-Leiter-Fachwerk, alte Ortslage Seiferitz. Geblattete Kopfbänder, Giebel massiv, seitlicher Anbau. | 09242110 |
| Direkt Bild zu diesem Denkmal hochladen | Wohnstallhaus eines Bauernhofes | Zwickauer Straße 126 (Karte)                           | um 1800                                  | Baugeschichtlich von Bedeutung, Fachwerkbau, alte Ortslage Seiferitz. Steht leer, zu Lagerzwecken genutzt, alte Abrissgenehmigung vorliegend, noch erhaltbar, Balkendecke in ehemaliger Bohlenstube mit schrägliegenden fischgrätenartigen Brettern, Schäden an beiden Giebeln. | 09242111 |
| Direkt Bild zu diesem Denkmal hochladen | Häuslerhaus | Zwickauer Straße 128 (Karte)                           | um 1800                                  | Sozialgeschichtlich von Bedeutung, Fachwerkbau in der alten Ortslage Seiferitz. Fachwerk-Obergeschoss, teilweise verschiefert, Erdgeschoss massiv und verändert. | 09242112 |